# Bucaramanga
Bucaramanga (/bu.ka.ɾaˈmaŋ.ga/ⓘ) es un municipio colombiano, capital del departamento de Santander. Está ubicada al nororiente del país sobre la Cordillera Oriental, una rama de la cordillera de los Andes, a orillas del río de Oro. Bucaramanga cuenta con 625 114 habitantes y, junto con Floridablanca, Girón y Piedecuesta, conforma el Área metropolitana de Bucaramanga con un total de 1 304 288 habitantes, siendo la quinta aglomeración urbana más poblada del país. Se encuentra a 384 km de Bogotá, la capital del país.
Como capital de Santander, Bucaramanga alberga las sedes de la Gobernación de Santander, la Asamblea Departamental, la sede seccional de la Fiscalía, el Tribunal Administrativo de Santander, el Consejo Seccional de la Judicatura de Santander y la Comisión Seccional de Disciplina Judicial de Santander. Además, en su jurisdicción se encuentra el Tribunal Superior del Distrito Judicial de Bucaramanga. Junto con el título de capital de Santander, Bucaramanga ostenta los títulos de capital y de núcleo de desarrollo de la Provincia Metropolitana. Bucaramanga está comunicada con las demás ciudades del país por carretera y cuenta con el Aeropuerto Internacional Palonegro para el transporte aéreo.
Los principales sectores económicos de la ciudad, en orden de participación, son comercio, servicios e industria. La economía del Área Metropolitana de Bucaramanga representa la quinta más grande del país. La tasa de desempleo para el área metropolitana de Bucaramanga en el periodo junio-agosto de 2022 fue del 9,2%. En 2015, un informe del Banco Mundial la situó como una de las urbes más competitivas y con mejor calidad de vida en América Latina.
La palabra "Bucaramanga" se presume que proviene de dos vocablos del extinto idioma guane, hablado por el pueblo indígena del mismo nombre que habitó las tierras de la ciudad. Estos vocablos serían bucar, que significaría "señor" (probablemente en referencia a un cacique llamado Bucarica), y amanga, que significaría "casa". Así, el topónimo se traduciría como "la casa del señor".

## Símbolos

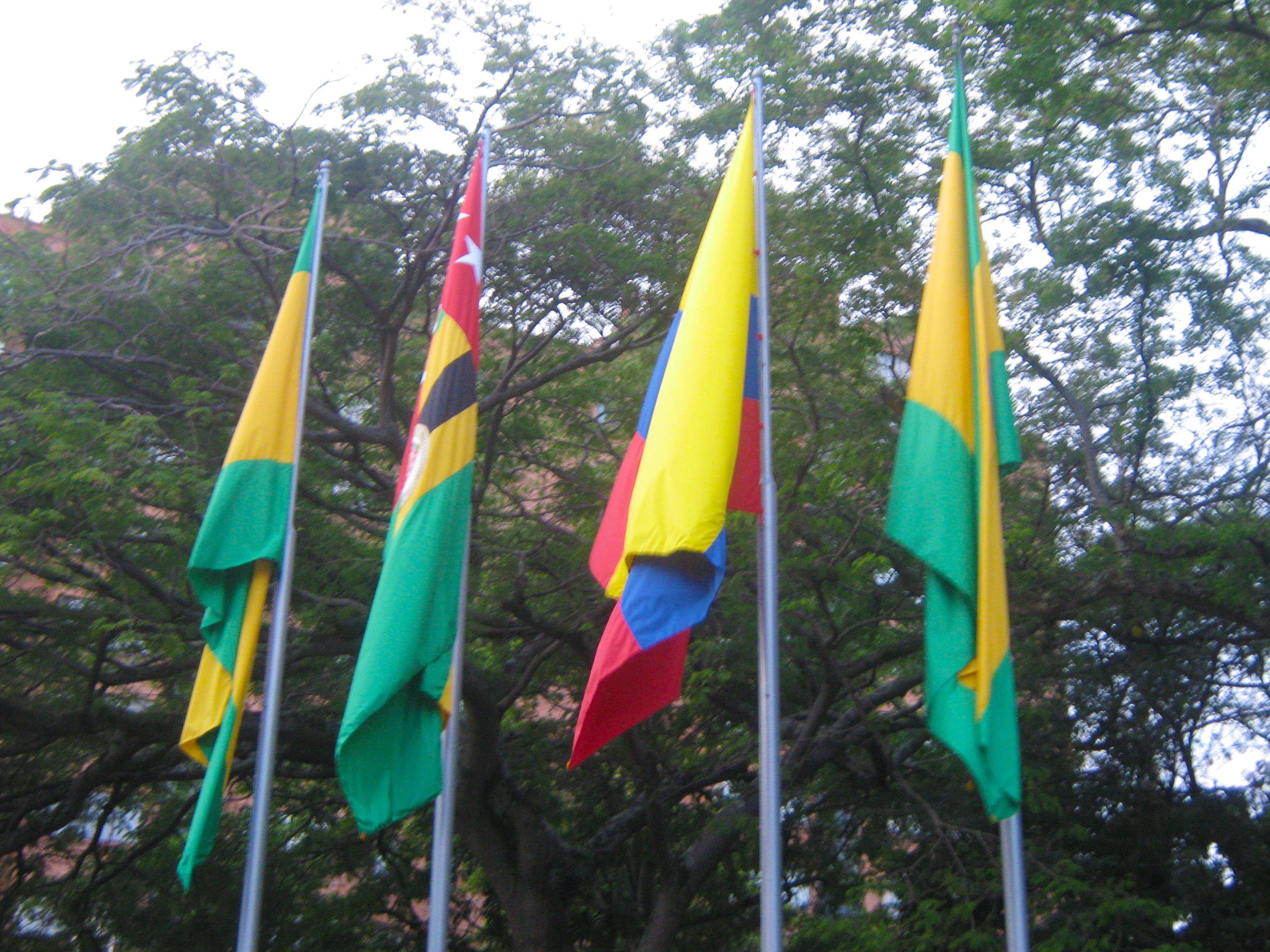
Banderas de Colombia, Santander y Bucaramanga.

### Bandera
La bandera de Bucaramanga fue diseñada por el historiador Gustavo Gómez Mejía. Está compuesta por tres franjas horizontales: dos franjas verdes en los extremos, que simbolizan la esperanza y la gloria, y una franja amarilla central que representa la riqueza y el progreso. En el centro de la franja amarilla se encuentra un círculo azul, rodeado por una orla roja que simboliza la sangre derramada por los hijos de Santander en las luchas por la independencia. Dentro del círculo azul hay una estrella blanca. En el círculo central se lee el lema «Bajo el azul de su cielo y defendida por la sangre generosa de sus hijos, Bucaramanga está abierta a los cuatro horizontes de la Patria».

### Escudo

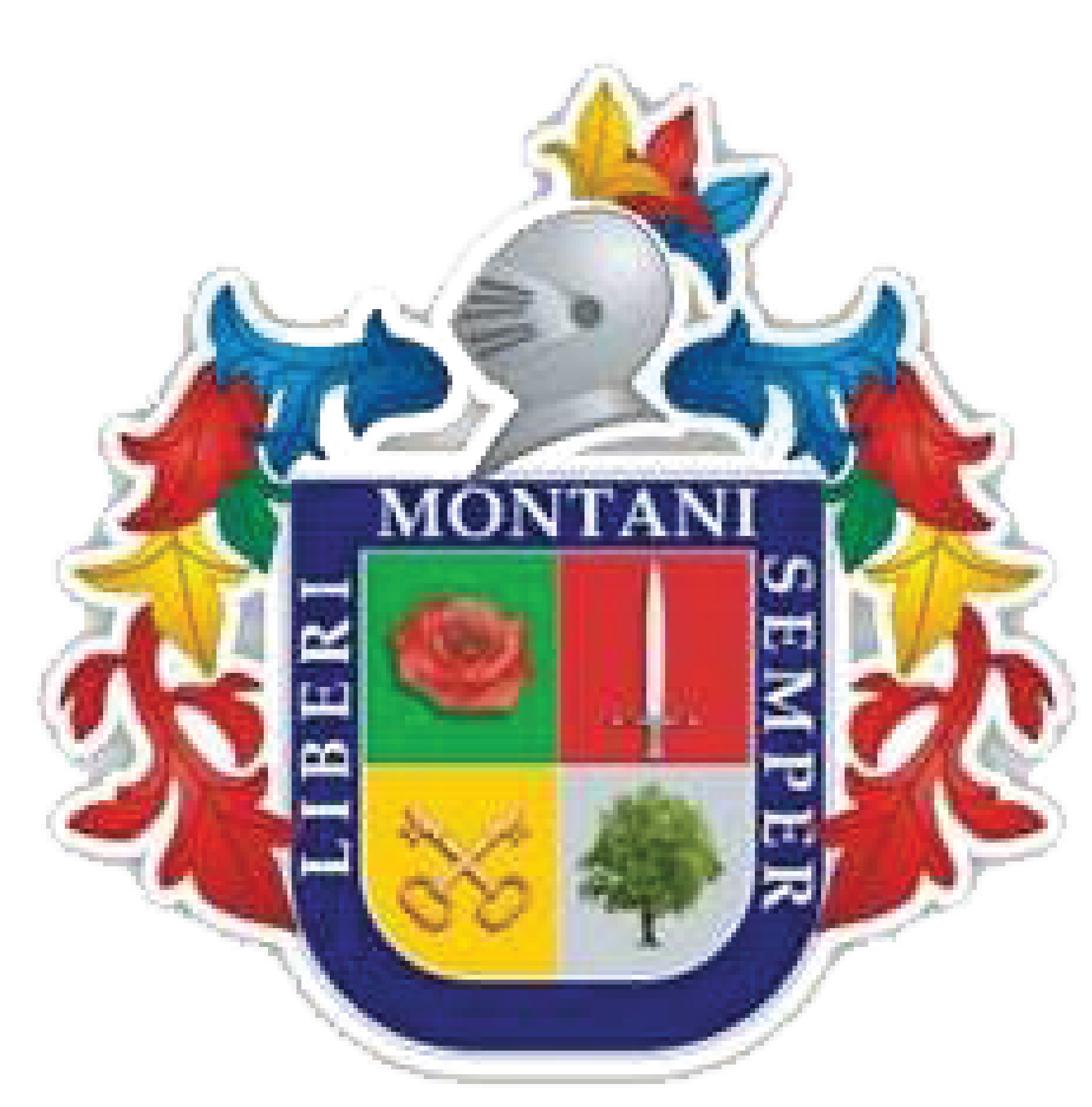
- Montani Semper Liberi*

El escudo de Bucaramanga fue ideado por el escritor Enrique Otero D'Costa y dibujado por Alberto Torres Carrizosa. Fue adoptado por Decreto del 10 de octubre de 1971, durante la alcaldía de Saúl Trillos. Su descripción en lenguaje heráldico es la siguiente:

En el cantón diestro del jefe florecerá una rosa, alegoría de los vergeles que decoran la ciudad y que en la ciencia del blasón manifiesta la hermosura del linaje. Esta rosa ha de ir en campo de sinople, emblema de la cortesía y de la amistad y por ende de la hospitalidad.
En el cantón de la siniestra lucirá una espada de plata, que enseña valentía en respeto de la Rota de Palonegro, hecatombe en que sucumbieron como buenos tantos hijos de la heredad santandereana, luchando por un noble ideal; y esta espada que ha de ser desnuda, ha de brillar en el campo de gules que simboliza la intrepidez, el honor y el vencimiento con sangre.
El primer cuartel de abajo mostrará dos llaves, sable la del color que dicen armería guarda y poderío, llaves que habrán de ir en campo de oro que denota Luz y Sabiduría, significando todo esto que la ciudad guarda el poderío de la Capital del departamento cuya nave conduce y gobierna sabia y lúcidamente.
En el arte del blasón, el roble proclama Esfuerzo. Este simbólico árbol ha de ir en el postrero para significar el potente esfuerzo santandereano en los palenques de Ceres; esfuerzo creador de nuestra valiosa riqueza territorial. El roble, esmaltado de sinople, irá en campo de Plata que manifiesta Limpieza, Integridad y Riqueza; porque nuestros labradores, ultra de habernos procurado riqueza regional, nos la dieron con limpieza y con integridad.
El Escudo de Armas es el de una gran metrópoli Santandereana, el cual para cumplir con la regla heráldica, se completa con por una orla unas letras latinas en el campo de blao que dicen: Montani Semper Liberi (Siempre libres en nuestras montañas).
Y por timbre un yelmo acerado, con su mirada hacia la diestra, perfilado y abierto con el burelete de oro y blao. Por divisa un león naciente, oro su color, empuñando una Bandera de Colombia con todos sus esmaltes. Todos estos decorados de trascolé, follajes y dependencias de oro y blao.

### Himno
El himno de Bucaramanga fue escrito en el año 2002 por Gabriel Latorre Carvajal y musicalizado por John Jairo Claro.

## Gobierno

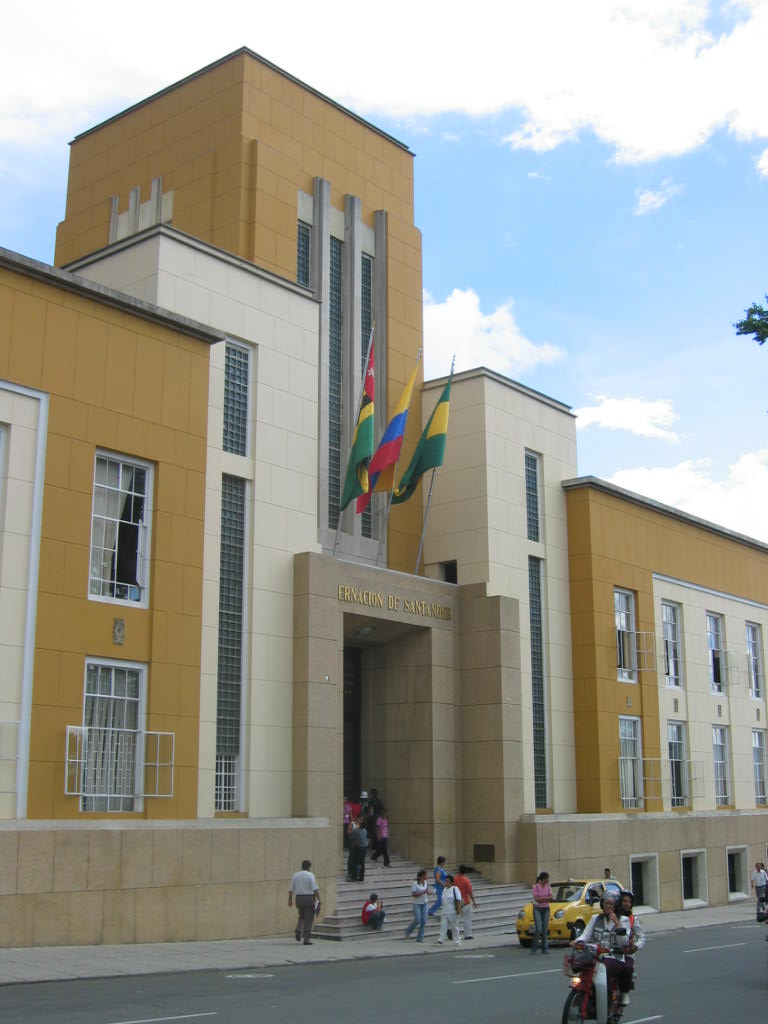
Palacio Amarillo, sede de la Gobernación de Santander.

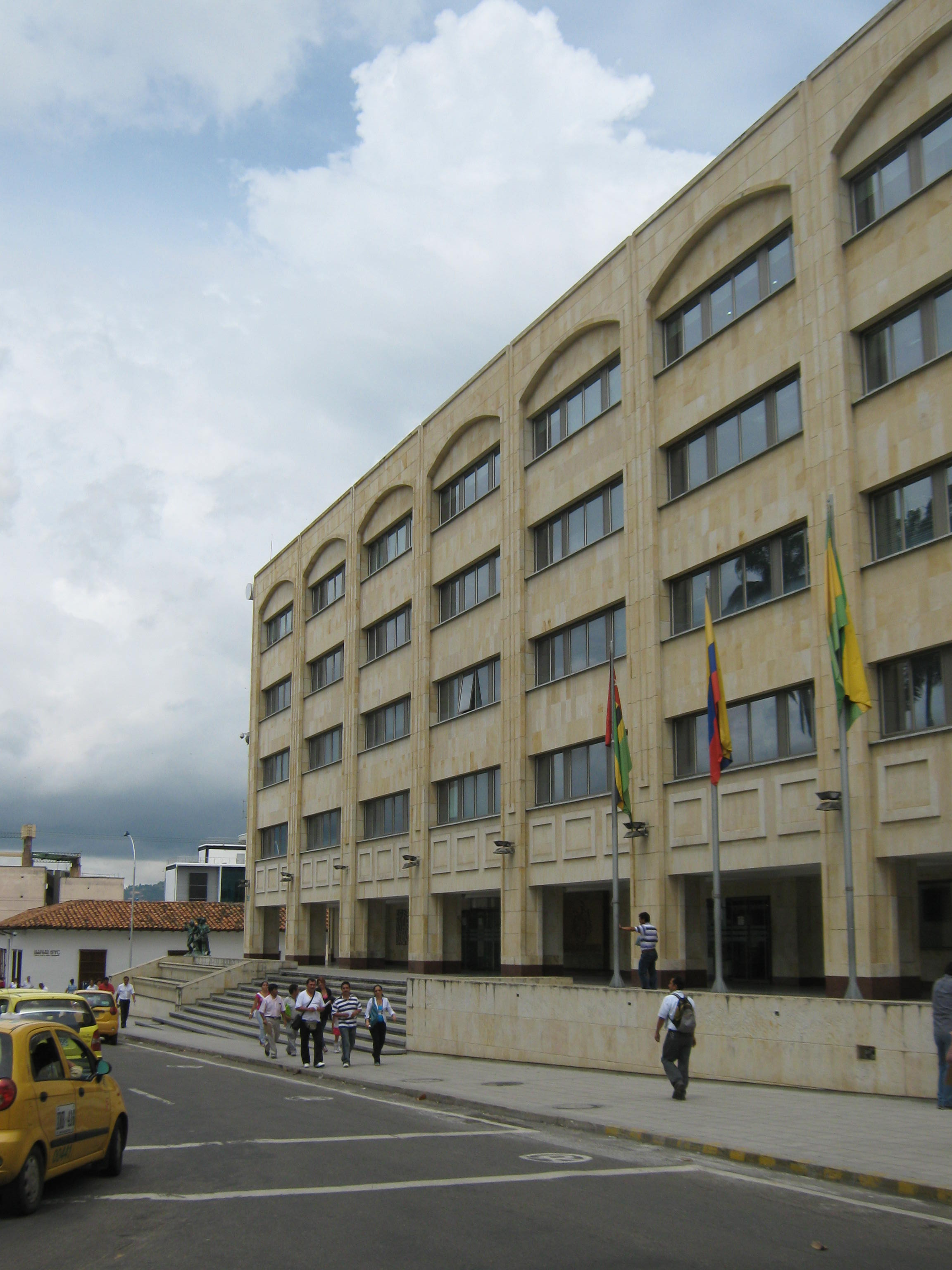
Centro Administrativo Municipal de Bucaramanga.

Bucaramanga se encuentra dentro del Área metropolitana de Bucaramanga, una subdivisión del departamento de Santander.

### Poder ejecutivo
El alcalde de Bucaramanga es el jefe de Gobierno y de la administración municipal, además de representar legal, judicial y extrajudicialmente a la ciudad. Este cargo es elegido cada cuatro años por sufragio universal y directo. Actualmente, Jaime Andrés Beltrán ocupa el cargo para el periodo 2024-2027. Bajo su dirección operan las secretarías e institutos municipales descentralizados, cuyos funcionarios principales son nombrados por el alcalde.
Como capital de Santander, Bucaramanga también es la sede de la Gobernación de Santander. El Palacio Amarillo, ubicado a pocos metros de la Alcaldía, es la sede del poder ejecutivo departamental. De la gobernación dependen entidades como la Universidad Industrial de Santander.

#### Secretarías
- Despacho del Alcalde
- Secretaría de Gobierno
- Secretaría Administrativa
- Secretaría de Hacienda
- Secretaría de Infraestructura
- Tesorería General
- Secretaría de Desarrollo Social
- Secretaría de Educación
- Secretaría de Salud y del Ambiente
- Secretaría de Movilidad

#### Institutos y entidades descentralizadas
- Área Metropolitana de Bucaramanga
- Bomberos de Bucaramanga
- Metrolínea S.A.
- Caja de Previsión Social
- Empresa de Aseo de Bucaramanga S.A. E.S.P. (EMAB)
- Instituto Municipal de Empleo y Fomento Empresarial de Bucaramanga (IMEBU)
- Instituto de la Juventud, el Deporte y la Recreación de Bucaramanga (INDERBU)
- Instituto Municipal de Cultura y Turismo
- Instituto de Vivienda de Interés Social y Reforma Urbana del Municipio de Bucaramanga (INVISBU)
- E.S.E. ISABU
- Dirección de Tránsito de Bucaramanga

### Poder legislativo
El Concejo de Bucaramanga posee atribuciones legislativas y es el encargado de ejercer el control político sobre la administración municipal. Está compuesto por 19 concejales, elegidos por voto popular cada cuatro años.
La Asamblea Departamental, órgano legislativo de Santander, también tiene su sede en Bucaramanga y está compuesta por 16 diputados.

### Poder judicional
Bucaramanga es sede del Distrito Judicial de Bucaramanga y de los Tribunales Superiores de Distrito Judicial, con competencia en los Circuitos de Barrancabermeja, Bucaramanga, Málaga y San Vicente de Chucurí. Además, Bucaramanga es sede del circuito judicial, cuya jurisdicción comprende los municipios de Bucaramanga, California, Cepitá, Charta, Floridablanca, Girón, Lebrija, Los Santos, Matanza, Piedecuesta, Rionegro, Suratá, Tona y Umpalá.

## División Político-Administrativa
La cabecera municipal se divide en 17 comunas, cada una con aproximadamente 200 barrios. La zona rural se compone de tres corregimientos, que a su vez se dividen en 25 veredas. Cada comuna y corregimiento cuenta con una junta administradora local (JAL) integrada por siete ediles, elegidos por sufragio universal y directo, con el mismo periodo de mandato que el alcalde de la ciudad y el concejo municipal.
| Numeración oficial | Comuna                            | Numeración oficial | Comuna                           | Ubicación |
| ------------------ | --------------------------------- | ------------------ | -------------------------------- | --------- |
| 1                  | Norte                             | 10                 | Provenza (Sur-Occidental)        |           |
| 2                  | Nororiental                       | 11                 | Comuna Sur                       |           |
| 3                  | San Francisco                     | 12                 | Cabecera del Llano (Oriental)    |           |
| 4                  | Occidental                        | 13                 | Centro Oriental                  |           |
| 5                  | García Rovira (Centro-Occidental) | 14                 | Morrorico (Nororiental)          |           |
| 6                  | La Concordia (Sur-Central)        | 15                 | Centro                           |           |
| 7                  | La Ciudadela (Centro-Occidental)  | 16                 | Lagos del Cacique (Sur-Oriental) |           |
| 8                  | Suroccidente                      | 17                 | Mutis (Occidental)               |           |
| 9                  | La Pedregosa (Sur-Oriental)       |                    |                                  |           |

### Corregimientos
Bucaramanga tiene constituido los siguientes corregimientos:
| Corregimiento | Centros poblados                                  | Veredas |
| 1             | - El Nogal - Vijagual - Villa Carmelo - Villa Luz | Angelinos, El Aburrido, El Pablón, La Esmeralda, La Sabana, San Cayetano, San Ignacio, San Pedro Alto, San Pedro Bajo, Santa Rita.          |
| 2             |                                                   | Bolarquí Alto, Bolarquí Baja, Capilla Alta, Capilla Baja, Cuchilla Alta, Los Santos, Magueyes, Monserrate, Retiro Grande Baja, Rosa Blanca. |

Centros poblados y veredas sin Jal:
|   | Centros poblados | Veredas |
| 3 | - El Pedregal    | 10 de mayo (Santa Bárbara), Gualilo Bajo, Gualito Alto, La Malaña, Retiro Chiquito, Retiro Grande Acueducto, San José, Los Anayas. |

### Área metropolitana
El Área Metropolitana de Bucaramanga está conformada por los municipios de Bucaramanga, Floridablanca, Girón y Piedecuesta. Todos ellos pertenecen a la Provincia Metropolitana y se encuentran inscritos en la cuenca alta del río Lebrija. Posee una extensión de 1.479 km².
Fue creada mediante la ordenanza n.º 020 del 15 de diciembre de 1981 por la Asamblea de Santander, estableciendo un Área metropolitana con Bucaramanga como gran centro urbano o núcleo principal, y las poblaciones contiguas de Girón y Floridablanca. En 1984, se expidió la ordenanza n.º 048 para incluir al municipio de Piedecuesta, lo cual se formalizó el 2 de marzo de 1985 con el Decreto 0332 “por el cual se integra el municipio de Piedecuesta al Área Metropolitana de Bucaramanga”.
Es administrada por una Junta Metropolitana presidida por el alcalde de Bucaramanga, quien es jefe de la administración y su representante. Además, está compuesta por un representante del Concejo de Bucaramanga, elegido por mayoría de votos; un representante de uno de los concejos de los municipios de Floridablanca, Girón y Piedecuesta, elegido por el presidente de los respectivos concejos; un alcalde de un municipio diferente al de Bucaramanga, designado por el gobernador; y un representante del Gobernador.
De acuerdo con los datos proyectados por el DANE para el periodo 2008-2009, el Área Metropolitana de Bucaramanga alberga a 1.065.228 de los 2.016.251 habitantes de Santander, lo que equivale al 53% de la población del departamento.
| Municipios                                                               | Extensión km² | Población (hab)    | Densidad (hab/km²) | Altitud m s. n. m. | Distancia Bucaramanga (km) | Mapa del Área Metropolitana |
| ------------------------------------------------------------------------ | ------------- | ------------------ | ------------------ | ------------------ | -------------------------- | --------------------------- |
| Bucaramanga                                                              | 165           | 516.460*/527.913** | 3130               | 959                | 0                          |                             |
| Floridablanca                                                            | 100,35        | 254.600*/265.407** | 2538               | 926                | 2                          |                             |
| Girón                                                                    | 475.14        | 135.860*/180.377** | 286                | 919                | 7                          |                             |
| Piedecuesta                                                              | 344           | 117.405*/149.248** | 341                | 1005               | 17                         |                             |
| Total                                                                    | 1041,3        | 1.122.945*         | —                  | —                  | —                          |                             |
| *Datos del censo realizado por el DANE - - Datos proyectados por el DANE |               |                    |                    |                    |                            |                             |

### Defensa
Bucaramanga es sede de la Segunda División del Ejército de Colombia. Dentro de esta división, la Quinta Brigada y algunos de sus batallones, como el batallón de infantería Ricaurte, el batallón de ingenieros Caldas, el batallón de servicios Mercedes Ábrego y el batallón de Aviación n.º 2, se encuentran acantonados en la ciudad.

## Historia

### Periodo precolombino
Los guanes fueron los indígenas que habitaron la región antes de la Conquista de América por los españoles. Sus dominios, según lo sustentan documentos de la nación chibcha, colindaban por el occidente con los yariguíes, por el norte con los chitareros, por el oriente con los laches, y por el sur y suroriente con los muiscas. Estos límites estaban definidos, por el occidente, por el curso de la cordillera o serranía de los Yariguíes, el alto de Zapatoca y una parte del río de Oro hasta su desembocadura en el río Suratá. Entre este último río y el río Umpalá, a la altura del Páramo de Santa Bárbara, el territorio guane limitaba por el norte y nororiente con el de los chitareros. El límite con los territorios laches seguía el curso del río Umpalá hasta su desembocadura en el río Chicamocha y, desde allí, por este último hasta su encuentro con la cordillera de Guantiva. La continuidad de esta cordillera hasta el páramo de La Rusia definía la frontera suroriente con el país muisca, y esta continuaba por el sur hacia el occidente por el río Tolotá y el río Lenguaruco, el cual desemboca en el río Suárez.
El cacique Guanentá era uno de los cinco soberanos que gobernaban al pueblo chibcha. Su sede de gobierno estaba ubicada en el pueblo guane en la Meseta de Jéridas, y a su jurisdicción estaban sujetos los caciques de Uyamata, Sancoteo, Caraota, Cotisco, Siscota, Cácher, Xuaguete, Bocore, Butaregua, Macaregua, Chalalá, Poima y Poasaque. Documentos coloniales, como reales cédulas y títulos de resguardos, son referenciados en la actualidad para delimitar el denominado país Chibcha, describiendo una extensión que, según estas fuentes, se integraría desde la región del lago de Maracaibo en Venezuela hasta Brasil.

### Periodo colonial

#### Fundación
Bucaramanga fue establecida como un pueblo indígena, señalado como tierra de resguardo y adscrito a la jurisdicción de Pamplona. Su fundación tuvo lugar el 22 de diciembre de 1622 por el presbítero Miguel de Trujillo y el Capitán Andrés Páez de Sotomayor, siguiendo las disposiciones del auditor Juan de Villabona Zubiaurre, visitador de la provincia de Pamplona. Uno de los motivos que llevaron a Juan de Villabona a ordenar este establecimiento fue la dificultad expresada por Miguel de Trujillo, quien debía buscar a los indígenas de mina en mina para cumplir con su labor de evangelizar.
El lugar donde se erigió el pueblo de indios estaba un kilómetro al norte de la ranchería Bucaramanga, cerca de la Quebrada Seca. Dos meses después de iniciada la construcción, el pueblo de Bucaramanga, que recibió el nombre de la ranchería y la quebrada, estaba listo. El 22 de diciembre de 1622, los fundadores de la ciudad documentaron la orden y allí se trasladaron los indígenas de las cuadrillas Bucarica, Cachagua, Gérira y Guaca. El pueblo fue declarado un "real de minas", en alusión a la explotación de oro que se realizaba en las cercanías.

#### De real de minas a parroquia

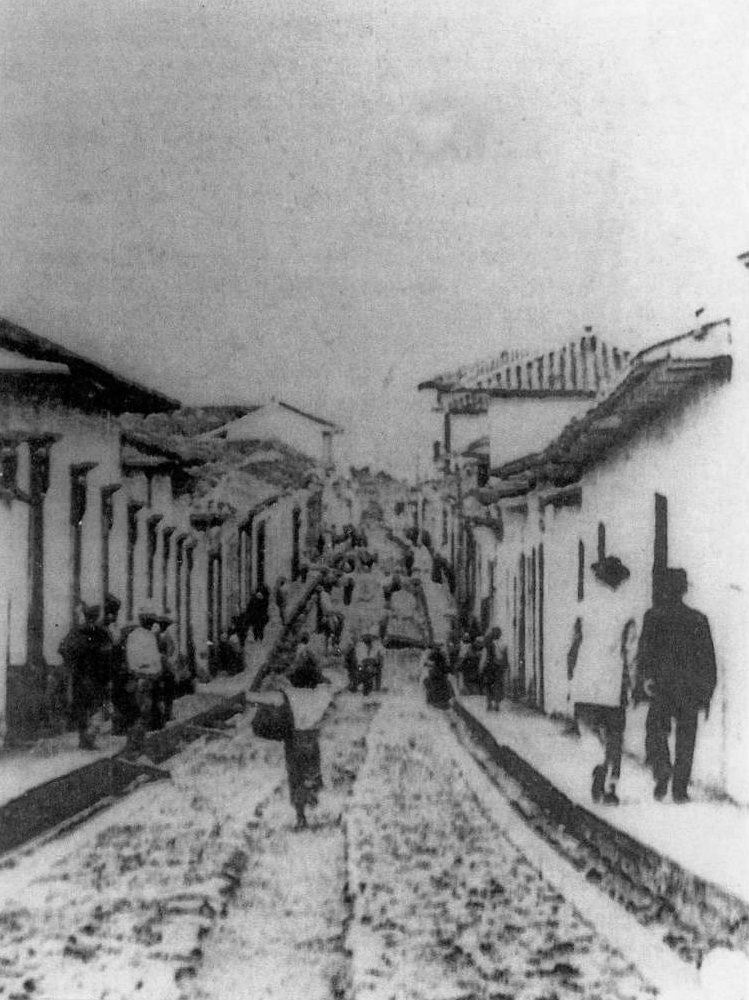
La Villa de Bucaramanga en 1851.

Durante un periodo, Bucaramanga fue la sede de la alcaldía mayor de los Reales de Minas contiguos. Hacia 1799, contaba con una población de 2178 personas, de las cuales solo 178 eran aborígenes. A medida que el oro de aluvión disminuyó, el asentamiento se fue transformando gradualmente en un pueblo de criollos y mestizos, lo que resultó en un alto porcentaje de desalojo de la población indígena. La actividad minera en las orillas del Río de Oro se dispersó hasta desaparecer, aunque sus habitantes continuaron disfrutando de las facilidades económicas otorgadas por el Rey a los pueblos que tributaban con oro. Sin embargo, al dedicarse a diversas actividades agrícolas, la situación se convirtió en un mal negocio para la Corona Española, ya que no eran ni indígenas ni mineros. Debido a esto, y sumado a la necesidad de recursos de España para financiar guerras ante la escasez de las minas, una fuente de financiación fue la venta de estos territorios a españoles y mestizos como tierras de cultivo. Esta situación fue denunciada por el cabildo de San Juan de Girón ante la Real Audiencia, ya que pretendían la extinción del Real de Minas y la anexión de los territorios de Bucaramanga a su jurisdicción.
El 11 de julio de 1778, llegó a la región el visitador Francisco Antonio Moreno y Escandón. Al constatar que el orden establecido por Juan de Villabona no podía mantenerse, ordenó el traslado de los pocos indígenas que aún permanecían en el pueblo de Bucaramanga para ser reubicados en el pueblo de Guane, concretándose la salida definitiva el 1 de enero de 1779. En el lugar del antiguo pueblo, en 1779, se creó la parroquia de Chiquinquirá y San Laureano del Real de Minas de Bucaramanga.

### Periodo republicano
Aunque en 1810 se le otorgó provisionalmente el título de Villa, se presentó formalmente ante el Congreso Constituyente una solicitud para su oficialización. Esta solicitud fue presentada por Enrique Puyana, apoderado de varios ciudadanos, quien justificó el nombramiento debido al patriotismo y los servicios prestados por la parroquia al país. Finalmente, el 30 de junio de 1821, el Congreso le otorgó de manera definitiva el título de Villa.

### SigloXIX

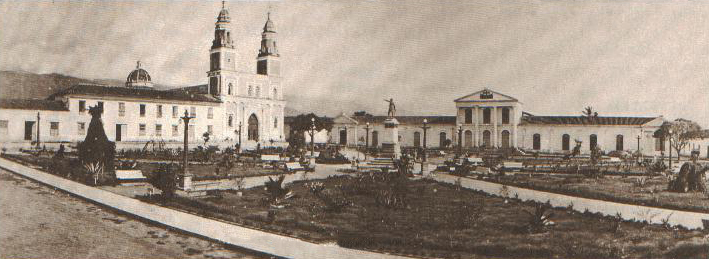
Parque García Rovira en 1882.

En 1824, el nuevo gobierno Republicano de la Gran Colombia concedió a Bucaramanga el rango de Villa, designándola cabecera del cantón de su nombre, dentro del entonces departamento de Boyacá.

#### Capital de Santander
Tras la fundación de Santander, la Asamblea Constituyente se reunió en Pamplona el 1 de enero de 1857. Esta población, de mayoría conservadora, esperaba ser nombrada capital del estado. Sin embargo, la mayoría de los convencionistas eran miembros del Partido Liberal y deseaban que Socorro, una localidad de mayoría liberal, fuera la capital. Debido a este conflicto, se inició una persecución que obligó a la mayoría de los asambleístas a trasladarse a Bucaramanga para continuar las deliberaciones. Antes de partir de Pamplona, el presidente del estado, Manuel Murillo Toro, firmó la ley que declaraba a Bucaramanga como capital del Estado de Santander el 24 de noviembre de 1857.
El 2 de diciembre de 1857, la asamblea se instaló en el cabildo de la Villa de Bucaramanga. Cuatro años después, el 14 de septiembre de 1861, se decretó a Socorro como capital del Estado. Finalmente, el 24 de marzo de 1886, por orden del Jefe Militar y Civil del Estado, Antonio Roldán, la capital de Santander fue trasladada nuevamente a Bucaramanga.

#### Revuelta de La Culebra de Pico de Oro
Entre el 7 y el 9 de septiembre de 1879, ocurrió una revuelta popular conocida como "La Culebra de Pico de Oro". Esta fue consecuencia del enfrentamiento de clases entre dos grupos de la época: los artesanos y los comerciantes (conformado por inmigrantes alemanes y santandereanos acomodados), estos últimos propietarios de la banca y la producción de materias primas. Los artesanos conformaron una sociedad que sus detractores llamaron "La Culebra de Pico de Oro", dentro de la cual se despertó un celo nacionalista, gestando una asonada que culminó con la muerte de varios comerciantes colombianos y dos ciudadanos alemanes. El entonces Imperio alemán realizó la respectiva reclamación y solicitud de indemnización por vía diplomática, amenazando incluso con una intervención armada si las demandas no eran satisfechas. Los hechos terminaron con el arresto, juicio y presidio de varios de los responsables de la masacre.

### SigloXX
A principios del siglo XX, Bucaramanga soportó el escollo económico originado por la guerra de los Mil Días. En el año de 1900, los combatientes liberales intentaron tomarse la ciudad, pero los soldados conservadores lograron repeler la agresión y ganar la batalla, aunque poco tiempo después la ciudad pasaría a control liberal por unos meses. Además, los fuertes golpes sociales y políticos de esta época marcaron a toda la sociedad, destacándose que esta fue una de las regiones con mayor participación en la guerra de los Mil Días. Sin embargo, en la segunda década del siglo XX, Bucaramanga inició su recuperación, con un gran crecimiento en población e infraestructura. Comenzaron a forjarse las primeras comunas organizadas de la ciudad, acompañadas de un mayor comercio derivado de la explotación artesanal del oro, que tenía en Bucaramanga el epicentro de la comercialización de múltiples productos importados, lo que permitía un flujo comercial con el exterior.
El descubrimiento de petróleo en la ribera del río Magdalena dinamizó la economía de Bucaramanga, convirtiéndose en el lugar donde se coordinaban las empresas y los trabajadores que se dirigían a la zona selvática del Magdalena Medio santandereano, donde posteriormente surgiría Barrancabermeja. Bucaramanga, a su vez, extendía la larga ruta que desde Bogotá buscaba el comercio con Venezuela.

### SigloXXI

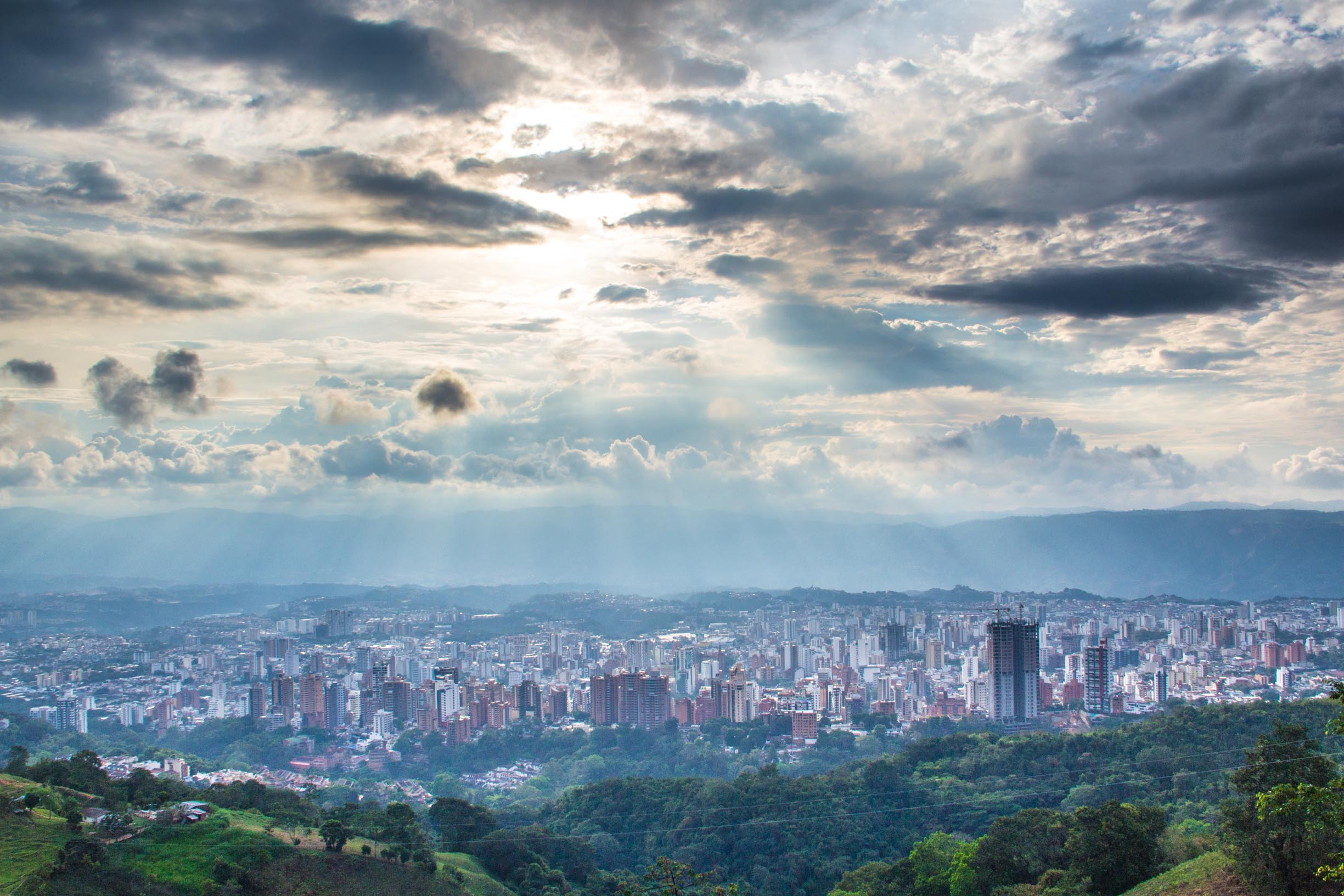
Vista de la ciudad.

En 2009, la ciudad fue elegida como miembro del Consejo Consultivo Andino de Autoridades Municipales de la Comunidad Andina de Naciones. En esta década, la ciudad y su área metropolitana han experimentado un rápido crecimiento, lo que ha marcado su prosperidad económica y social.

## Geografía
La ciudad está localizada en el departamento de Santander, en la provincia Metropolitana, sobre una meseta a 959 msnm en la Cordillera Oriental. Sus coordenadas geográficas son 7°08′N 73°08′O / 7.133, -73.133 de latitud norte con respecto al Meridiano de Bogotá y de longitud al Occidente de Greenwich respectivamente. Al oriente está rodeada de montañas y al occidente se encuentra el cañón del Río de Oro. Limita al norte con Rionegro; por el Oriente con los municipios de Matanza, Charta y Tona. por el Sur con Floridablanca y; por el Occidente con Girón.
| Noroeste:          | Norte: Rionegro    | Noreste: Matanza   |
| Oeste: Girón       |                    | Este: Charta, Tona |
| Suroeste: Zapatoca | Sur: Floridablanca | Sureste:           |

### Territorio y suelos
El área total de Bucaramanga es de 162 km². Las diferentes altitudes de algunos puntos del suelo permiten que la ciudad se encuentre en varios pisos térmicos, distribuidos en cálido (55 km²), medio (100 km², donde yace el área urbana con 34 km²) y frío (10 km²).
La meseta de Bucaramanga está ubicada dentro del valle del río de Oro y forma un ancho saliente adosado a la vertiente oriental del Valle. Está formada por una sucesión de mantos del periodo Pleistoceno, que descienden ligeramente hacia el occidente. La meseta comienza por el oriente al pie del Macizo de Bucaramanga y queda delimitada por el occidente por una escarpa vertical, en cuya base se inicia una topografía disectada por corrientes de agua intermitentes que le dan al territorio una morfología dendrítica. Cerca de la banda occidental del río también aparecen restos de materiales que forman la meseta, de rocas originadas en los periodos jurásico y triásico. El suelo agrupa una sucesión de mantos casi horizontales que varían litológicamente entre conglomerados, limonitas, arcillas, areniscas y gravas.
Desde el punto de vista agrológico, sus suelos se pueden dividir en dos grupos: los primeros, sin peligro de erosión, son propicios para el cultivo de gran variedad de productos y el uso para la ganadería. La otra clase de suelos tiene una alta potencialidad erosiva; por esta razón, presenta baja fertilidad y una capa superficial de fertilidad, en algunas situaciones casi nula.
Bucaramanga se encuentra en una zona de Actividad Sísmica Alta. El sector donde está ubicada, la meseta de Bucaramanga, es un bloque hundido entre las fallas de Bucaramanga - Santa Marta al oriente, que limita las rocas del macizo de Bucaramanga, y la Falla del Suárez, además de estar cerca del nudo sísmico de Los Santos.

### Hidrografía
Los ríos principales de Bucaramanga son el río de Oro y río Suratá, y las quebradas de La Flora, Tona, La Iglesia, Quebrada Seca, Cacique, El Horno, San Isidro, Las Navas, La Rosita y Bucaramanga.
El río de Oro es uno de los ríos más importantes que atraviesan a Bucaramanga y su área metropolitana. Su paso por Bucaramanga se ubica, según el Plan de Ordenamiento Territorial de Bucaramanga, en la escarpa occidental. En este río desembocan, en la zona de Piedecuesta, la quebrada Grande, la quebrada Suratá y el río Lato. En la zona de Girón recibe las aguas del río Frío, la quebrada La Iglesia, la quebrada Chimitá, las quebradas La Rosita (que tiene como afluente a la quebrada El Loro) y la Quebrada-Seca (que tiene a su vez a la quebrada La Joya como su afluente). Otras quebradas importantes de esta zona de la escarpa occidental son las quebradas La Pincha, Chapinero, Las Navas (con su afluente Dos Aguas), La Argelia y La Cuyamita. El río de Oro forma, junto al río Suratá, el río Lebrija.
En la escarpa de Malpaso se encuentran las quebradas El Carrasco y Guacamaya, que vierten sus aguas en la quebrada La Iglesia y la cañada El Macho, que recibe las aguas de la cañada La Bomba. En la escarpa norte se encuentran la quebrada Chitota y la quebrada Zanjón de Regadero.

## Clima
Bucaramanga tiene un clima monzónico (según la clasificación climática de Köppen Am). El IDEAM lo clasifica de la siguiente manera: en las partes de menor altitud de la ciudad, el clima es cálido seco; en las zonas de mayor altitud, el clima es templado. La temperatura promedio es de 21,4 °C, con una máxima promedio de 25,5 °C. La precipitación anual promedio es de 1189 mm. El régimen de lluvias se distribuye en dos periodos secos y dos lluviosos, como en la mayoría del país. Los periodos secos comprenden los meses de diciembre, enero, febrero, marzo, junio, julio y agosto, mientras que los periodos lluviosos se presentan en abril, mayo, septiembre, octubre y noviembre.
| Parámetros climáticos promedio de Bucaramanga (Aeropuerto Internacional Palonegro), normales 1981–2010 | Parámetros climáticos promedio de Bucaramanga (Aeropuerto Internacional Palonegro), normales 1981–2010 | Parámetros climáticos promedio de Bucaramanga (Aeropuerto Internacional Palonegro), normales 1981–2010 | Parámetros climáticos promedio de Bucaramanga (Aeropuerto Internacional Palonegro), normales 1981–2010 | Parámetros climáticos promedio de Bucaramanga (Aeropuerto Internacional Palonegro), normales 1981–2010 | Parámetros climáticos promedio de Bucaramanga (Aeropuerto Internacional Palonegro), normales 1981–2010 | Parámetros climáticos promedio de Bucaramanga (Aeropuerto Internacional Palonegro), normales 1981–2010 | Parámetros climáticos promedio de Bucaramanga (Aeropuerto Internacional Palonegro), normales 1981–2010 | Parámetros climáticos promedio de Bucaramanga (Aeropuerto Internacional Palonegro), normales 1981–2010 | Parámetros climáticos promedio de Bucaramanga (Aeropuerto Internacional Palonegro), normales 1981–2010 | Parámetros climáticos promedio de Bucaramanga (Aeropuerto Internacional Palonegro), normales 1981–2010 | Parámetros climáticos promedio de Bucaramanga (Aeropuerto Internacional Palonegro), normales 1981–2010 | Parámetros climáticos promedio de Bucaramanga (Aeropuerto Internacional Palonegro), normales 1981–2010 | Parámetros climáticos promedio de Bucaramanga (Aeropuerto Internacional Palonegro), normales 1981–2010 |
| Mes | Ene.                                                                                                   | Feb.                                                                                                   | Mar.                                                                                                   | Abr.                                                                                                   | May.                                                                                                   | Jun.                                                                                                   | Jul.                                                                                                   | Ago.                                                                                                   | Sep.                                                                                                   | Oct.                                                                                                   | Nov.                                                                                                   | Dic.                                                                                                   | Anual                                                                                                  |
| --- | --- | --- | --- | --- | --- | --- | --- | --- | --- | --- | --- | --- | --- |
| Temp. máx. abs. (°C)                                                                                   | 30.1                                                                                                   | 32.2                                                                                                   | 29.6                                                                                                   | 29.2                                                                                                   | 29.8                                                                                                   | 29.4                                                                                                   | 29.2                                                                                                   | 30.3                                                                                                   | 30.6                                                                                                   | 29.8                                                                                                   | 29.0                                                                                                   | 29.2                                                                                                   | 32.2                                                                                                   |
| Temp. máx. media (°C)                                                                                  | 25.3                                                                                                   | 25.5                                                                                                   | 25.4                                                                                                   | 25.3                                                                                                   | 25.6                                                                                                   | 25.6                                                                                                   | 25.8                                                                                                   | 26.0                                                                                                   | 26.0                                                                                                   | 25.4                                                                                                   | 24.9                                                                                                   | 25.0                                                                                                   | 25.5                                                                                                   |
| Temp. media (°C)                                                                                       | 21.3                                                                                                   | 21.7                                                                                                   | 21.7                                                                                                   | 21.6                                                                                                   | 21.6                                                                                                   | 21.5                                                                                                   | 21.5                                                                                                   | 21.6                                                                                                   | 21.4                                                                                                   | 21.0                                                                                                   | 20.9                                                                                                   | 21.0                                                                                                   | 21.4                                                                                                   |
| Temp. mín. media (°C)                                                                                  | 18.5                                                                                                   | 18.8                                                                                                   | 19.0                                                                                                   | 19.0                                                                                                   | 18.9                                                                                                   | 18.8                                                                                                   | 18.5                                                                                                   | 18.5                                                                                                   | 18.3                                                                                                   | 18.3                                                                                                   | 18.4                                                                                                   | 18.4                                                                                                   | 18.6                                                                                                   |
| Temp. mín. abs. (°C)                                                                                   | 15.0                                                                                                   | 15.4                                                                                                   | 15.6                                                                                                   | 13.8                                                                                                   | 16.0                                                                                                   | 15.6                                                                                                   | 14.2                                                                                                   | 12.4                                                                                                   | 15.5                                                                                                   | 13.0                                                                                                   | 15.8                                                                                                   | 15.6                                                                                                   | 12.4                                                                                                   |
| Precipitación total (mm)                                                                               | 59.8                                                                                                   | 89.1                                                                                                   | 121.9                                                                                                  | 125.0                                                                                                  | 121.4                                                                                                  | 75.7                                                                                                   | 84.5                                                                                                   | 79.2                                                                                                   | 100.8                                                                                                  | 149.0                                                                                                  | 122.9                                                                                                  | 60.1                                                                                                   | 1189.4                                                                                                 |
| Días de precipitaciones (≥ )                                                                           | 8 | 9 | 14 | 17 | 19 | 17 | 18 | 19 | 19 | 18 | 15 | 9 | 179 |
| Horas de sol                                                                                           | 210.8                                                                                                  | 166.7                                                                                                  | 145.7                                                                                                  | 138.0                                                                                                  | 148.8                                                                                                  | 144.0                                                                                                  | 164.3                                                                                                  | 164.3                                                                                                  | 150.0                                                                                                  | 151.9                                                                                                  | 147.0                                                                                                  | 179.8                                                                                                  | 1911.3                                                                                                 |
| Humedad relativa (%)                                                                                   | 83 | 82 | 83 | 86 | 87 | 86 | 84 | 84 | 85 | 87 | 89 | 87 | 85 |
| Fuente: Instituto de Hidrologia Meteorología y Estudios Ambientales                                    | | | | | | | | | | | | | |

## Flora y fauna

### Flora

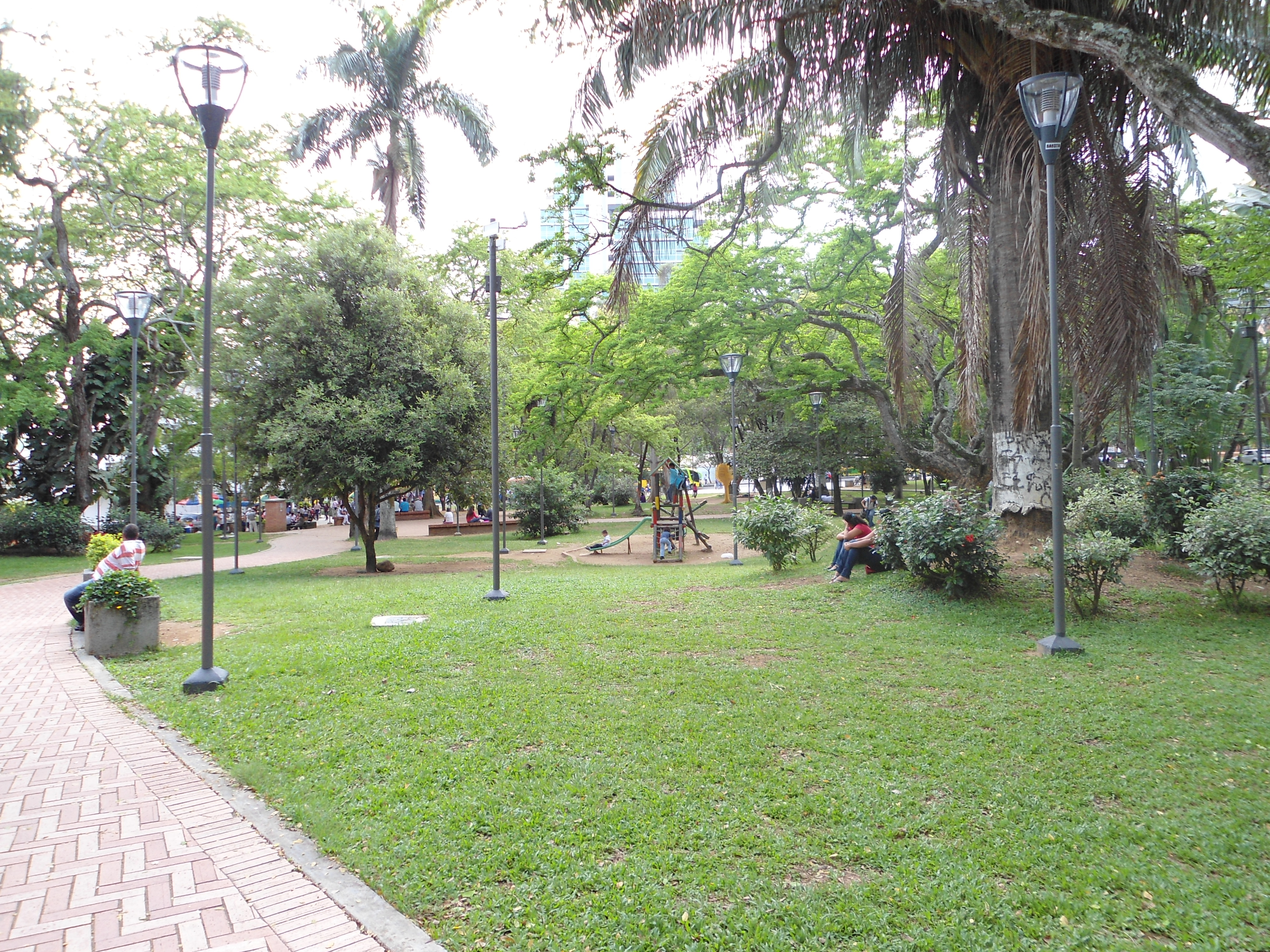
Parque San Pío de Bucaramanga y diversas especies de plantas.

La vegetación de Bucaramanga corresponde a una zona de vida en transición entre el Bosque Seco Tropical (bs-T) y Bosque Húmedo Premontano (bmh-PM), o una transición entre el Bosque Subandino y el Bosque Inferior Tropical, según la clasificación de Cuatrecasas. Se han identificado 70 especies de árboles en Bucaramanga, de las cuales 40 son Especie nativa y las otras 30 son Especie introducida. Las especies de árboles más abundantes en la ciudad son la Licania tomentosa u oití y los guayacanes rosa y amarillos, que representan un 30%. Los gallineros y los sarrapios constituyen un 15%. La palma real y la palma abanico suman un 5%. El búcaro ocupa un 2%. Otras especies, como Ficus benjamina, Palma areca, Tulipán africano, Mango y Leuceana, entre otras, conforman el 3% restante.

### Fauna
Algunas de las especies animales que se pueden encontrar en la ciudad son aves como el mochuelo, loro, perico, canario, turpial y mirlo; reptiles como la boa constrictor, iguana y babilla; mamíferos como monos y roedores como la ardilla, perezosos y zarigüeyas.

### Cerros Orientales
Los Cerros Orientales son una formación montañosa ubicada al oriente de la ciudad, conformada por 1300 hectáreas de bosque nativo (que se extienden a 3.942 hectáreas si se incluye la cuenca del río Tona y el límite rural con Floridablanca, ambos territorios habitados por campesinos). Fueron declarados como reserva natural gracias al Plan de Ordenamiento Territorial expedido en 2013 para esta zona. Son el hogar de especies animales silvestres como zorros grises, ardillas, osos hormigueros, armadillos e iguanas. A pesar de ser una zona protegida, muchos de los ecosistemas de los Cerros Orientales se encuentran amenazados por planes de empresas constructoras para urbanizarlos. Por ello, se proyectó construir un parque ecológico con senderos para caminantes y un mirador, utilizando 290 hectáreas del sistema montañoso sin emplear materiales de construcción como arena, ladrillo y concreto para no afectar el ecosistema circundante. No obstante, el proyecto está en suspensión debido al rechazo de ambientalistas. Actualmente, ya son un atractivo turístico para caminatas y paseos organizados por grupos ecológicos de la ciudad y la administración municipal, a través del Instituto para la Juventud, Recreación y Deporte de Bucaramanga (INDERBU).

## Contaminación
La Corporación Autónoma Regional para la Defensa de la Meseta de Bucaramanga (CDMB) se encarga de medir los diferentes tipos de contaminación en Bucaramanga.

### Contaminación atmosférica
Para medir la contaminación atmosférica, la CDMB utiliza el índice IBUCA, que informa diariamente sobre la calidad del aire, indicando el nivel de concentración de contaminantes y su relación con la salud. Esta medición se realiza con 5 estaciones automáticas, 3 manuales y 4 estaciones meteorológicas ubicadas en el área metropolitana de Bucaramanga. Además, esta entidad es responsable de aplicar normas y principios generales para la protección atmosférica, así como mecanismos de seguimiento, control y monitoreo de la contaminación del aire para preservar su calidad y reducir o evitar el deterioro ambiental.
En 2009, los datos arrojados por la CDMB fueron:
- NO2: 13,58 ppb, lo que según la escala de medición del IBUCA indica cifras regulares, señalando que este óxido es uno de los principales contaminantes del aire de la ciudad.
- NO: 13,71 ppb.
- SO2: 4,20 ppb. Este óxido, según la escala IBUCA, no representa un riesgo alto para la salud pública.
- CO: 0,89 ppm.
- O3: 12,30 ppb.
- Partículas en suspensión: 38,21 µg/m³.[70]

### Contaminación hídrica
Los principales puntos de contaminación hídrica se encuentran en los ríos de Oro, Suratá y Lebrija, ya que estas corrientes reciben las aguas residuales del Área metropolitana de Bucaramanga. En 2009, se establecieron 61 puntos de monitoreo en las corrientes del área de jurisdicción de la CDMB, que abarca varios municipios fuera de Bucaramanga. Según el Índice de Calidad de Agua de 2008, un 11% (7 puntos) tienen clasificación de "Pésima", un 16% (10 puntos) "Inadecuada", un 28% (17 puntos) "Dudosa" y un 44% (27 puntos) "Buena".

## Demografía
El 52,4 % de las viviendas de Bucaramanga son casas, mientras que el 40,4 % son apartamentos y el 7,2 % restante corresponde a habitaciones u otros. Según las cifras presentadas por el DANE del censo 2005, la composición etnográfica de la ciudad es:
- Trigueños (o Mestizos) y Blancos: (95,9 %)
- Morenos/mulatos; negros, afrodescendientes o afrocolombianos: (3,9 %)
- Indígenas o Amerindios: (0,2 %).

### Natalidad y mortalidad
En el año 2008 se registraron en Bucaramanga 15.633 nacimientos, presentándose un aumento con respecto al año 2007 de 633 nacimientos. De éstos, 7.956 fueron hombres y 7.677, mujeres.
En el 2008 ocurrieron en la ciudad 3.923 defunciones que comparados con las 4.328 de 2007 muestran un descenso de 405 muertes. 2.158 muertes fueron de hombres y 1.765, de mujeres.

### Seguridad ciudadana
Desde el año 2014 la tasa de homicidios en Bucaramanga ha tenido una tendencia al crecimiento, lo que representó una variación de incremento, en ese momento la variación porcentual de la tasa por cada cien mil habitantes se ubicaba en 20.1 y para el año 2019  se ubicó en 22.13 lo que representa un aumento, con una variación de 2.04 puntos porcentuales. Lo que significa una variación estadísticamente significativa. Con relación a la concentración de casos respecto al total nacional, Bucaramanga presentó el 0.93 % de los casos registrados en Colombia durante el 2019.
La seguridad de la ciudadanía está a cargo de la Policía Metropolitana de Bucaramanga, adscrita a la Policía Nacional de Colombia. Cuenta con cuatro distritos, nueve estaciones, una subestación y cuarenta y un centros de atención inmediata (CAI). Su radio de acción está conformado por los municipios de Bucaramanga, Floridablanca, Girón, Piedecuesta, Lebrija y Los Santos (Santander). La línea de emergencias de la ciudad es conocida como sistema integral de emergencia y seguridad y se accede a ella marcando el número de teléfono gratuito 123.

## Economía

### Industria
La actividad industrial que cuenta con una mayor presencia en la ciudad es la agroindustria, seguida de la metalmecánica, y de la producción tradicional del calzado. En la ciudad se encuentra ubicada la Asociación de Industriales del Calzado y Similares, Asoinducals.  Un sector significativo de la economía bumanguesa es la economía de servicios que se distribuye en diversas áreas como el sector salud, educación, hotelería, otra área es el sector  agropecuario, por el tamaño de los ingresos y empleos generados, cuyas principales actividades, agricultura, ganadería y avicultura se llevan a cabo en diversos municipios y zonas aledañas en los departamentos de Santander y Cesar, pero su administración y comercialización se desarrollan en la ciudad. 
Bucaramanga cuenta con la Zona Industrial de Chimitá, ubicada al occidente en la conurbación del municipio de Girón; allí se encuentran un sinnúmero de empresas de diferentes especialidades como Terpel, Nexans Colombia. Además, en la ciudad está una de las principales plantas de la Cervecería Bavaria. En la ciudad, la conurbación con Floridablanca existe una zona franca, denominada la zona Franca de Santander.
El censo de 2005 que realizó el DANE nos presenta las siguientes cifras: el 16,5 % de los establecimientos se dedican a la industria; el 52,1 % se dedican a comercio; el 29,8 % se dedican a servicios y el 1,6 % se dedican a otra actividad. El 3,7 % de los hogares de Bucaramanga tienen actividad económica en sus viviendas. En los establecimientos que tienen entre 0 y 10 empleos el comercio, 54,4 %, es la actividad más frecuente. En los establecimientos que tienen entre 10 y 50 personas la actividad principal es servicios (41,7 %). En cuanto al sector rural de la ciudad, las cifras del DANE mostraron que el 75,9 % de las viviendas rurales ocupadas, con personas presentes el día del censo, tenían actividad agropecuaria. De estas viviendas, y que tenían actividad agropecuaria el DANE encontró que el 70,1 % se dedicaba a las labores agrícolas, el 94,1 % a labores pecuaria, y el 5.6 % restante a labores piscícolas. Estos datos se presentan porque la mayoría de las viviendas tiene simultáneamente 2 o 3 tipos de actividades.
Gracias al desarrollo comercial y empresarial que tiene, y el tamaño de su economía y a que es de facto el centro político del oriente Colombiano; Bucaramanga se ha posicionado como ciudad de congresos y eventos al contar con infraestructuras como el Centro de Ferias y Exposiciones - CENFER, que se ha convertido en la mayor vitrina comercial del oriente colombiano, ya que allí se realizan anualmente infinidad de ferias y exposiciones en todas las ramas del comercio nacional. La ciudad también cuenta con un centro polifuncional para eventos y espectáculos que le brinda a Bucaramanga un espacio propicio para la realización de grandes espectáculos y de actividades de tipo lúdico, deportivo o comercial. Un sinnúmero de salones de conferencias y congresos le permiten a Bucaramanga la realización de convenciones con la seguridad de la más adecuada logística, la ejecución, la comodidad y el confort del servicio ofrecido por los bumangueses para los empresarios de todo el país.
Las ferias especializadas, además de generar beneficios directos al respectivo sector, jalonan otros renglones de la economía como los de transporte, hotelería, restaurantes, comercio y diversas actividades de servicio al expositor como publicidad, diseño y decoración de stands, modelaje, etc.
En esta ciudad se realiza una de las ferias con enfoque exportador más importante de la región: la Exposición Internacional de Moda Infantil EIMI, única especializada en este tema en Latinoamérica y a la que Bucaramanga le debe el nombre de "capital de la moda infantil". Se lleva a cabo en Cenfer y es el motor de las exportaciones del sector de las confecciones en la región, al generar un 40 % de las ventas al exterior de esta industria.

### Comercio

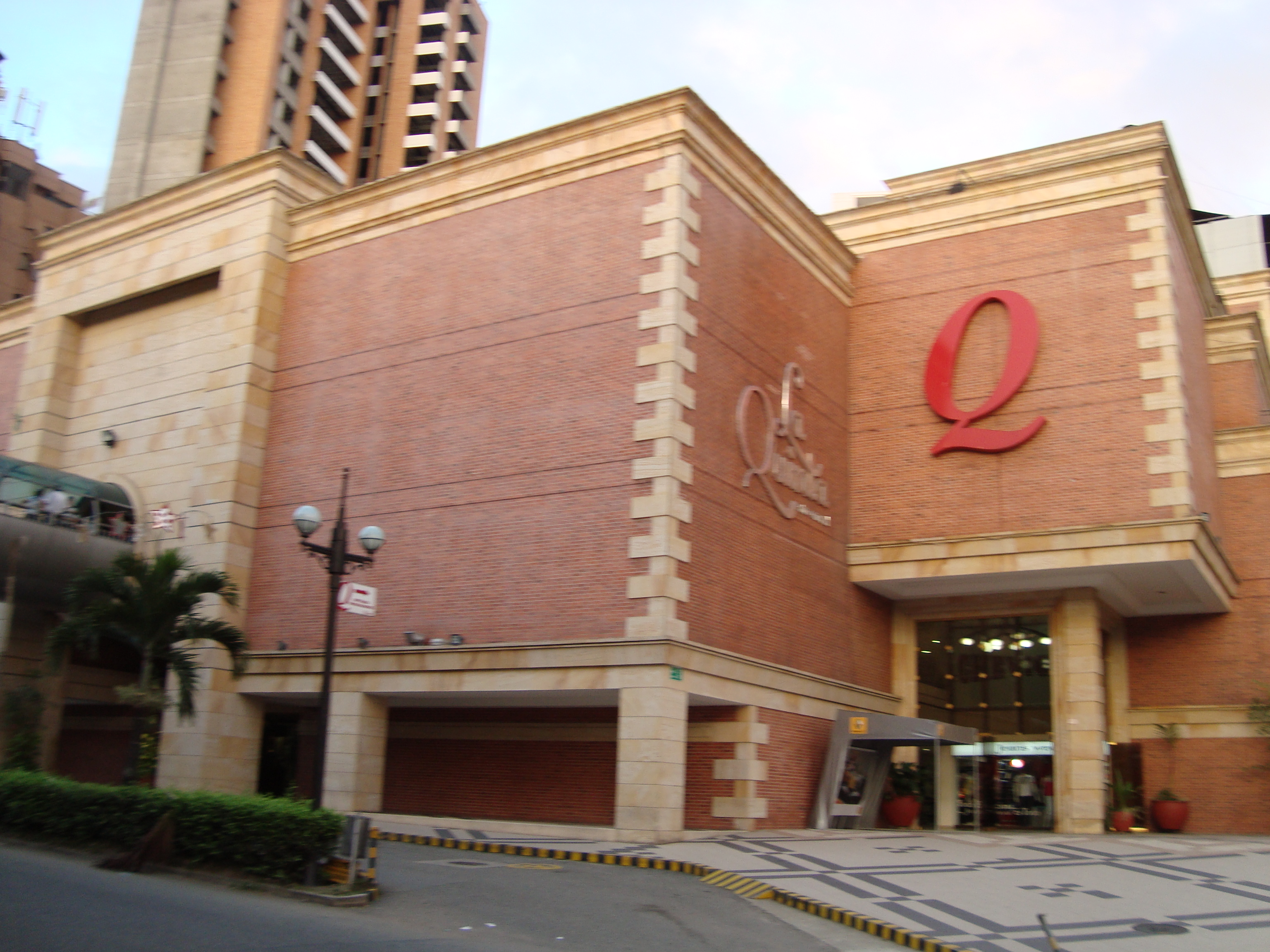
La Quinta Centro Comercial.

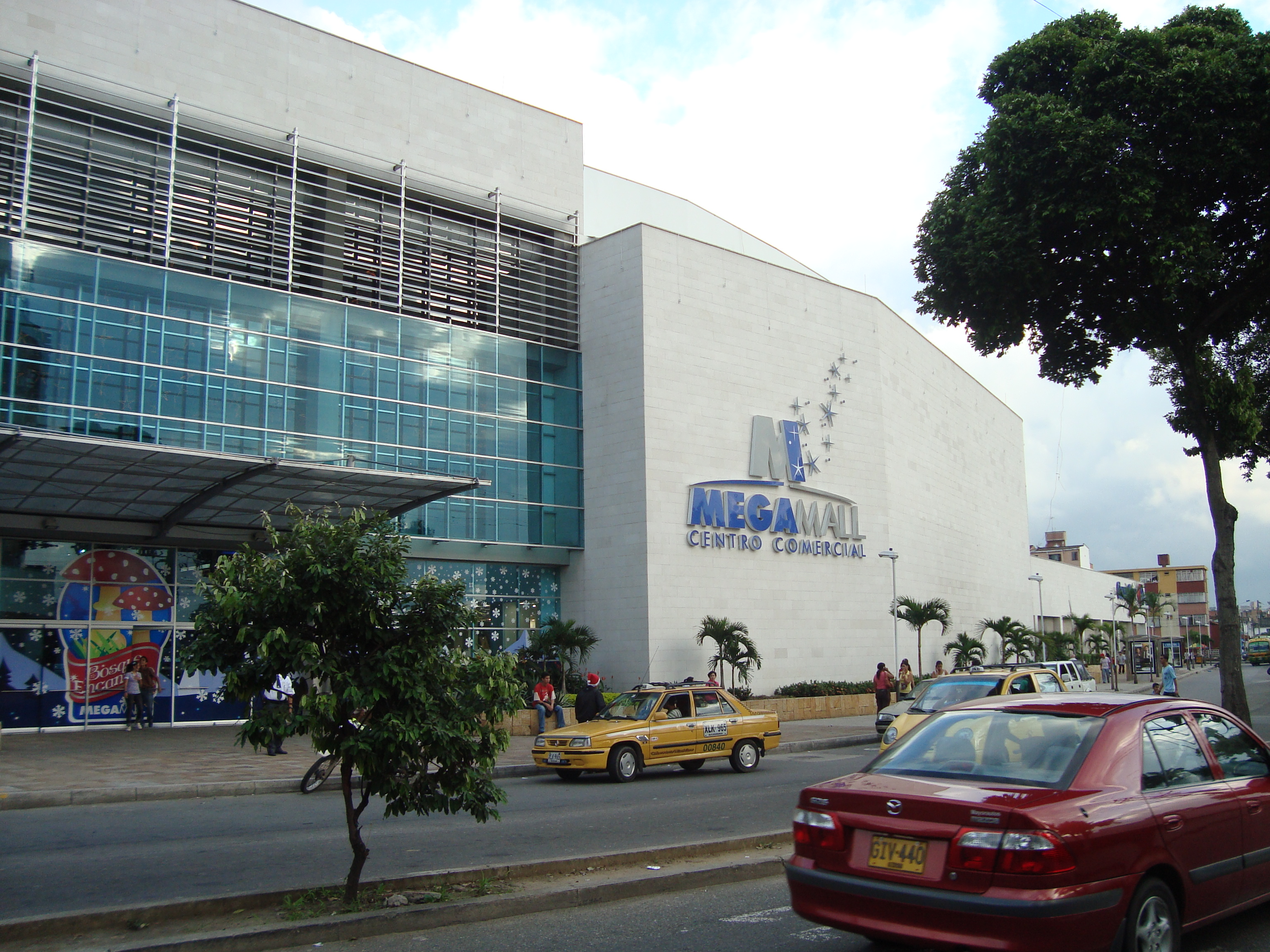
C.C. Megamall.

En los últimos años, en Bucaramanga se han construido importantes centros comerciales y otro tipo de edificaciones. Entre ellos se destacan el Centro Comercial Megamall, inaugurado en 2007, Cañaveral, Caracolí, Cacique y Jumbo, además de los centros comerciales por etapas de Cabecera del Llano: el Centro Comercial Cabecera I Etapa, II Etapa y III Etapa, los centros comerciales Cabecera IV Etapa y el Centro Comercial La Quinta o V Etapa, además del Centro Comercial Gratamira especializado en artículos de tecnología avanzada; podemos mencionar en otras zonas de la ciudad el Centro Comercial Acrópolis en la Ciudadela Real de Minas, el Centro Comercial San Andresito la Isla ahora llamado La Isla Centro Comercial y el Centro Comercial San Andresito Centro.

### Mercado laboral
Históricamente, Bucaramanga ha sido una de las ciudades con menor número de desempleados del país. A septiembre de 2010 según estadísticas del DANE entre julio y septiembre de 2010 la ciudad tuvo una tasa de desocupación del 11'8 %; aumentando en un 3'3 %; con respecto a los meses de octubre y diciembre de 2009 cuando se presentó una tasa de 8'5 %;. La tasa global de participación (TGP) es de 70'1 %; la tasa de ocupación (TO), del 61'8 %; la tasa de subempleo subjetivo (TS Sub), del 39'0 %; la tasa de subempleo objetivo (TS Obj) del 13'7 %.

## Turismo

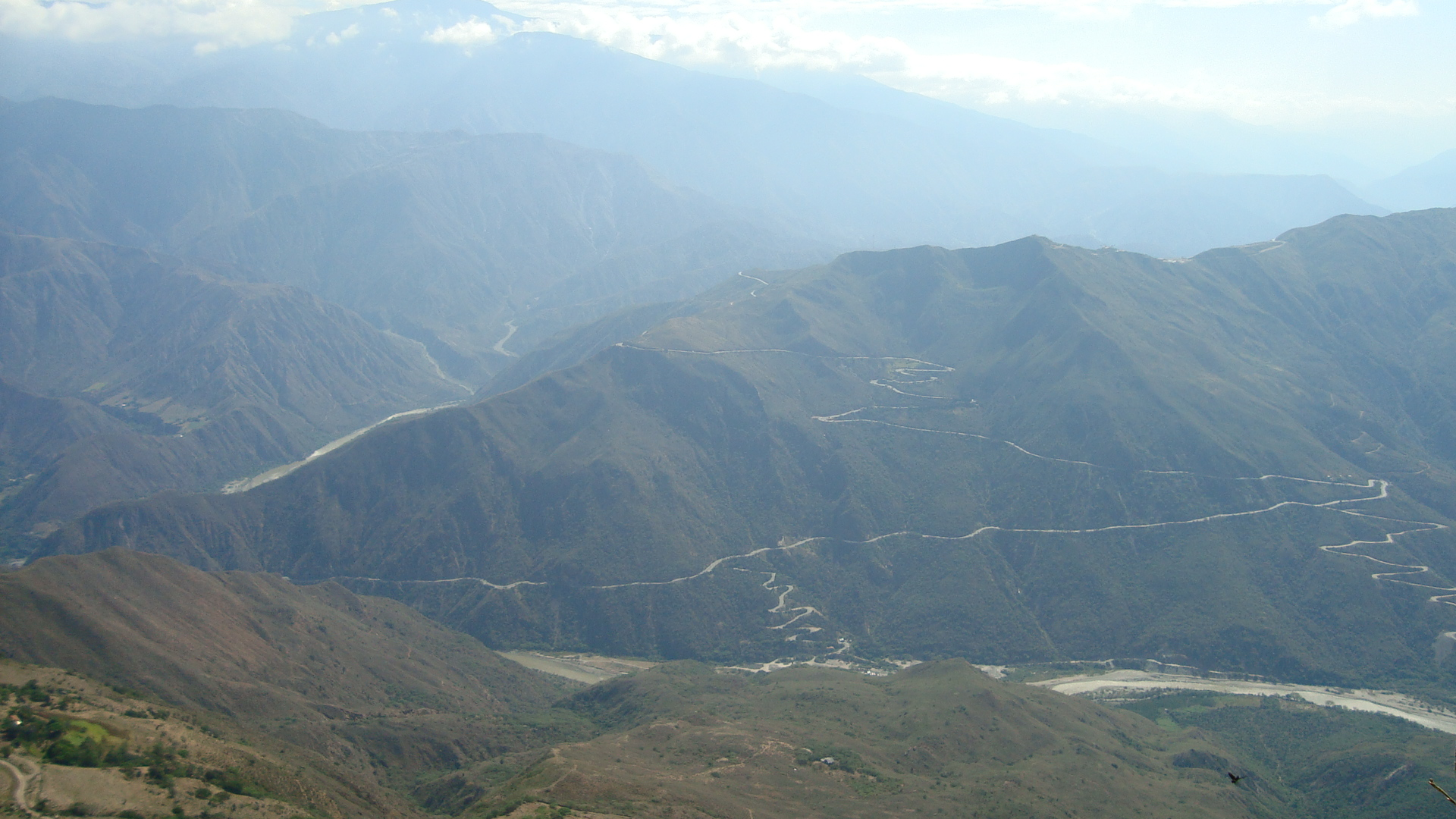
Cañón del Chicamocha, donde se encuentra el parque nacional del Chicamocha o PANACHI, uno de los mayores atractivos turísticos de la región.

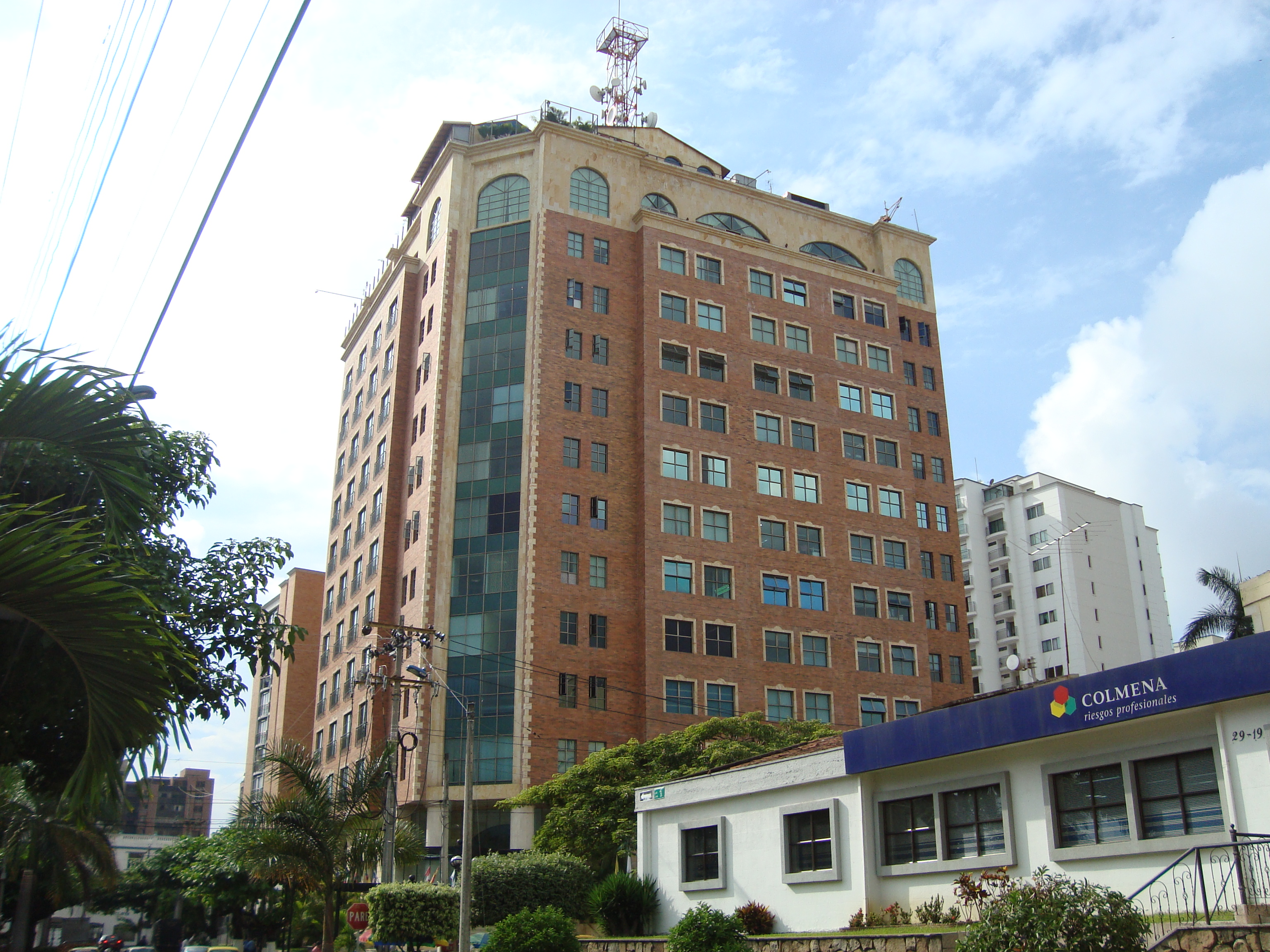
Hotel Dann Carlton.

En Bucaramanga y los municipios vecinos se puede realizar una diversidad de actividades turísticas; turismo ecológico a través de sus parques, turismo de aventura en la mesa de Ruitoque (Floridablanca), a 15 min de la ciudad se encuentra el “Voladero las Águilas” donde se puede practicar parapente. La zona del centro cuenta con construcciones coloniales, como las iglesias de San Laureano y la capilla de Dolores. Algunas casas importantes como la Casa de Bolívar, de Luis Perú de Lacroix. Otras construcciones coloniales se encuentran en los municipios vecinos de la ciudad. La diversidad turística de Bucaramanga le valió ser escogida como uno de los 7 destinos turísticos de orgullo nacional mediante un proceso de votación que fue convocada por Colombia es pasión y Bavaría.
Bucaramanga cuenta con una infraestructura hotelera compuesta en parte por algunas de las mejores cadenas de hoteles del país. Varias zonas de la ciudad son centro de importantes restaurantes y discotecas de la ciudad.

### Miradores

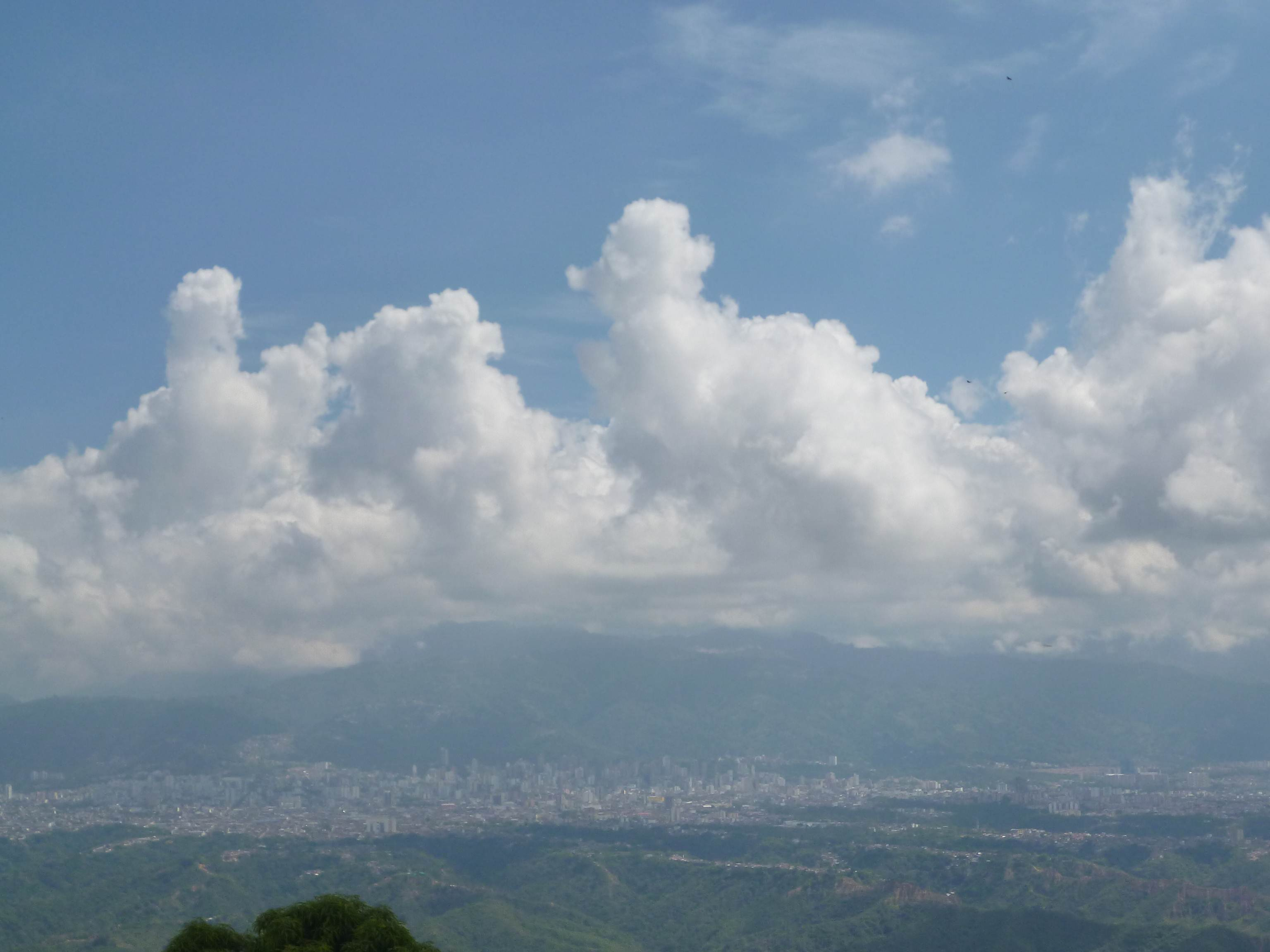
Bucaramanga desde el mirador de Palonegro, en cercanías del aeropuerto.

Morrorrico: ubicado al oriente de la ciudad. Está construido en el sector un parque en forma de colina, donde se puede apreciar desde su cima una panorámica imponente de la ciudad; hay senderos en concreto y en tierra que conducen a la cima donde hay una fuente con una estatua del Sagrado Corazón de Jesús, que es visitada en época de Semana Santa por los habitantes de la ciudad, sobre todo para realizar el Viacrucis en Viernes Santo; además los habitantes y feligreses del sector tienen la creencia que la estatua hace milagros. Cuenta además el parque, con un escenario en forma de media torta o media luna para hacer teatro al aire libre u otras actividades culturales, sociales o religiosas.
Palonegro: ubicado en la vía al aeropuerto del mismo nombre, donde puede apreciarse una vista del área metropolitana de Bucaramanga. En el lugar se encuentran varias discotecas y paraderos visitados sobre todo los fines de semana.

### Históricos y naturales en los alrededores
Parque nacional del Chicamocha (PANACHI): en la vía que conduce a Bogotá a la altura máxima de la cordillera oriental en jurisdicción del municipio de Aratoca, ofrece una vista del cañón del río Chicamocha. Ofrece además atracciones familiares como el teleférico, entre otras.

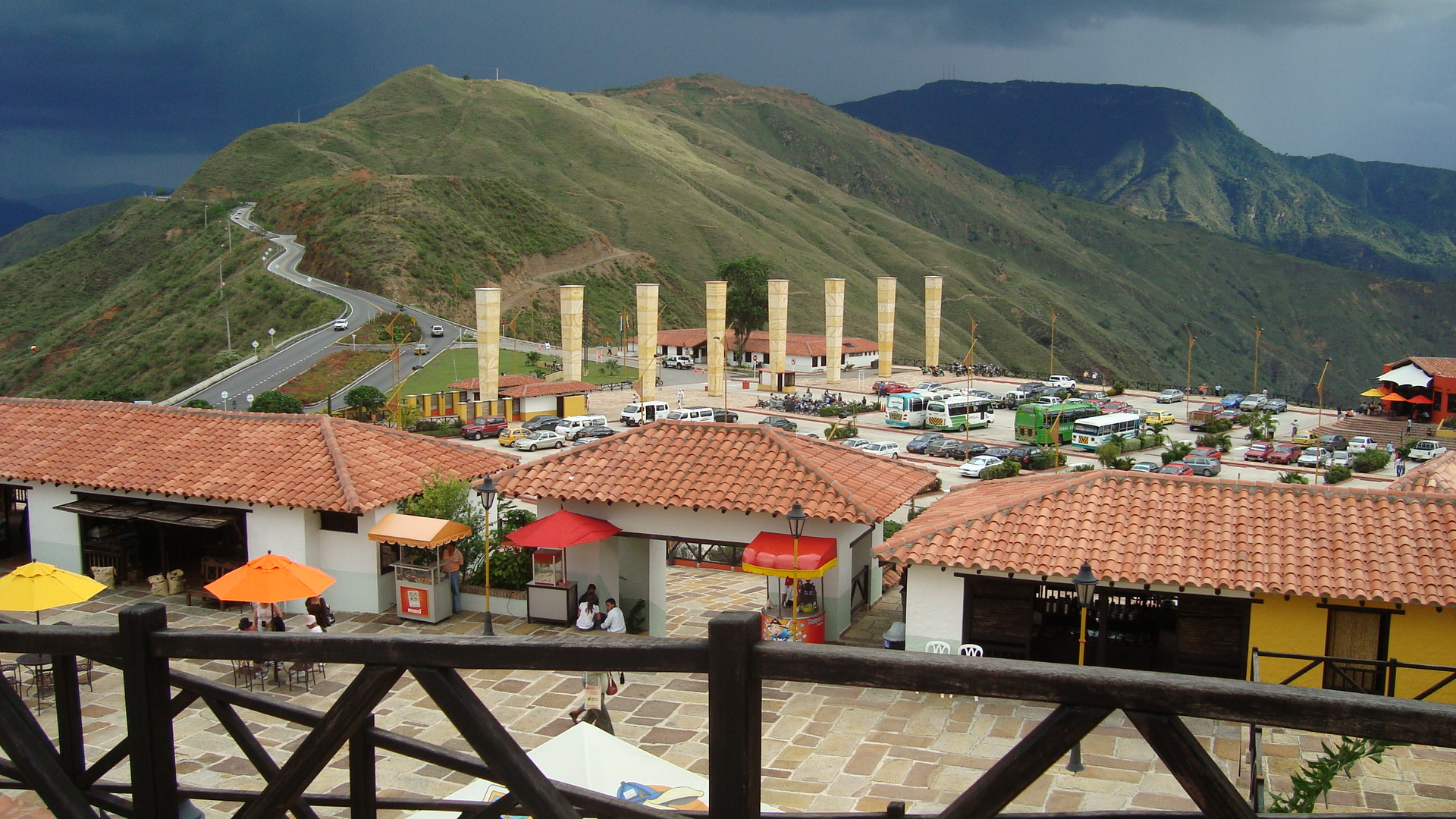
Parque nacional del Chicamocha, uno de los mayores atractivos turísticos de la región.

Girón: ubicada a 9 km de Bucaramanga. Fundada en 1631, sus minas de oro la hicieron importante durante la Colonia, época de un estupendo legado arquitectónico, lo que convirtió su casco antiguo en Monumento Nacional. Sobresale el Museo de Arte Religioso, con valiosas pinturas y objetos litúrgicos antiguos, La Basílica del Señor de los Milagros, sitio de peregrinación, y la Capilla del Corregidor, en las afueras.
Socorro: ubicada a 121 km de Bucaramanga. Cuna del levantamiento de Los Comuneros, queda ubicada en la provincia Comunera, al nororiente del departamento de Santander. Fue fundada en 1681 y en 1711 le fue concedido el título de "Muy Noble y Leal Villa". En 1781 Manuela Beltrán rompió el edicto que aumentaba los impuestos y contribuciones, lo que dio origen a la rebelión de Los Comuneros. En la plaza principal se destacan los monumentos a José Antonio Galán, líder del levantamiento, y Antonia Santos. Otros atractivos son la casa de la cultura y la catedral. El casco antiguo del pueblo fue declarado Bien de Interés Cultural de la nación.
Barichara: a 118 km de Bucaramanga. Fue fundada por la familia Pradilla de la Parra en torno a la veneración de la virgen de la Piedra. En mayo de 1975 recibió el calificativo de "El pueblito más lindo de Colombia" y mediante la Resolución 005 de junio de 30 de 1975 fue declarado su casco antiguo "Monumento Nacional" o "Bien de Interés Cultural" por el estado colombiano. Es conocido por sus calles empedradas y balcones de madera; en sus alrededores cabe destacar la población colonial de Guane, bajo su jurisdicción, en la que se destaca la Iglesia del Siglo XVII con su santuario de Santa Lucía y el Museo Antropológico y Arqueológico, donde destaca su importante colección de fósiles marinos, libros coloniales y objetos arqueológicos de las culturas indígenas Guane, Yareguí, Chalalá, etc.
San Gil: ubicada a 96 km de Bucaramanga. El centro histórico de esta población de calles empinadas y situada a orillas del río Fonce, fue declarado Monumento Nacional de la nación. Uno de sus mayores atractivos es el parque El Gallineral, que ocupa una isla del río; el musgo que cuelga de los árboles y el rumor del agua lo hacen un sitio de visita obligada.
Otros atractivos de San Gil son el parque ecológico Ragonessi, el balneario Pozo Azul, el cerro la Gruta, el cerro de La Cruz y la práctica de deportes de aventura como el canotaje, el andinismo, el ciclo montañismo y el motocross, entre otros.
Hidroeléctrica de Sogamoso y/o Hidrosogamoso: propiedad de la estatal ISAGEN, está construida sobre el río Sogamoso. La presa y el embalse están localizados en jurisdicción de los municipios de Girón, Betulia, Zapatoca, Los Santos y San Vicente de Chucurí.  Es una de las 5 centrales de generación eléctrica más grandes del país y su área de embalse (el más grande del país) de unas 7000 ha servirá para desarrollar la pesca tanto para sustento como deportiva, además de la práctica de deportes náuticos y paseos recreativos en lanchas de remo o motoras, motos acuáticas o yates.

## Telecomunicaciones
Bucaramanga cuenta con los más importantes servicios de telecomunicaciones existentes del momento: telefonía fija y celular, redes inalámbricas de banda ancha de la cual Bucaramanga fue la primera ciudad del país en adquirir este servicio, cibercafés, comunicación IP, etc. Las principales empresas en este sector son Movistar, Une y Claro.

### Telefonía fija, móvil e Internet

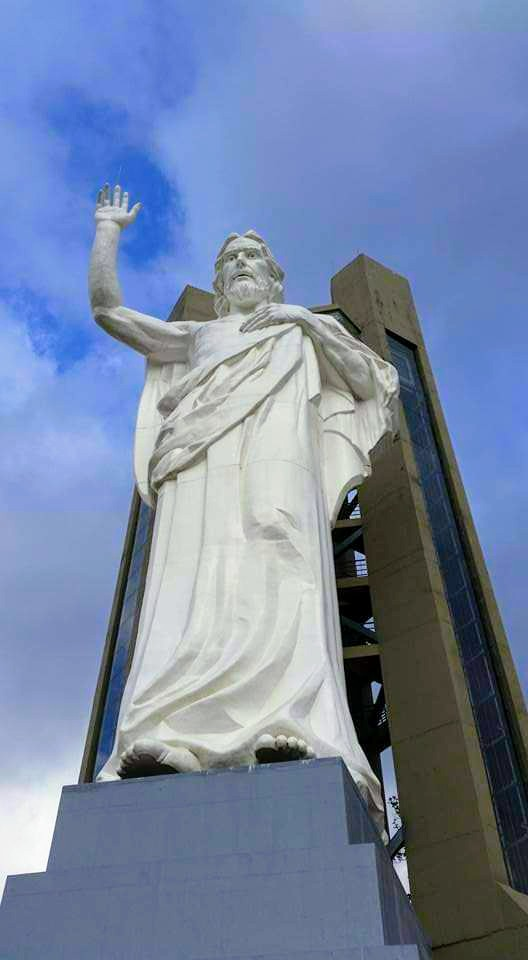
Estatua del Cerro del Santísimo.

El servicio de telefonía fija e internet en la ciudad lo prestan las empresas Movistar (Antigua TeleBucaramanga), UNE Telecomunicaciones y Claro; el 87.8 % de la ciudad cuenta con cobertura de telefonía fija y el 19 % con servicio de internet. El servicio de telefonía móvil lo prestan todos los operadores de telefonía móvil del país con una cobertura del 100 %, incluyendo los municipios del Área Metropolitana. Claro (de América Móvil), Tigo, Movistar, WOM, Móvil Éxito y Virgin Mobile son los seis operadores que ofrecen el servicio con tecnología 3G y a partir del 2012 también se ofrece el servicio de 4G. Los cinco operadores cuentan con tecnología GSM. También prestan el servicio de Internet móvil que también funciona en la tecnología 3G Y 4G. La empresa Avantel funciona en la ciudad ofreciendo el servicio de trunking.

### Televisión
La ciudad cuenta con un canal regional; Canal TRO. Además, prestan sus servicios los cinco canales nacionales: los tres privados Caracol Televisión, Canal 1 y Canal RCN, y los dos públicos: Canal Institucional y Señal Colombia. Las empresas de televisión por suscripción ofrecen canales propios.
El servicio de televisión por cable lo prestan Movistar, Tigo y Claro, en televisión satelital Claro, Movistar (ofrecido por la antigua TeleBucaramanga) y DirecTV. Además, varias empresas ofrecen el servicio de televisión por antena parabólica.

### Radio
La ciudad tiene gran cantidad de emisoras en AM y FM, tanto de cobertura local como nacional, de las cuales la mayoría pertenecen a los grandes conglomerados de medios como las cadenas radiales RCN Radio y Caracol Radio; otras emisoras comerciales de gran sintonía como Olímpica Stereo, o institucionales como  La Policía Nacional, El Ejército Nacional, emisoras de la UIS, la UDES, Radio USTA (Universidad Santo Tomás de Aquino), Blu Radio y la Emisora Cultural "Luis Carlos Galán Sarmiento", única estación cultural del oriente colombiano.

### Prensa y periódicos

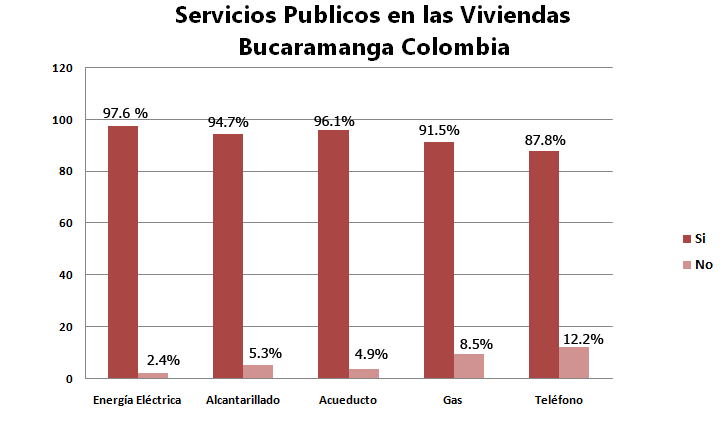
Porcentaje de servicios públicos con los que cuenta las viviendas en Bucaramanga.

En Bucaramanga circulan los diarios Vanguardia Liberal, El Frente y Periódico Q'hubo; además circulaban periódicos gratuitos como los semanarios Gente de Cabecera y Gente de Cañaveral. También circulan los diarios nacionales El Tiempo, el El Espectador, Periódico ADN y el periódico El Despertador. 

## Servicios públicos

### Energía
La Electrificadora de Santander (ESSA), una empresa de EPM, es la encargada de la prestación del servicio en Bucaramanga y su área metropolitana. En la ciudad el 97,6 % de los hogares tiene servicio de energía eléctrica.

### Acueducto y alcantarillado
El Acueducto Metropolitano de Bucaramanga S.A. E.S.P. es responsable del servicio de acueducto y la Empresa Pública de Alcantarillado de Santander S.A E.S.P., EMPAS S.A. del servicio de alcantarillado. Esta empresa abastece a la ciudad desde el río Surata, el río Frío y el río Tona. El 96,1 % de la ciudad cuenta con el servicio de acueducto y el 94,7 % con el servicio de alcantarillado.
El agua de Bucaramanga es considerada la mejor del país según un estudio del acueducto de Bucaramanga con base en el índice de riesgo de la calidad del agua (IRCA). Este índice no puede superar el 5 por ciento. Para Bucaramanga llegó al 0,35 por ciento. Para el tratamiento del agua el Acueducto de Bucaramanga cuenta con cuatro plantas de tratamiento. La planta de Bosconia está localizada en la vía que conduce de Bucaramanga al municipio de Matanza; la planta la Flora está localizada en la parte alta oriental de Bucaramanga en la vía a Cúcuta; la planta de Morrorrico está localizada al Oriente de la ciudad; la planta de Oriente está localizada en la parte alta de los barrios Bucarica y Caracolí. Para garantizar la prestación del servicio de agua potable hasta el año 2050 se planea la construcción del Embalse de Bucaramanga.

### Aseo y basuras
Bucaramanga produce diariamente alrededor de 426 t diarias de residuos. Las empresas encargadas de la recolección de estos residuos son la Empresa de Aseo de Bucaramanga (EMAB) que cubre los estratos 1, 2 y 3. Aseo Chicamocha S.A E.S.P que cubre los estratos 4, 5 y 6.
Estos residuos son llevados al relleno sanitario "El Carrasco", Ubicado entre los municipios de Bucaramanga y Girón. Este relleno sanitario empezó a ser utilizado en 1978 como un botadero a cielo abierto. Todos los días llegan a sus instalaciones cerca de 750 t de residuos de 10 municipios de Santander, los cuatro del área metropolitana, así como Surata, Cáchira, Charta, Rionegro, Lebrija y Barbosa. Sin embargo El Carrasco cumplió su vida útil y tenía que ser cerrado en septiembre de 2010. Actualmente se está buscando un lugar en donde se pueda construir un nuevo relleno sanitario.

### Gas
Bucaramanga se abastece de servicio de gas proveniente del gasoducto Barrancabermeja - Payoa – Bucaramanga de 8 pulgadas que inició operaciones en julio de 1997. También  la ciudad cuenta con el gasoducto Gibraltar - Bucaramanga que transporta 30 millones de pies cúbicos de gas al día, con este proyecto se busca garantizar el servicio de gas natural a la ciudad por 15 años, y se terminó en  diciembre de 2010
El 91,5 % de los hogares de la ciudad cuentan con el servicio de gas natural. La empresa encargada de prestar el servicio a los bumangueses es Gas Natural Del Oriente S.A. E.S.P. (Gasoriente S.A.) del Grupo Vanti

## Salud
Las entidades encargadas de garantizar la prestación de los servicios de salud de la ciudad son la Secretaría de Salud y del Ambiente y el ISABU. La red de salud de Bucaramanga está conformada por 24 puntos de atención, distribuidos en 21 Centros de Salud, 2 Unidades Intermedias, 1 Unidad Móvil y el Hospital Local del Norte. La ciudad cuenta con el hospital más importante de la región el Hospital Universitario de Santander (HUS), que es de orden departamental, atiende a personas provenientes de varias partes del departamento y de otros departamentos aledaños.
En el sector privado podemos encontrar las clínicas Carlos Ardila Lülle, clínica Bucaramanga, clínica Metropolitana, clínica Chicamocha, clínica La Merced, entre otras. Además, la ciudad cuenta con entidades especializadas en el manejo de enfermedades cardiovasculares, conformada por la Fundación Cardiovascular de Colombia (FCV- Instituto del Corazón) la cual maneja otras especialidades como neurociencias, cuidado crítico y trasplantes, el Instituto del Corazón de Bucaramanga, y la Sociedad Cardiovascular de Santander.
Actualmente en Bucaramanga se está llevando a cabo la construcción de dos Zonas Francas permanentes especiales en salud del país. Una de ellas contara con 80.000 m² y comenzará a funcionar en febrero de 2012 y cuenta con una inversión de 120.000 millones de pesos.
La otra Zona Franca permanente especial de Salud, cuenta con un Hospital Internacional, Centro Médico Odontológico, Centro de Convenciones y hotel, todo en un área de 270.000 m² y comenzó operaciones en 2013.
Es de especial relevancia el significativo avance en el diagnóstico y tratamiento de las enfermedades respiratorias ya que en la ciudad (Clínica Chicamocha) existe uno de los pocos centros en el país en donde se realiza Broncoscopía Terapéutica.
Las Clínicas en Bucaramanga especialmente el sector privado, se caracterizan por tener una amplia gama de tecnologías, como la telemedicina que permite la atención y el tratamiento médico en regiones remotas empleado por la Fundación Cardiovascular de Colombia.

## Educación
En Bucaramanga la entidad encargada de la supervisión y control de la educación de la ciudad es la Secretaría de Educación adscrita a la alcaldía de Bucaramanga. La ciudad cuenta con instituciones universitarias, de carácter público y privado. A estas instituciones llegan estudiantes de varias regiones del departamento y del país, como la región Caribe y Norte de Santander. Cuenta la ciudad con varias instituciones especializadas en la formación técnica y tecnológica. En el área de educación la ciudad presenta una amplia oferta de instituciones de educación que comprende todos los niveles, desde prejardín, jardín, educación básica primaria, secundaria, técnica y tecnológica y formación superior universitaria.

### Cobertura
El censo realizado por el DANE en el año 2005 presentó los siguientes datos educativos en Bucaramanga. El 95,3 % de la población de Bucaramanga mayor de 5 años sabe leer y escribir. El 48,8 % de la población entre 3 y 5 años asiste a una institución educativa formal; el 93,1 % de la población entre 6 y 10 años y el 82,6 % de la población entre los 11 y 17 años. El 32,5 % de la población residente en Bucaramanga, ha alcanzado el nivel básica primaria y el 32,4 % el nivel de secundaria; el 13,2 % ha alcanzado el nivel profesional y el 2,2 % ha realizado estudios de especialización, maestría o doctorado. La población residente sin ningún nivel educativo es del 6,1 %.

### Colegios
Bucaramanga cuenta con muchos centros de educación primaria y media, en varios de los cuales se imparte educación bilingüe. El buen nivel de la educación de Bucaramanga se ha visto reflejado en las pruebas de estado para el ingreso a la educación superior ICFES, en donde en promedio, el 41 % de los mejores ICFES son de Santander por lo que se destaca año tras año colegios del sector público y privado.
En la ciudad se destaca la "Calle de los estudiantes" ubicada en la Ciudadela Real de Minas, sector en el que actualmente se concentran varias instituciones educativas de carácter oficial. Estos y muchos más colegios conforman el cuerpo estudiantil de la ciudad con más de 140.000 estudiantes entre instituciones públicas y privadas.

### Educación superior
La ciudad cuenta con varias instituciones especializadas en el campo de la educación superior donde sus instituciones ofrecen carreras de pregrado técnicas, tecnológicas, y universitarias. Y en posgrado se ofrecen diplomados, especializaciones y maestrías en convenio con otras instituciones del país y del mundo, así como doctorados.
La universidad más importante a nivel público en la ciudad es la Universidad Industrial de Santander (UIS) que está catalogada entre las 4 mejores del país en el sector público, en el sector privado se destacan varias universidades como la Universidad Autónoma de Bucaramanga UNAB y la Universidad Santo Tomás (USTA).
Entre las Universidades fundadas y con sede en la ciudad se encuentran:
- Universidad Industrial de Santander (UIS)
- Universidad Autónoma de Bucaramanga (UNAB)
- Universidad de Santander (UDES)
- Unidades Tecnológicas de Santander (UTS)
- Universidad de Investigación y Desarrollo (UDI)
- Tecnológica FITEC (I.E.S.)
- Corporación Universitaria de Ciencia y Desarrollo (UNICIENCIA)
- Fundación Universitaria Comfenalco (UNC)

También aquellas que tienen una sede de extensión en Bucaramanga como:
- Universidad Santo Tomás (USTA)
- Universidad Pontificia Bolivariana (UPB): Ubicada en el municipio aledaño de Piedecuesta.
- Universidad Cooperativa de Colombia (UCC)
- Universidad Antonio Nariño (UAN)
- Universidad Manuela Beltrán (UMB)
- Universidad Nacional Abierta y a Distancia (UNAD)
- Corporación Universitaria Remington (UniRemington)
- Escuela Superior de Administración Pública (ESAP)

### Investigación y ciencia
Bucaramanga y su área metropolitana cuentan con distintos centros de investigación y ciencia donde se desarrollan importantes procesos para la industria:
- Parque Tecnológico Guatiguara. PTG
- Instituto Colombiano del Petróleo ICP
- Grupo de Investigación en Eco-fisiología Vegetal & Ecosistemas Terrestres (GIEFIVET)
- Grupo de Investigación en Biotecnología Industrial y Biología Molecular (CINBIN)

## Transporte
El tránsito público y privado en el país y por ende en Bucaramanga está regulado por la Ley 769 del 6 de agosto de 2002, que en su artículo 6 Parágrafo 3 permite a las autoridades municipales la expedición de normas para el mejoramiento del tránsito en la ciudad siempre y cuando no impliquen modificaciones a la ley.

### Terrestre

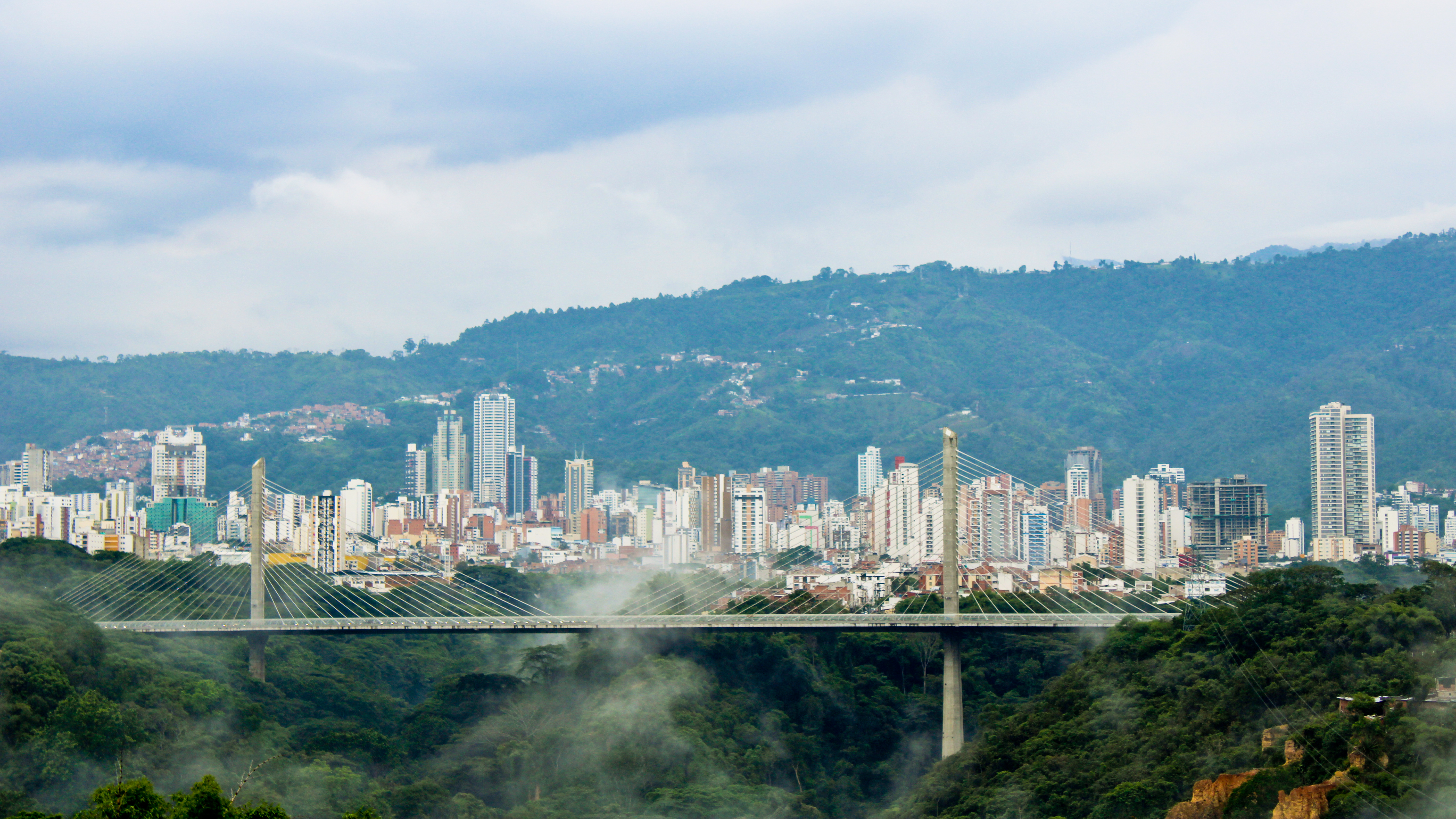
Viaducto Provincial.

#### Vías
Bucaramanga cuenta con un Plan de Ordenamiento Territorial (POT), a su vez este plan clasifica las vías de la ciudad en dos tipos: las vías llamadas Arterias Tipo y las vías de la Red local del municipio.
Vías tipo arteria
Las Vías Arteria Tipo están divididas: en Vías Tipo V-0. Tienen una sección transversal mayor de 60 metros. Vías Tipo V-1. tienen una sección transversal entre 60 m y 40 m. Vías Tipo V-2. Tiene entre 30 m y 40  m de sección transversal. Vías Tipo V-3. Tienen entre 25 m y 30 m de sección transversal. Entre las vías de tipo arteria podemos encontrar:
- Carrera 15: Es del tipo V-2. En el sector de la Rosita se convierte en Diagonal 15 es una de la más importantes por su permanente movimiento de transporte sobre todo de servicio público, ha sido ampliada y arreglada para el proyecto Metrolínea, inicia en el sector norte de la ciudad de la vía que viene de Santa Marta y en el sector de la puerta del sol termina para convertirse en la Autopista Bucaramanga - Floridablanca - Piedecuesta.

- Carrera 27: Es del tipo V-2. Conocida también como Avenida Próspero Pinzón, cruza la ciudad de norte a sur. Inicia en la Universidad Industrial de Santander y cruza de norte a sur la ciudad. En el sector de la puerta del sol está ubicado el intercambiador del mismo nombre de donde se desprenden sendas vías hacia la autopista a Floridablanca y una continuación de la carrera 27 que va hasta la intersección entre los barrios la Victoria y La Salle respectivamente, donde se convierte en la Autopista a Girón y Lebrija; de esta vía se inicia la carretera a Barrancabermeja.

Otras importantes vías del tipo arteria son:
- Autopista Bucaramanga - Floridablanca: Del tipo V-0. Comunica a estos dos municipios del área metropolitana.[111]
- Autopista Bucaramanga - Girón: Del tipo V-1.[111]
- Vía Palenque - Café Madrid: Del tipo V-1.[111]
- Avenida La Rosita: Del tipo V-2.[111]
- Avenida Quebrada Seca: Del tipo V-3.[111]

 Vías red local del municipio 
Las vías red local del municipio se dividen en: Vías Tipo V-4. Tienen mínimo 18 m y máximo 25 m de sección transversal. Vías Tipo V-5. Tienen entre 15 m y 18 m de sección transversal. Vías Tipo V-6. Tienen entre 12 m y 15 m de sección transversal. Vías Tipo V-7. Son las vías de la red vial local que tiene entre 9 m y 12 m de sección transversal. Vías Tipo V-8. Es la vía de la red vial local que tiene una sección transversal menor a m. Entre las vías de la red local del municipios podemos encontrar:

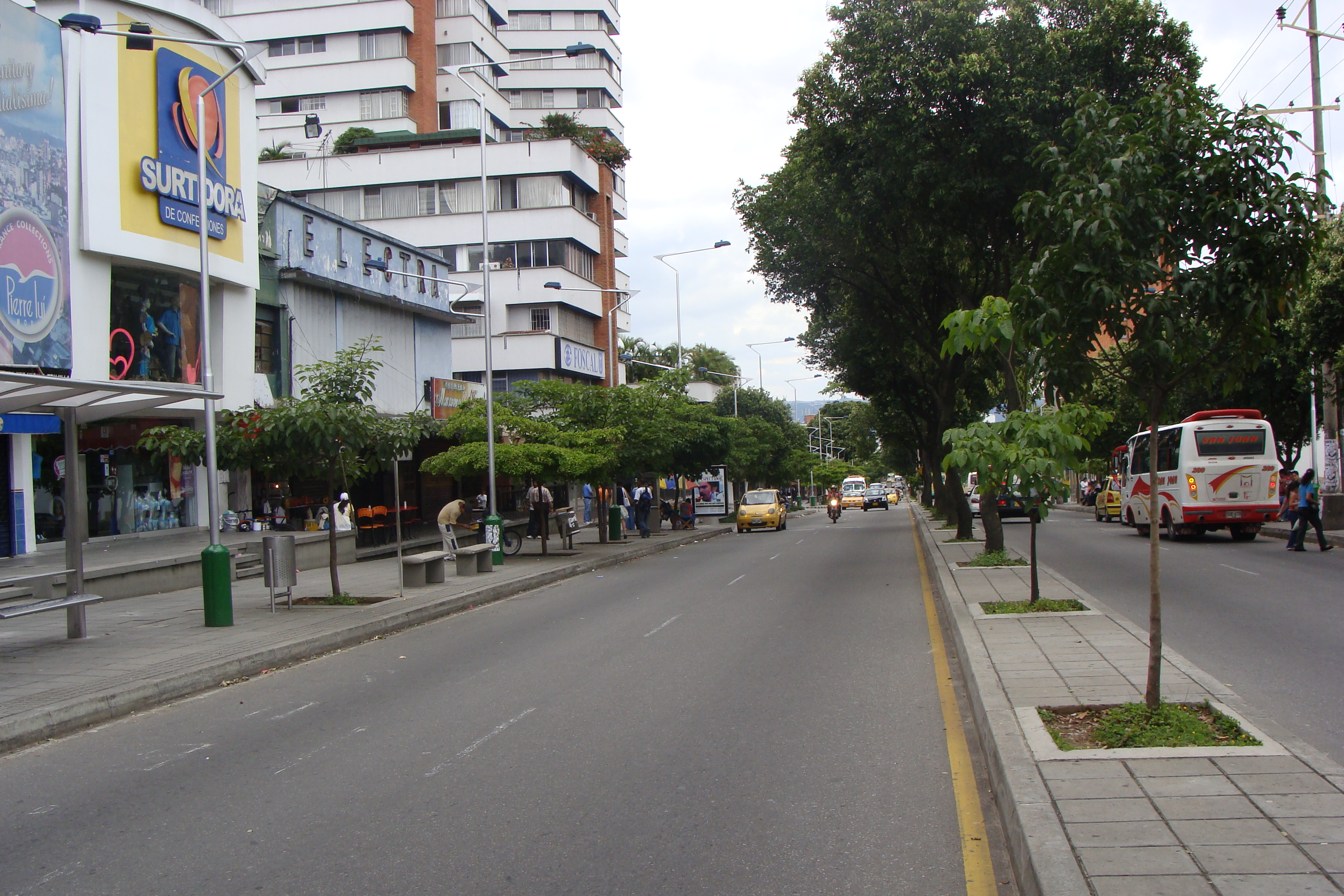
Carrera 33 a la altura de Cabecera del Llano.

- Carrera 33: Del tipo V-4 Conocida también como Avenida de las Américas, parte desde la avenida Quebrada Seca y cruza la ciudad de norte a sur es muy importante por su paso por varios sectores comerciales de la ciudad además desde la calle 56 hasta la calle 45 tiene una amplia zona peatonal para el goce de los transeúntes.[111]

Otras importantes vías son las carreras 17 y 21 y las calles 56, calle 45 que atraviesa la ciudad de oriente a occidente y termina cerca de la zona industrial de Chimitá, la calle 36 que pasa por el centro de la ciudad y las Avenida González Valencia y la Rosita.

#### Transporte terrestre

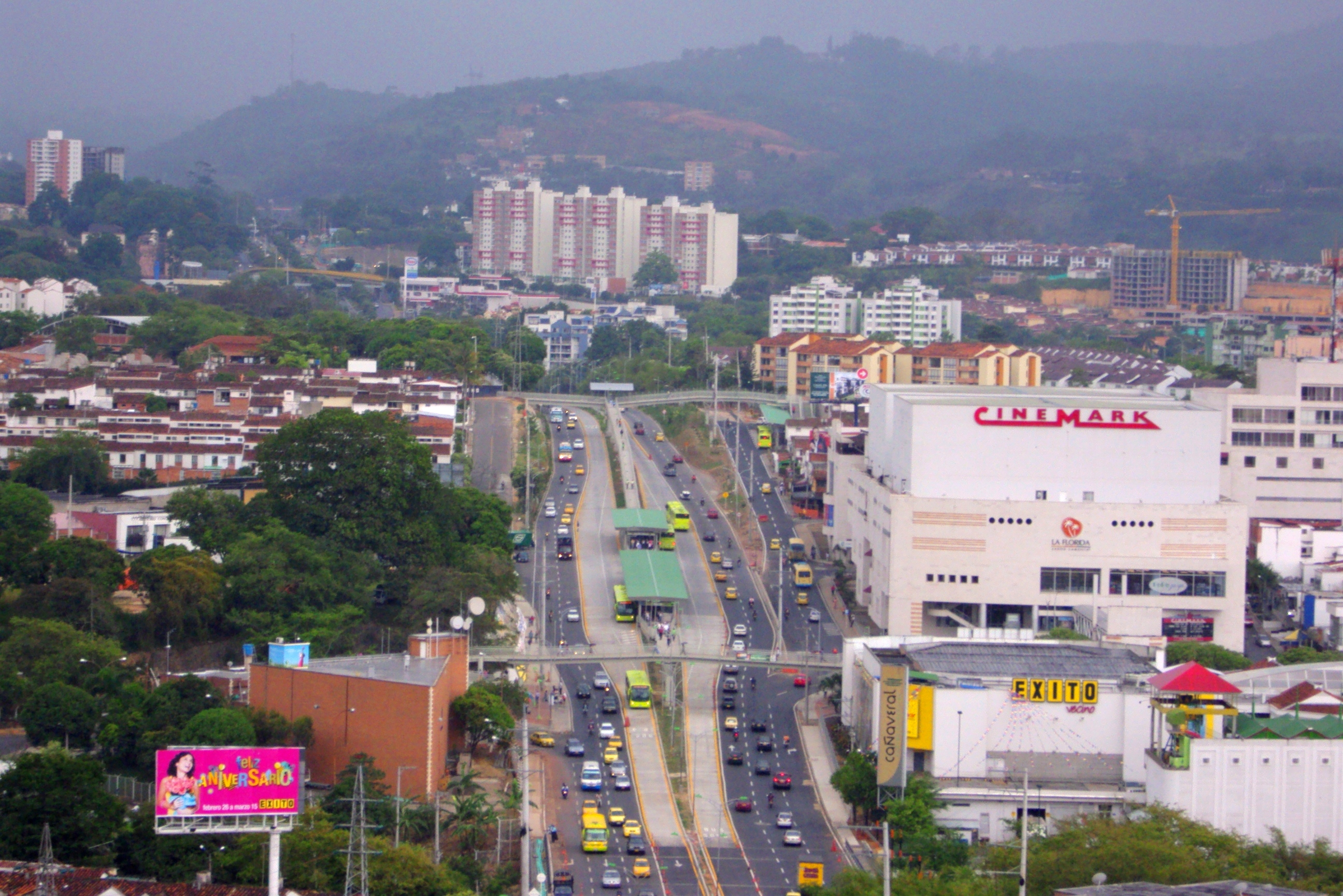
Troncal de Metrolínea en la Autopista Bucaramanga - Floridablanca y estación Cañaveral.

- Metrolínea. Es el sistema de transporte público de Bucaramanga y parte de su área metropolitana. El sistema consiste en unos buses articulados que circulan de norte a sur en carriles exclusivos, estos también son complementados con buses padrones y alimentadores. El costo por pasaje para el año 2024 es de 3000 pesos.

- Bus. La ciudad cuenta con un buen número de buses que cubren toda el área metropolitana,  El SITM ha ido integrando a las antiguas empresas de transporte de pasajeros urbanos y se avanza en la integración de toda el área metropolitana de Bucaramanga a la cobertura del SITM. El costo del pasaje de bus varía cada año. El costo por pasaje para el año 2023 es de COP$2800.[114]

- Taxi. Bucaramanga cuenta con un gran número de taxis las 24 horas del día con alrededor de 22 empresas, es la segunda ciudad de Colombia con mayor cantidad de taxis. El valor mínimo de una carrera de taxi para el año 2024 es de 7.000 pesos colombianos. El taxímetro arranca desde 40 unidades y va hasta 83 unidades, cada unidad equivale a 60 metros y/o 60 segundos con un recargo nocturno[115] de 1000 Pesos Colombianos que iría de las 8:00 p. m. a 04:59 a. m. Los taxis hacen uso de aplicaciones móviles y radio teléfono para mejor servicio a la ciudadanía.[116]

- MetroBici. Como una alternativa de transporte que contribuya a disminuir la congestión vial y la contaminación por polución, se ha implementado el sistema de transporte público en bicicletas. Sistema que cuenta con 8 estaciones en varios puntos de la ciudad y es gratuito, con horario de atención entre las 6:00 a. m. - 6:00p m., de lunes a viernes.

- Tren. Bucaramanga cuenta con una vía férrea en el sector de ciudad norte, donde se encuentra la antigua estación del ferrocarril llamada estación del café Madrid, actualmente restaurada y funciona como una ludoteca, esta antigua estación férrea comunicaba con la estación férrea del municipio de Puerto Wilches y a su vez con la estación férrea de Barrancabermeja, actualmente esta vía de transporte férreo esta sin uso, y se encuentra integra en el 98 % como infraestructura de transporte férreo apta para el la movilización de carga y pasajeros en un futuro.[117]

#### Conexión vial nacional
Bucaramanga está conectada con el resto del país por 2 vías principales. La primera es la Ruta nacional 66 que viene de Barrancabermeja y la comunica con Cucutá y de allí pasa a Venezuela, la segunda la Ruta Nacional 45A que viene de Bogotá y que llega hasta San Alberto. Esta vía la conecta con la Región Caribe colombiana y sus principales ciudades a través de la Ruta Nacional 45.
| Ruta | Ciudades                               | Descripción |
| ---- | -------------------------------------- | --- |
|      | Barrancabermeja - Bucaramanga - Cúcuta | Esta vía parte de Barrancabermeja cruza el municipio de Lebrija y una parte de Girón, llegando finalmente a Bucaramanga hasta este punto tiene 120 km de carretera. Después de su paso por Bucaramanga la vía atraviesa la zona del páramo de Berlín, llega al municipio de Pamplona y de allí hasta Cúcuta. Esta parte del recorrido tiene 189 km de carretera.             |
|      | Bucaramanga - Bogotá                   | Al salir de Bucaramanga cruza San Gil, Socorro, Barbosa y Tunja entre otros hasta llegar a Bogotá. Esta vía tiene 394 km de carretera. |
|      | Bucaramanga - Ocaña                    | Al salir de Bucaramanga la vía atraviesa los municipios de Rionegro, el Playón en Santander. Empalma con la vía nacional 45 a la altura de San Alberto, sigue a San Martín, y antes de llegar a Aguachica se toma la vía nacional 70 se cruza el alto de Sanín Villa, Río de Oro y llega a Ocaña.                                                                            |
|      | Bucaramanga - Valledupar               | Después de cruzar Aguachica se llega a San Roque, desde donde se toma el desvío a la ruta nacional 49. Se cruzan varios municipios hasta Valledupar. |
|      | Bucaramanga - Bosconia                 | Después de su paso por Aguachica llega a San Roque, desde donde se sigue hasta Bosconia. Allí por la ruta nacional 45 se llega hasta la Y Ciénaga, que sirve de desvió hacia Santa Marta o por la ruta nacional 90 hacia Barranquilla. Por la ruta nacional 80 se llega desde Bosconia a Valledupar, y Cartagena, ruta que desde Bucaramanga cuenta con 640 km de carretera. |

#### Terminal de transportes
La terminal internacional de transporte de Bucaramanga está ubicada en la vía que de Bucaramanga conduce a Girón cerca del barrio Provenza. Cuenta con 5 estaciones para recibir y despachar pasajeros.[cita requerida]

### Aéreo

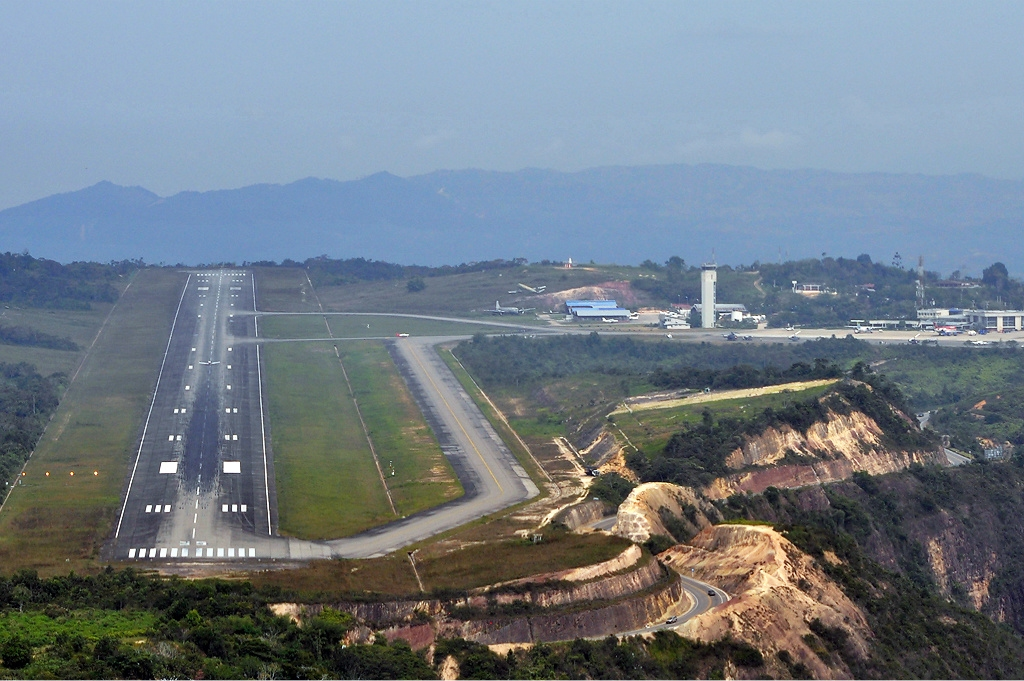
Aeropuerto Internacional Palonegro.

En transporte aéreo, Bucaramanga es servida por el aeropuerto Internacional Palonegro, ubicado al occidente de Bucaramanga en el municipio de Lebrija, por la vía a Barrancabermeja en el cerro histórico de Palonegro. Dentro del edificio se encontraba un pequeño museo con algunos de los objetos de guerra encontrados al momento de construir el aeropuerto, que ha sido considerado una obra faraónica de la ingeniería colombiana, por su ubicación en el cerro explanado.
El aeropuerto fue inaugurado en 1974, reemplazando al antiguo aeropuerto Gómez Niño ubicado en la actual Ciudadela Real de Minas. Actualmente el Aeropuerto Palonegro opera bajo la administración del consorcio Colombo-Coreano Aeropuertos de Oriente S.A.S. Grupo que obtuvo la concesión para operarlo por 15 años. Recibe vuelos de las principales ciudades de Colombia y Santander, además de vuelos Internacionales desde y hacia las ciudades de Panamá y Fort Lauderdale.    
La terminal principal se encuentra a 20 minutos de la ciudad por la vía rápida de la autopista occidental a Girón.
Para el año 2019 estaba posicionado entre los 5 aeropuertos más importantes de Colombia, transporta anualmente cerca de 2 millones de personas.[cita requerida]

## Cultura
La cultura en Bucaramanga tiene varias expresiones, desde las artes plásticas como la pintura, la escultura, la fotografía, la poesía,  y recientemente también en manifestación con propuestas que incorporan nuevas tecnologías para la comunicación artística, como el video. En Bucaramanga a lo largo de su historia ha albergado diversas propuestas culturales en diversas áreas, es así como en la ciudad existen multiplicidad de grupos artísticos.
Uno de los principales pilares de la cultura en Santander y en Bucaramanga como epicentro cultural fue la literatura, en épocas pasadas existió un movimiento cultural alrededor de la literatura que produjo un buen número de escritores que daban cuenta del notable interés de la comunidad por la literatura. Hoy las artes escénicas, como el teatro son uno de los principales exponentes del trabajo cultural en la ciudad.
El IMCT (Instituto Municipal de Cultura y Turismo) es el organismo gubernamental municipal presta los servicios de biblioteca, talleres artísticos, presentación de una variada gama de espectáculos  y programación de eventos culturales, realiza trabajo cultural con los distintos barrios de la ciudad, de igual forma patrocina actividades culturales realizadas con iniciativa privada y cuenta con una emisora cultural (Emisora Cultural Luis Carlos Galán Sarmiento) en el dial 100.7 F.M.

### Museos y bibliotecas

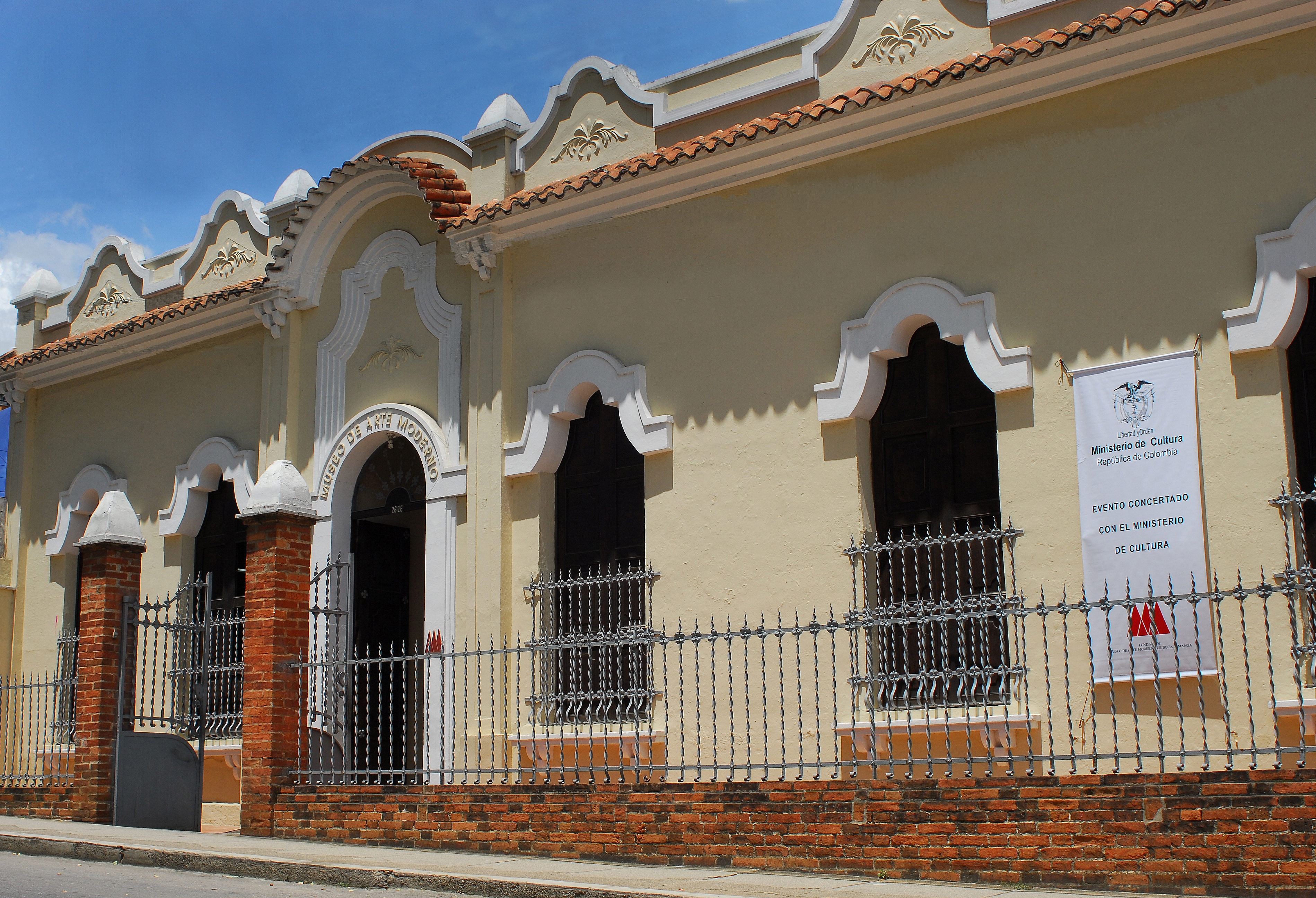
Museo de Arte Moderno de Bucaramanga.

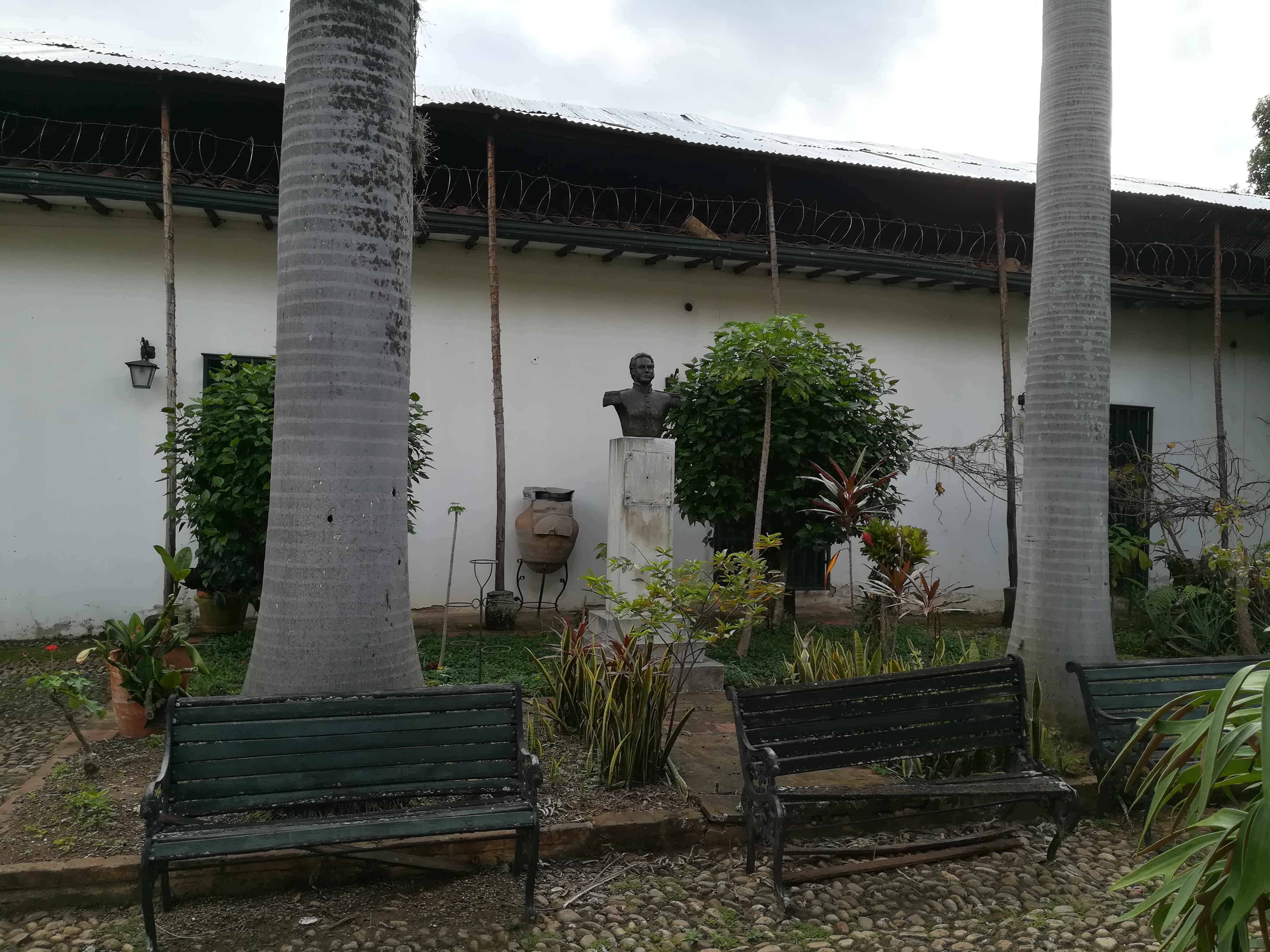
Museo Casa Bolívar.

- Museo Casa Bolívar.Museo Casa de Bolívar, sede de la Academia de Historia de Santander, conserva trajes y objetos históricos que usó en algún momento el Libertador Simón Bolívar en su paso por la ciudad, además de contener objetos arqueológicos (entre ellos momias) de la cultura indígena Guane que habitó en el pasado una parte del territorio santandereano.
- Centro Cultural del Oriente, sede de antiguos colegios de la ciudad, con plazoletas para eventos culturales y sociales.

Los anteriores sitios fueron declarados Monumentos Nacionales por el gobierno colombiano.
- Museo Gua, ubicado en una antigua hacienda cafetera donde hoy funciona el parque cementerio La Colina. Se encuentra una vieja casona colonial restaurada donde se pueden encontrar distintos artefactos de los vestigios de la presencia indígena en el territorio y varios elementos que hacen un recuento de la historia del desarrollo urbano de Bucaramanga a principios del siglo XX.
- Casa Luis Perú de la Croix, donde funcionaba la Biblioteca Departamental David Martínez Collazos, antiguo fuerte de las tropas realistas y libertadoras. Hoy restaurada para funcionar como una de las sedes de la Procuraduría General de la Nación.[123]
- Museo de Arte Moderno de Bucaramanga. Ubicado en una casa de estilo republicano, tiene a disposición del público 2 salas de exposición, jardín de esculturas, patio de esculturas, sala educativa, entre otros espacios. Desde su apertura en 1989 ha descubierto y promovido artistas locales que han saltado al reconocimiento nacional y algunos de los cuales han podido exponer en varias galerías del mundo. Anualmente realiza el proyecto "Mirar a la Ciudad", que consiste en capacitar aproximadamente a mil niños de instituciones educativas llevándolos a centros culturales y espacios patrimoniales de la ciudad, culminando con un taller de exploración en las instalaciones del Museo. Está ubicado en la calle 37 n.º 26 - 16.
- Neomundo, Está ubicado a un costado del viaducto La Flora, en la calle 89 -transversal oriental metropolitana- con Carrera 69. El edificio es un complejo de varios niveles. Cuenta con un moderno Centro de Convenciones de 12.631 m², con auditorios multifuncionales y salones para exposiciones.[124]
- Museo de Historia Natural, ubicado en la Universidad Industrial de Santander.
- Casa del Libro Total (ubicada en la calle 35 N.º 9-81), sede de eventos culturales, artísticos, literarios y musicales, y donde se desarrolla el proyecto de ellibrototal, una de las bibliotecas virtuales de habla hispana más grandes de América. Es un proyecto de RSE de una firma local (SYC S.A) que propende por la recuperación del patrimonio cultural de las artes y las letras clásicas del mundo hispano.
- Planetario UIS  (ubicado en la Universidad Industrial de Santander, Campus Central - edificio Ciencias Humanas -último piso- entrada por Visitantes), El planetario consta de una cúpula que simula la bóveda celeste, sobre la cual un proyector de estrellas permite visualizar las galaxias, estrellas, constelaciones, sistemas planetarios como el solar, etc. Además, se proyectan documentales, vídeos y películas para domo.
- Ludoteca Estación Café Madrid. En las instalaciones de la antigua estación del ferrocarril que unía a Bucaramanga con Puerto Wilches y Barrancabermeja, se ha recuperado dicho espacio como una ludoteca para la recreación de niños, jóvenes y adultos. Espacio para la recuperación de patrimonio histórico y cultural.

En el área metropolitana:
- Museo Guane de Floridablanca, ubicado en la Casa de la Cultura Piedra del Sol, posee una colección grande de objetos de los Guanes, una de las etnias indígenas más importantes de Santander desaparecida casi en su totalidad durante la conquista española (siglo XVI).
- Biblioteca Publica Gabriel Turbay, ubicada sobre un costado de la cra 27 entre las calles 30 y la av quebrada seca.

### Teatros y auditorios

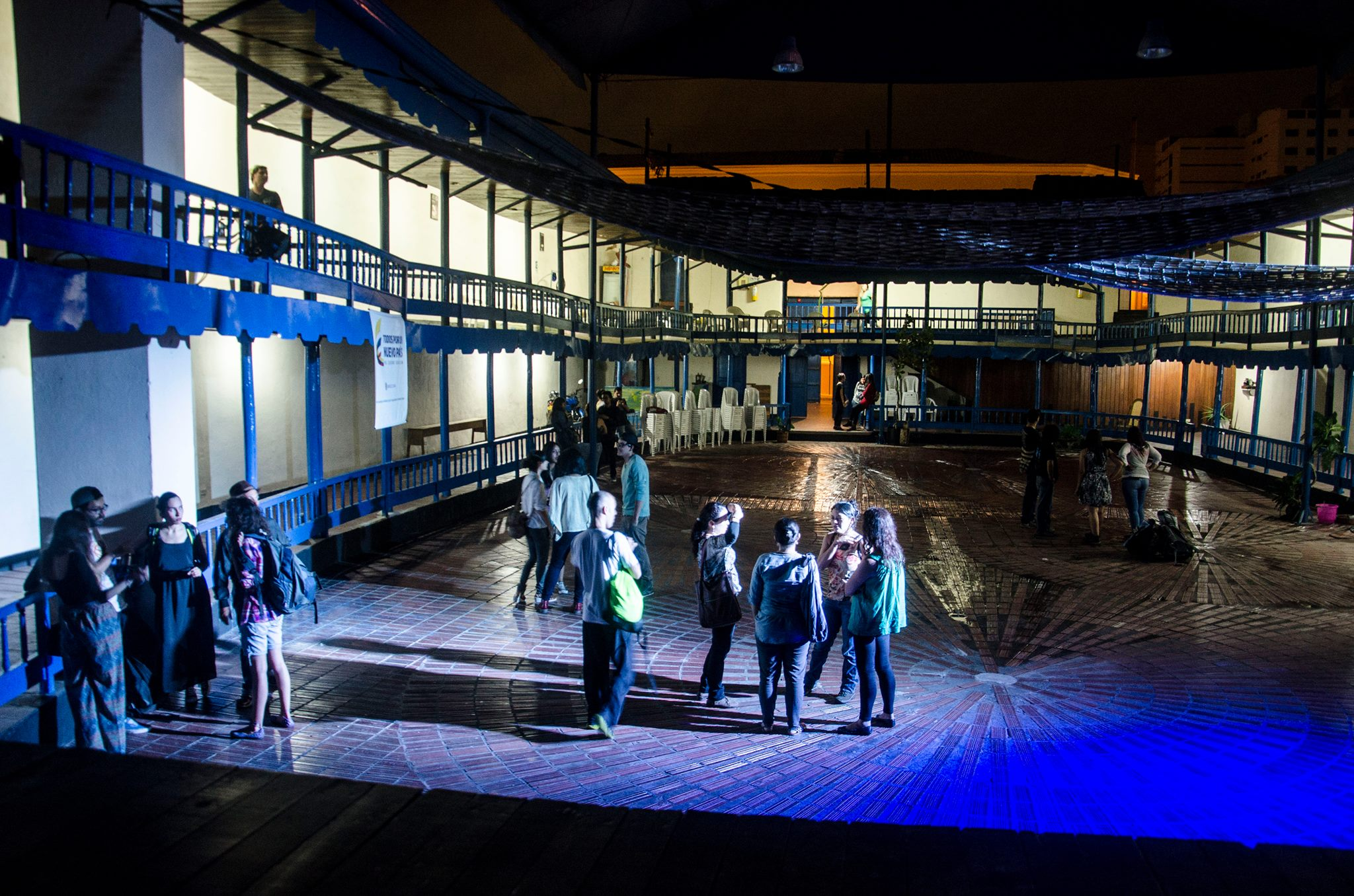
Vista interna del coliseo Peralta desde las tablas del teatro.

- Centro de Convenciones Neomundo.
- Teatro Santander.[125] Es el escenario con las más altas condiciones técnicas y logísticas para la presentaciones de obras escénicas y musicales. Su fachada exterior fue declarada Monumento Nacional.[cita requerida]
- Teatro Coliseo Peralta. Declarado Monumento Nacional.
- Teatro Corfescu. Con variada programación de representaciones teatrales y stand up comedys.
- Auditorio Luis A. Calvo de la Universidad Industrial de Santander.
- Auditorio Pedro Gómez Valderrama del Instituto Municipal de Cultura.
- Auditorio Enrique Low Mutra del SENA.
- Auditorio Leonardo Angulo Prada de Comfenalco.
- Auditorio Juan Pablo II de la Universidad Pontificia Bolivariana.
- Auditorio Mayor Carlos Gómez Albarracín de la UNAB.
- Auditorio Menor Alfonso Gómez Gómez de la UNAB.
- Auditorio Jesús Alberto Rey Mariño de la UNAB.
- Auditorio de la Cámara de Comercio de Bucaramanga.
- Auditorio del Parque del Agua.
- Auditorio Planetario UIS.
- Arteficus Casa Cultural. (Sala independiente de Artes escénicas).

### Otros sitios de interés

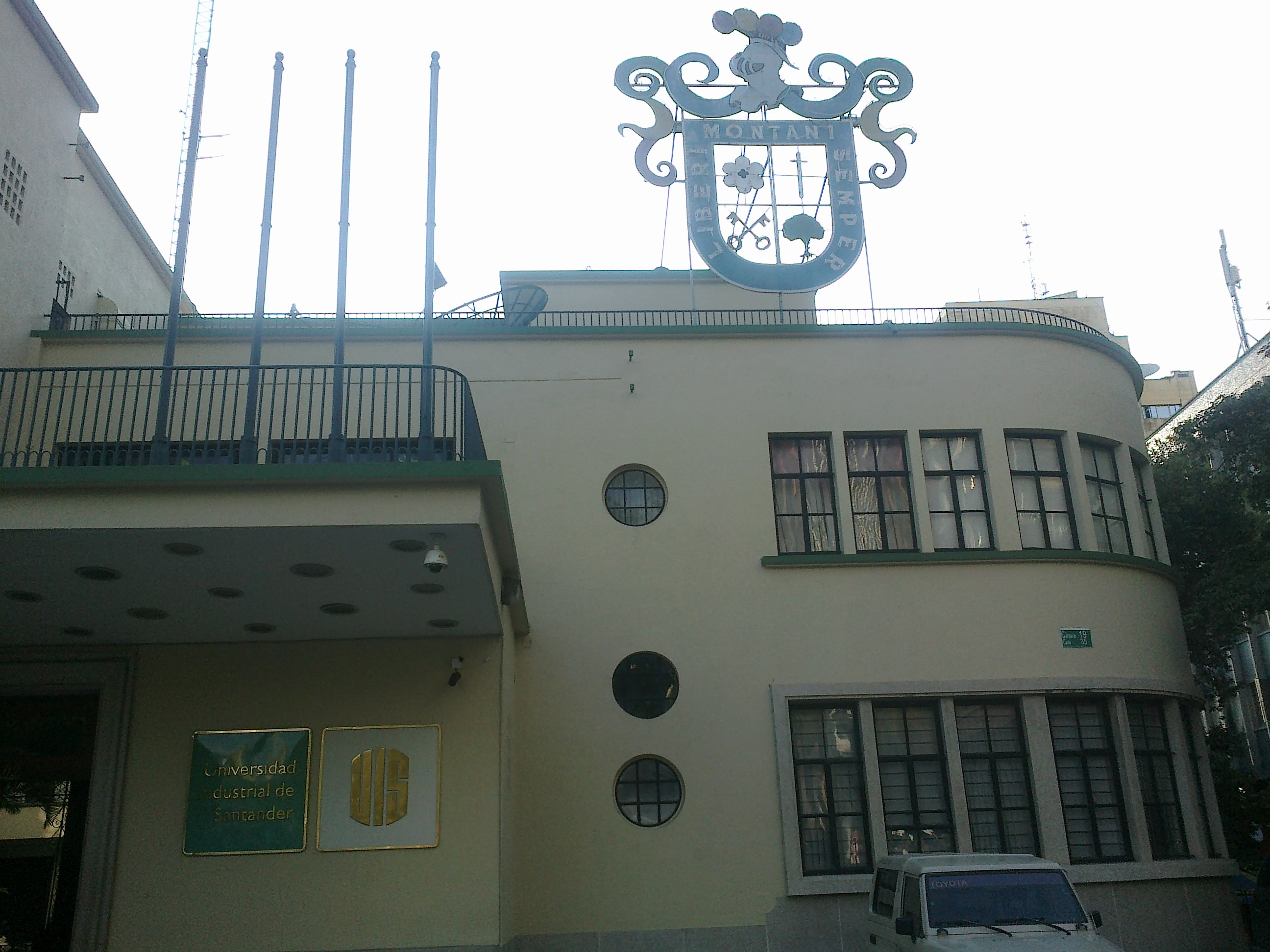
Antiguo Hotel Bucarica y escudo de Bucaramanga.

- Antiguo Hotel Bucarica, ubicado a un costado del Parque Santander, fue sede del Hotel Bucarica, primer hotel de lujo construido en la ciudad para alojar a los deportistas que participaron en los Juegos Nacionales realizados en el año 1941 en la ciudad. En la actualidad es una de las sedes de la Universidad Industrial de Santander y declarada esta edificación Monumento Nacional por el gobierno colombiano.[126]
- Club del Comercio, ubicado en el mismo Parque Santander diagonal a la Catedral de la Sagrada Familia, es uno de los clubes sociales más antiguos del país. Declarado Monumento Nacional por su fachada del siglo XIX.
- Casa Natal de Custodio García Rovira, lugar de nacimiento de este prócer de la independencia nacional, situada en la carrera 9 con calle 35. Declarada Bien de Interés Cultural de Colombia.
- Antiguo Pabellón de Carnes de la Plaza de Mercado Central; en su ubicación, al lado de la Plaza de Mercado Central y con los terrenos de la misma, existía una laguna llamada San Mateo; pese a que su fachada data del siglo XIX, la edificación no forma parte de los Bienes de Interés Cultural de la nación, pero si es parte del Patrimonio Urbano de Bucaramanga.
- Embalse de Bucaramanga; de propiedad del Acueducto de Bucaramanga, está ubicado en la confluencia del río Tona, es un embalse de gravedad que ocupará 54 ha . Comprende la construcción de una represa de 103 m de altura que almacenará un volumen de 17.6 millones de m³ de agua y regulará un caudal de 1000 litros de agua por segundo, reservando agua potable para la ciudad y sus municipios vecinos hasta el año 2050. Servirá además como sitio de esparcimiento para realizar pesca deportiva y deportes acuáticos.
- Viaducto Provincial; conocido como el Viaducto de la Novena por estar ubicado enseguida de la Carrera 9 de la ciudad, es un puente atirantado de 550 m que llama la atención por su diseño vanguardista y su sistema de iluminación led, que lo convierte en un atractivo turístico de noche para propios y foráneos. Su objetivo es descongestionar el tráfico de vehículos por la ciudad desde la parte céntrica hacia el sur entrando en servicio el 9 de abril de 2015. En la parte occidental, iniciando el recorrido por la calle 45, hay un obelisco que sirve como mirador para la iluminación del puente.
- Plaza Cívica Luis Carlos Galán Sarmiento, construida en los años 90 como lugar de concentración para actividades políticas, religiosas y culturales. Ubicada en pleno corazón del poder público municipal, departamental y judicial, entre las calles 35 y 36 y las carreras 11 y 12. Está ubicada en la parte superior del espacio abierto una estatua en bronce de 5 m con el rostro del político santandereano, mártir del conflicto armado interno colombiano.

### Festivales
- Festival de Teatro Santander en Escena, organizado desde el año 2005 por la Corporación Taller de Teatro Jaulabierta.
- Festival Iberoamericano de Cuenteros Abrapalabra, festival de cuenteros y comediantes organizado por Corporación Festival de Cuenteros que se realiza en la ciudad desde 1992.
- Festival Internacional de Piano, festival de piano organizado por la Universidad Industrial de Santander donde participan artistas internacionales, nacionales y locales que se realiza desde 1984 es considerado el encuentro cultural más importante del oriente colombiano.
- Feria del Libro de Bucaramanga ULibro, festival del libro de Bucaramanga organizado por la Universidad Autónoma de Bucaramanga. Su programación cultural y académica se constituye en el eje de la Feria y ofrece atractivos especiales para el público general, la familia, la comunidad universitaria y la comunidad educativa de básica primaria y media. Incluye conferencias, encuentro con autores, presentaciones artísticas, ciclo de cine y literatura, poesía, talleres para niños y jóvenes, concursos, entre otras actividades.
- Feria de Bucaramanga, evento que se realiza todos los años en el mes de septiembre y que entre su programación cuenta con eventos deportivos, culturales y musicales donde se presentan artistas importantes de variados géneros musicales. Los eventos se llevan a cabo en varias partes de la ciudad, entre sus eventos se encuentra el reinado de las comunas para elegir la reina de las festividades, carnaval del oriente con desfile de carrozas, desfile de carros antiguos, entre otros.
- Festival Internacional de Performance Acciones al Margen, organizado desde el año 2013 por la Corporación Escenarios de Mujer.
- Festival de Música y Ecología Búcaro EcoFestival, de iniciativa privada organizado desde el año 2015.
- Festival Internacional de Teatro de Calle y Circo de Santander, organizado desde el año 2009 con apoyo del Ministerio de cultura.
- Festival Sin Fronteras de Magia y Artes Circenses, organizado desde el año 2015 por la corporación Eventos Recreativos.
- Festival Internacional de Cine de Santander, el Festival Internacional de Cine de Santander – FICS es el evento cinematográfico más importante de Santander y sus alrededores organizado por  la Corporación Educativa Social y de Comunicaciones PRENSA LIBRE desde el año 2009.
- 'Festival Internacional de Títeres de Santander ‘, organizado desde  el año 2013 por la Corporación Taller de Teatro Jaulabierta.
- Festival Internacional de Blues y Jazz de Bucaramanga, desde el año 2008 de iniciativa privada.
- Festival Nacional Infantil de Música y Danza Folclórica Maestro Guillermo Laguna, organizado desde 1999 por la Corporación GIFOS
- Festival Internacional de arte contemporáneo Espacios Visibles, desde el año 2015 por la fundación Artemisia Org. y el Ministerio de cultura.
- Festival de exposiciones artísticas Las Salas Abiertas - Circuito del Arte, desde el año 2010 por el Centro Cultural del Oriente Colombiano, Cámara de Comercio de Bucaramanga.
- Festival Internacional de la Cultura en Santander "FICUS", evento creado desde el año 2017 que ha invitado a países como Argentina, Chile, Cuba, Perú, Ecuador y México, que con el apoyo en contadas ocasiones de Mincultura, la gobernación de Santander y el IMCT ha logrado crear alianzas a nivel internacional para generar procesos que dinamicen el arte desde lo local, y así crear una proyección de la cultura más allá de las fronteras.

## Gastronomía

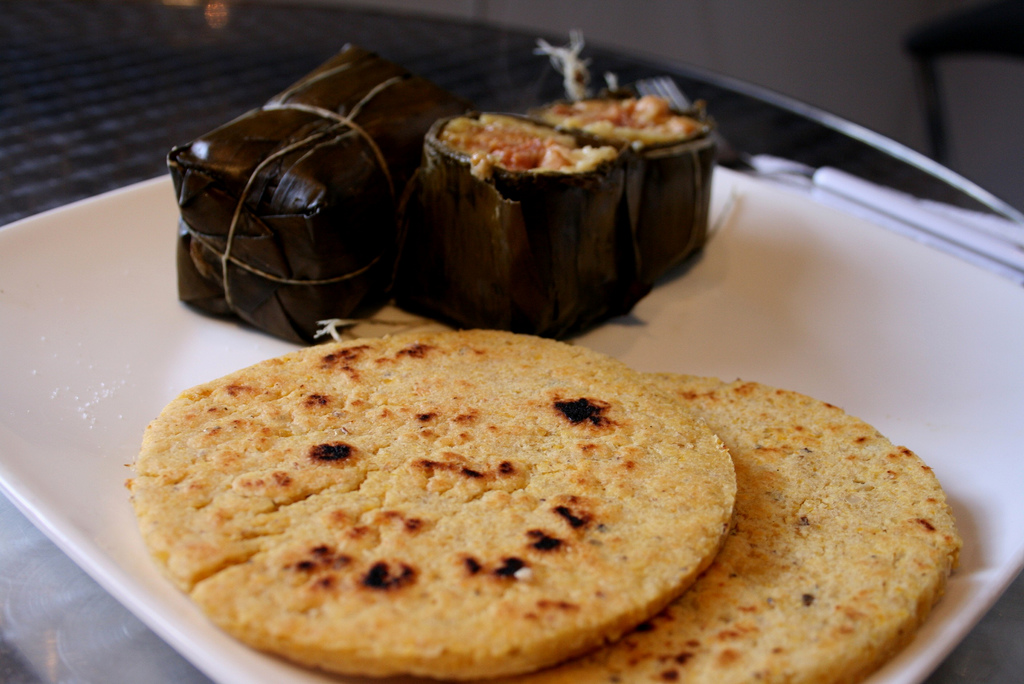
Arepa de maíz pelao y tamal santandereano, comidas típicas de Bucaramanga y Santander.

En Bucaramanga, se puede encontrar todo tipo de restaurantes especializados en todos los tipos de cocina (internacional, especializada, típica, rápidas); un buen número de restaurantes importantes se encuentran en el sector de Cabecera del Llano.
Entre los platos típicos de la cocina santandereana, se pueden destacar el mute santandereano —una sopa hecha a base de varios granos y acompañada de varios tipos de carne—; la pepitoria, un preparado de vísceras y sangre de cabro o camuro mezclado con arroz blanco y que se acompaña de su carne al horno. La carne oreada, la arepa de maíz pelao', el tamal santandereano, . los ayacos o envueltos de mazorca y la sobrebarriga son otras de las comidas apetecidas.
Las hormigas culonas son quizá lo más exótico de la comida santandereana; son abundantes en los meses de marzo y abril. Se les quita la cabeza y las alas y se tuestan al fuego. Algunas personas les atribuyen poderes afrodisíacos. Actualmente, se exportan a varios países de Europa y a los Estados Unidos. Se destacan también los dulces tradicionales de apio, limón, cidra, arroz, arequipe y piña —elaborados por muchas familias tradicionales bumanguesas, sin embargo en el vecino municipio de Floridablanca se han creado igualmente empresas que los comercializan— así como las obleas y el bocadillo veleño al sur del departamento de Santander.

## Arquitectura

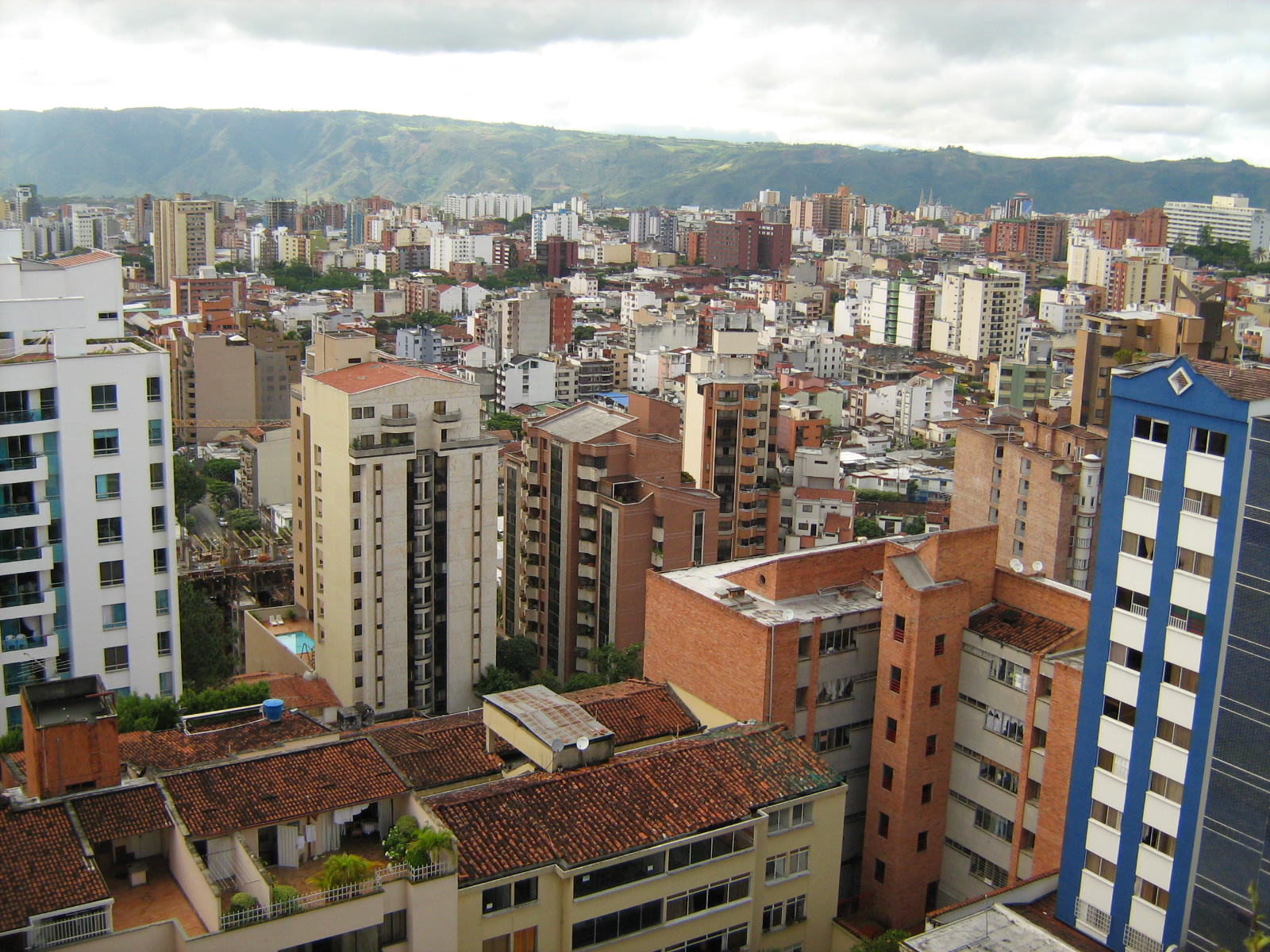
Panorámica de Bucaramanga.

Bucaramanga está rodeada de montañas lo cual ha obligado a que muchos barrios estén situados en lugares montañosos. La ciudad ha crecido mucho en los últimos años siendo ejemplo de progreso, sin embargo ante la escasez de terrenos para que la ciudad se expanda se han iniciado construcciones de edificios con alturas importantes para el sector de la vivienda y la construcción de oficinas.

### Arquitectura colonial y republicana
La arquitectura colonial de Bucaramanga conserva todavía algunas edificaciones construidas en el siglo XIX, importantes son la Casa de Bolívar donde el libertador estuvo en 1828, y que actualmente se conserva como museo.
El Club del Comercio de la ciudad, cuyo edificio fue construido en 1821 diseñado por el arquitecto Pedro Colón Moncotini, conserva el típico estilo Republicano. En su fachada podemos encontrar columnas dóricas.
El Coliseo Peralta, construidos en los predios de Anselmo Peralta en el año de 1895, fue construido siguiendo los parámetros arquitectónicos de los corrales españoles: Forma de herradura, un enorme escenario al aire libre con acústica natural y doble fila de butacas.
El actual Centro Cultural del Oriente Colombiano se ubica en las antiguas instalaciones de un colegio jesuita (Colegio San Pedro Claver). Fue construido entre 1899 y 1912 y reconstruido en los años 70´s para el funcionamiento de un colegio de bachillerato en la ciudad, conservando aún su estilo republicano.
También se encuentra el antiguo Hotel Bucarica, una casa construida en 1880 donde funcionaría décadas después el hotel, constituido por las autoridades departamentales para albergar a los deportistas de otros departamentos que participaron de los V Juegos Nacionales de Bucaramanga en 1941. Su diseño fue realizado por el arquitecto español Germán Tejeiro de Latorre, de estilo art déco. En la actualidad funciona una sede anexa de la Universidad Industrial de Santander (UIS).
Las cuatro edificaciones mencionadas fueron declaradas Monumentos Nacionales por el estado colombiano.

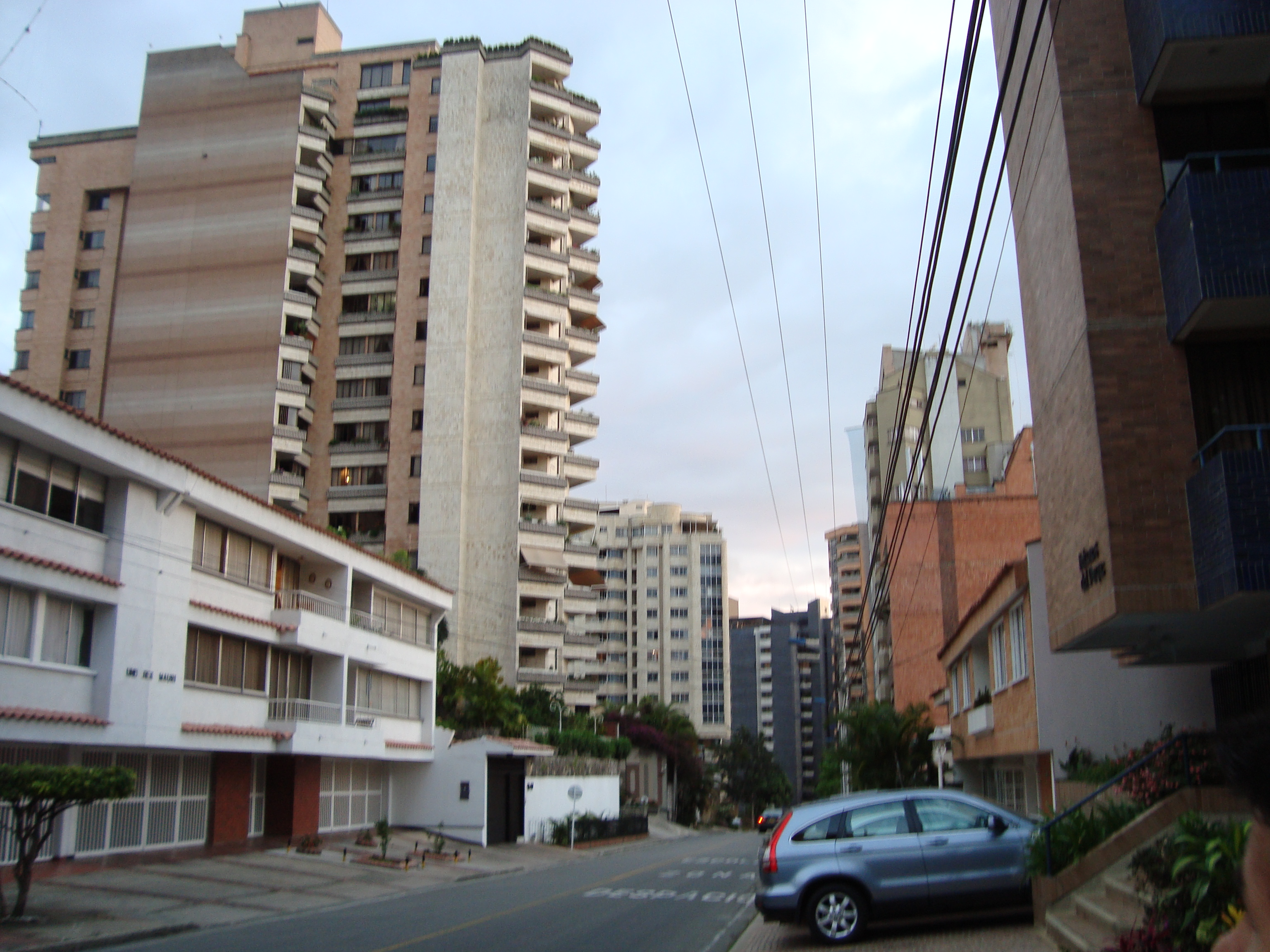
Infraestructura residencial en el sector de Cabecera del Llano.

En Bucaramanga y su Área Metropolitana se han construido varios edificios de más de 15 pisos, con más intensidad en los sectores de la autopista Bucaramanga-Floridablanca; desde Provenza hasta Cañaveral se ha desarrollado gran cantidad de edificios que superan los 22 pisos. Los edificios más altos se encuentran en el oriente de la ciudad, más específicamente en el sector de Cabecera del Llano, donde se encuentran apartamentos residenciales de 20 a 28 pisos, pero recientemente se están construyendo en otros sectores de la ciudad como en la Ciudadela Real de Minas, Lagos del Cacique, La Flora y el sector de la autopista Bucaramanga - Floridablanca, además del sector de Cañaveral en Floridablanca.

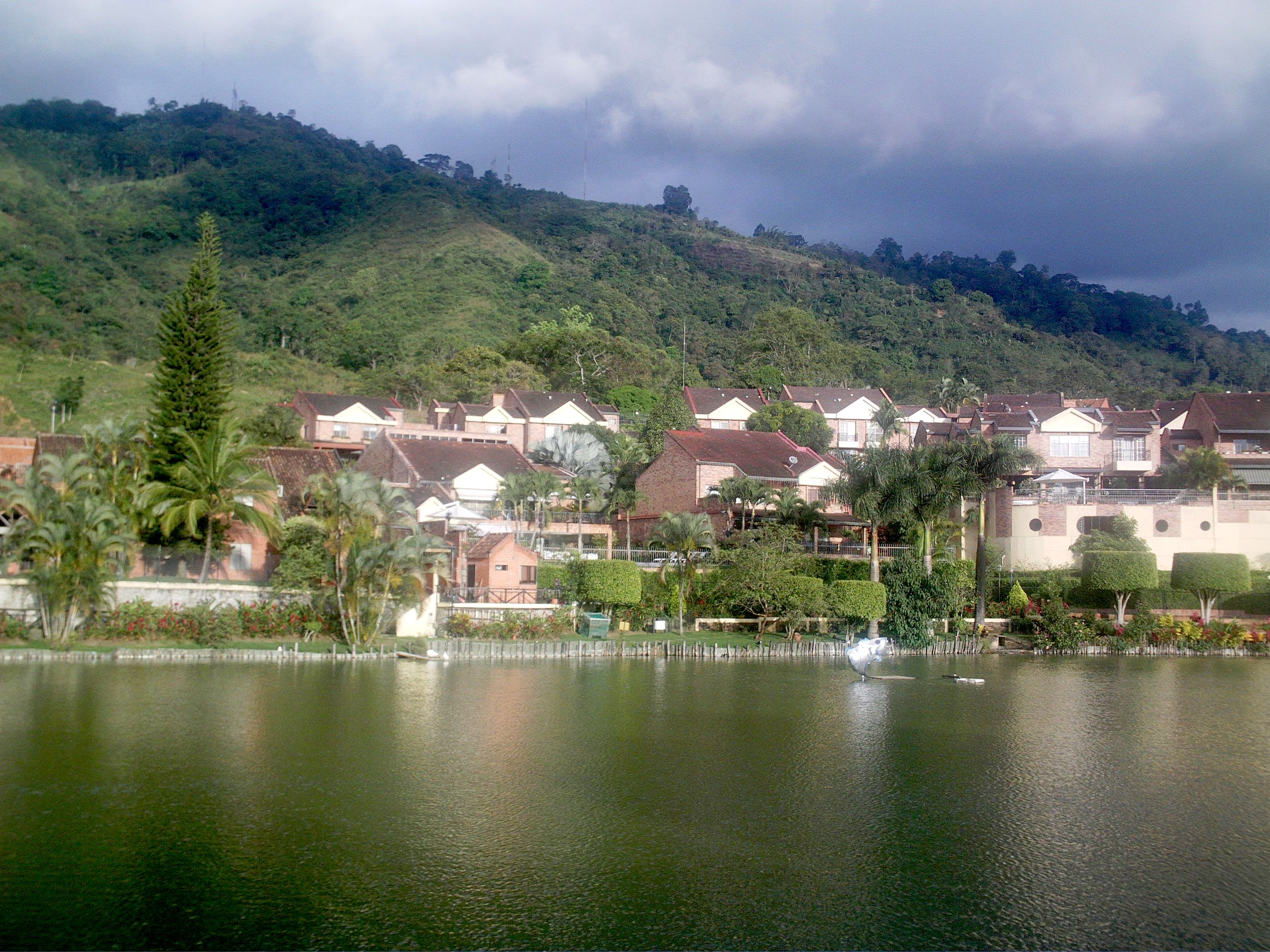
Barrio Lagos del Cacique (Comuna 16)

Otros sectores de la ciudad no están tan bien urbanizados ya que son los lugares donde los sectores populares asentaron sus viviendas, estos son la Comunas Norte y el barrio Morrorico; entre otros, donde las casas están construidas sobre sitios de alto riesgo de desprendimiento. A esto se le suma la falta de proyectos de interés social.
Hay otros sectores donde aún se ven viviendas de 1 y 2 pisos, casas construidas en los años 60´s y 70´s en tapia, más que todo en los barrios de estratos 3 y 4.

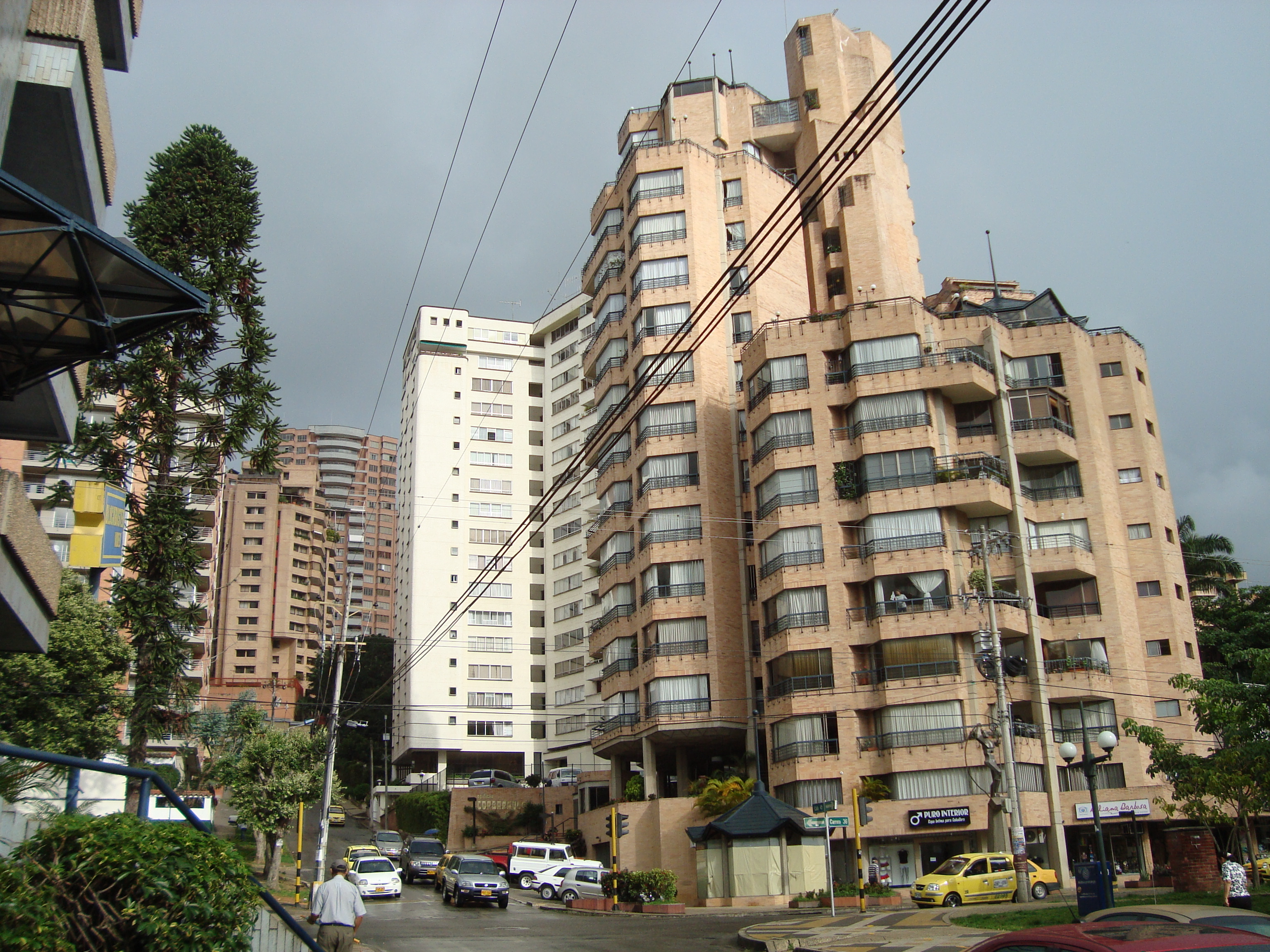
Arquitectura de Cabecera del Llano.

La arquitectura de Bucaramanga ha crecido mucho en los últimos años teniendo muchos sitios residenciales; en especial, una gran cantidad de edificios, siendo así la quinta ciudad con más construcciones de Colombia. También hay un centro especializado en ciencia y tecnología llamado Neomundo y el Palacio de Justicia (sede del poder judicial en el departamento). La arquitectura también se hace presente en las clínicas como lo es la Clínica Carlos Ardila Lulle, una de las más grandes del país, con seis grandes edificios cada uno con más de diez pisos.
Casi en cualquier lugar de Bucaramanga se puede apreciar el levantamiento de un edificio, la remodelación de una casa o la adecuación de un terreno. Pero a pesar de que la construcción permite la inversión y generar empleo, surge la preocupación por saber dónde y cómo se está construyendo.
Durante los primeros 20 años del siglo XX el precio del café, principal producto de la región bajó y para los inversionistas de entonces se hacía rentable convertir tierra agrícola en suelo urbano. La Sociedad Sucesores de David Puyana S.A., principal urbanizadora de la época, comenzó a vender lotes para la construcción de vivienda en Waterloo, hoy día barrio Antonia Santos, así como en Pueblo Nuevo y Cabecera del Llano, posteriormente. Freddy Merchán y Heiber Zanguña, quienes adelantaron el preinventario arquitectónico en la Universidad Antonio Nariño, aseguran en su tesis que las casas construidas en estos barrios eran de alto valor porque además de funcionalidad tenían estética: "El posicionamiento de la élite en el sector lo evidenciaron los señores Brench Wessells y Carlos Tapias, al construir dos casas quintas estilos chalet, basados en atractivos y elegantes planos traídos de Europa". En una de estas casas de corte alemán funciona hoy la Liga Colombiana contra el Cáncer. Parte del barrio se convirtió en edificios, locales y ahora es un área comercial.
'Ciudad dentro de las ciudades' fue un innovador concepto urbanístico planteado en el gobierno del expresidente Alfonso López Michelsen a mediados de los años 70´s. Gracias al Instituto de Crédito Territorial, llamado después INURBE (entidad desaparecida en Colombia), las principales ciudades del país, entre ellas Bucaramanga, pudo diseñar un complejo urbano casi autosuficiente llamado Ciudadela Real de Minas, en los terrenos donde anteriormente funcionaba un aeropuerto llamado Gómez Niño.

### Arquitectura religiosa

#### Catedral de la Sagrada Familia

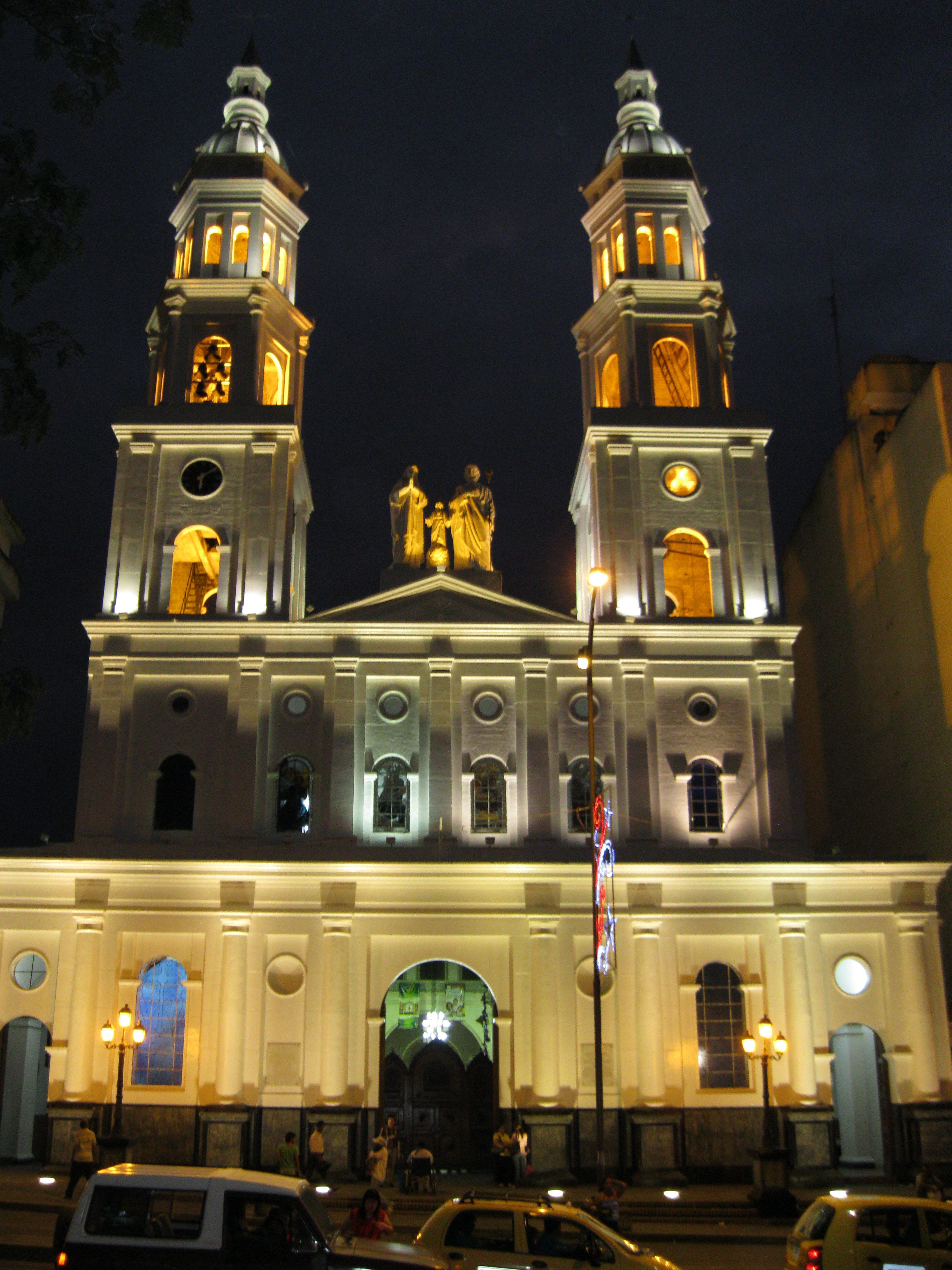
Catedral de la Sagrada Familia.

La construcción de la catedral de la Sagrada Familia comenzó en 1896 con la colocación de la primera piedra. en 1898 se empiezan a realizar trabajos en su construcción, el 8 de octubre de 1922, se inauguran las torres. En 1929 se estrena la campana de la torre oriental, que fue fundida en Piedecuesta. El 28 de febrero de 1941 se inaugura el reloj de la torre, este reloj fue un obsequio de la Sociedad de Mejoras Públicas, y fue construido en los talleres Robledo en Medellín. Hacia 1945 se da por terminada la obra de la catedral y es entonces cuando se pone al servicio de los bumangueses. Declarada Monumento Nacional de Colombia.

#### Iglesia de San Laureano
La iglesia de Chiquinquirá del Real de Minas de San Laureano, o comúnmente conocida como Iglesia de San Laureano, se empezó a construir el 1 de enero de 1779. En el año de 1866 se dio por terminada la construcción de su cúpula y en el año de 1893 se inauguraron sus puertas, el valor de estas fue de 1200 pesos de la época. La iglesia se encuentra ubicada a un costado del Parque García Rovira. Fue declarada "Bien de Interés Cultural" por el Ministerio de Cultura en el 2009. 

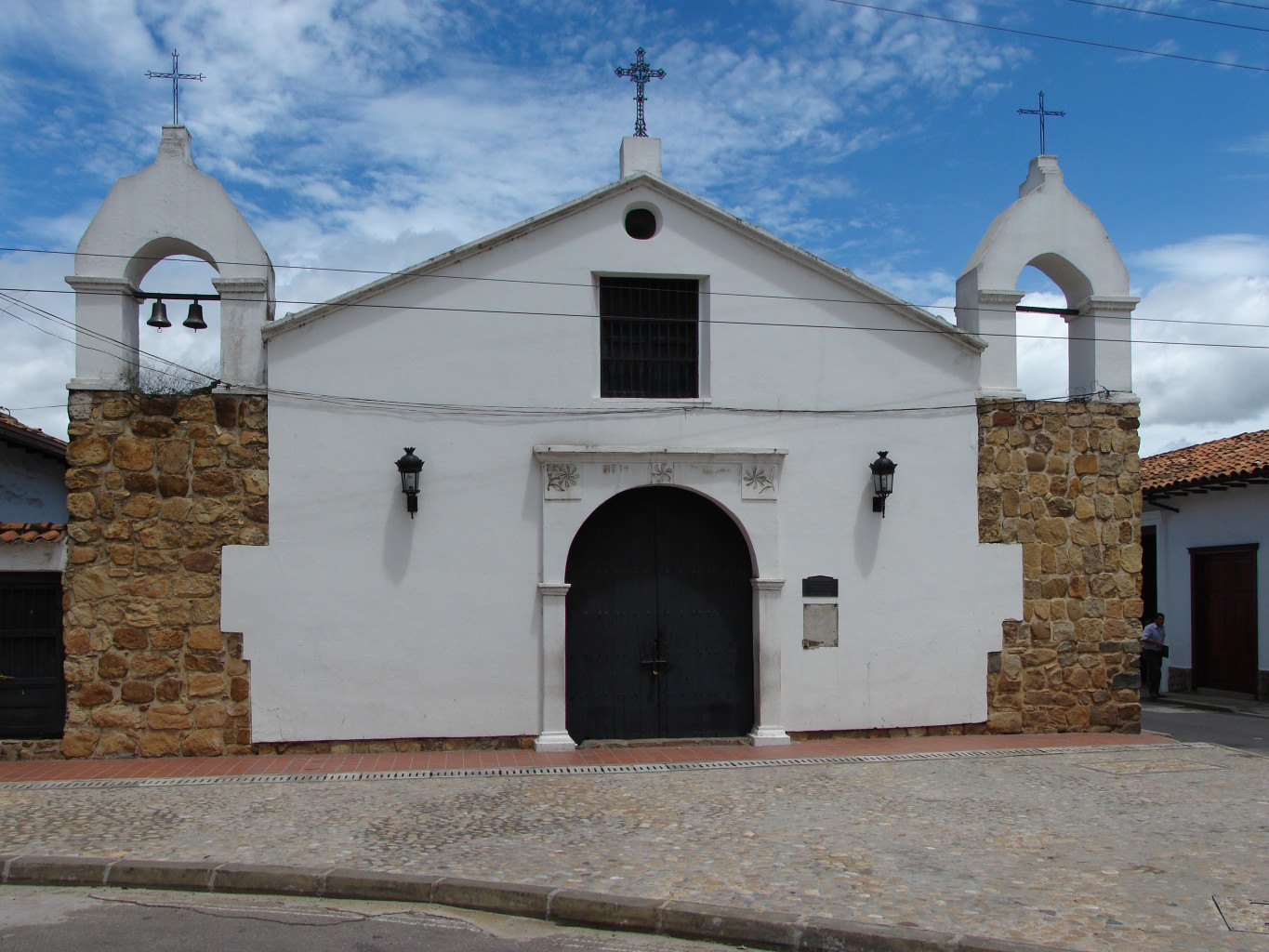
Capilla de los Dolores, monumento nacional de Colombia.

#### Capilla de los Dolores
Primera iglesia construida en la ciudad, su estructura data del siglo XVII aunque se encuentra perfectamente conservada. Era el sitio donde el Libertador Simón Bolívar iba a misa y oraba mientras estuvo de paso por la ciudad, esperando los resultados de la Convención de Ocaña. Su conservación está a cargo de la Iglesia de San Laureano y, al igual que ésta, fue declarada Monumento Nacional por el Estado Colombiano. El estilo colonial, además de lo acogedor y privado del sitio, lo hace el lugar favorito de las parejas para sellar su enlace fraternal y jurarse amor eterno en la institución del matrimonio, mediante eucaristía religiosa católica.

#### Iglesia de San Francisco de Asís
Ordenada construir por los frailes de la Orden Franciscana a su llegada a la ciudad en 1937, al mismo tiempo que el Convento Franciscano y el colegio que dirigen en la actualidad (Colegio del Virrey Solis). Ubicada en el barrio San Francisco sobre la Carrera 22, su fachada está construida en estilo gótico, que llama la atención de propios y turistas.

#### Iglesia del Sagrado Corazón de Jesús
Conocida comúnmente como Iglesia de San Pedro, fue construida por orden de la comunidad Jesuita que se instaló en la ciudad desde 1897, de forma paralela a la construcción del Colegio San Pedro que en la actualidad se encuentra a su cargo. Está ubicada en la calle 45 con carrera 27A, en el sector de Sotomayor.

### Arquitectura contemporánea
Edificio Majestic 

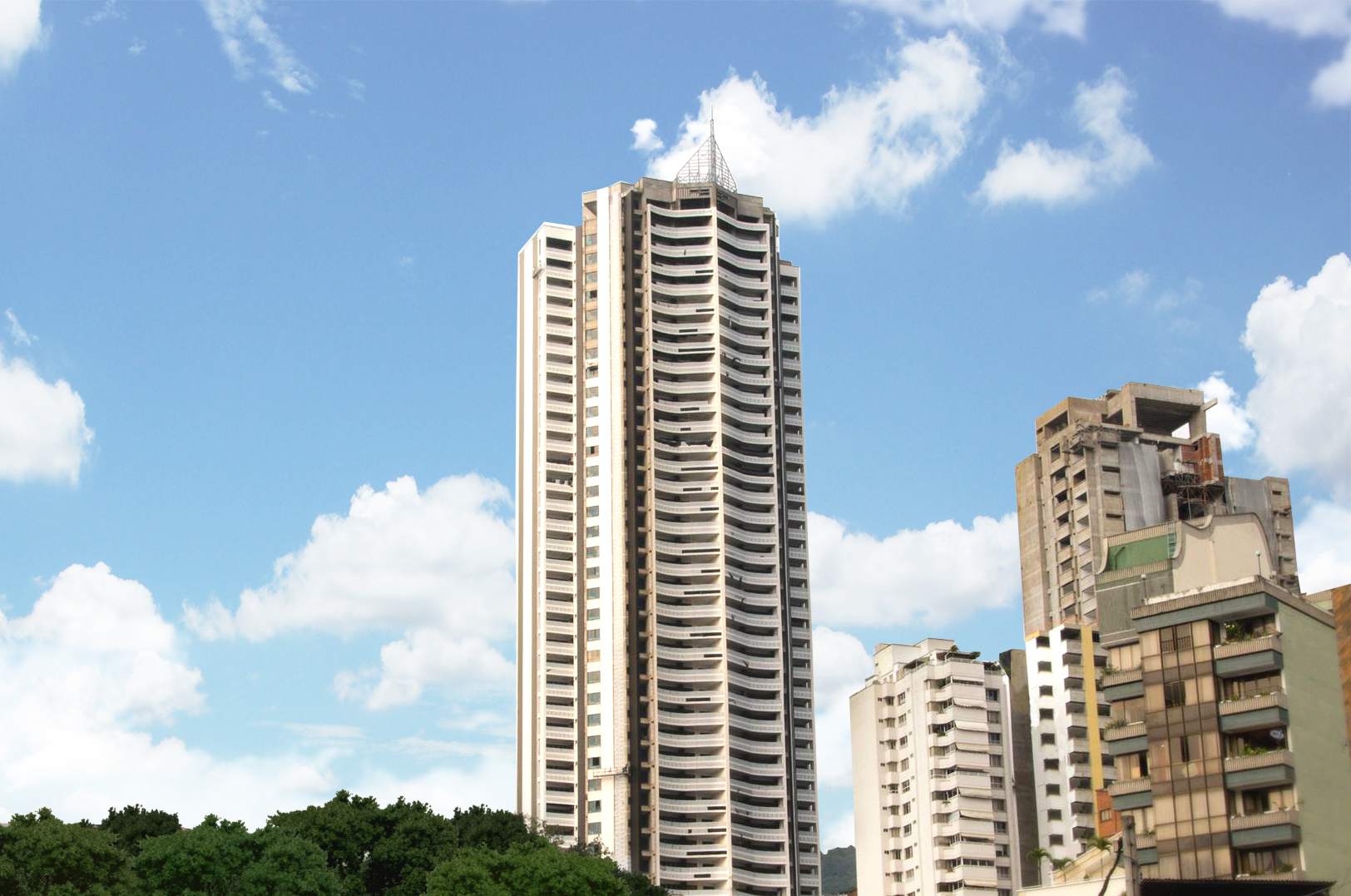
Edificio Majestic.

Rascacielos de 42 pisos, es el edificio más alto de la ciudad, como también el más alto del oriente colombiano. En la actualidad es el sexto más alto de Colombia a rango de metros de altura y el edificio más alto del país para fines residenciales.
Es el primer rascacielos de Bucaramanga, por lo que su trabajo de consultoría e ingeniería no fue común en comparación con otros edificios de la ciudad debido a su dificultad topográfica, ya que Bucaramanga está construida sobre una meseta, además que la ciudad está construida cerca del nido sísmico de la Mesa de los Santos, el segundo con más actividad sísmica en el mundo después del Hindu Kush en Afganistán. Por la cantidad de pisos que lo convierte en rascacielos, el edificio tiene un manejo en la parte ambiental diferente al de los demás edificios de la ciudad, reconocido por la Corporación para la Defensa de la Meseta de Bucaramanga (CDMB).
Se requirió la ejecución en tiempo récord de 73 grandes pilotes de concreto armado con 2 metros en promedio de diámetro, los cuales tienen una profundidad de 40 metros, logrando llegar a la roca madre, para brindarle al edificio mayor seguridad.
Este imponente edificio está ubicado en una extensión de 12 000 m² aproximadamente, rodeado por los frondosos cerros orientales de la ciudad, en un sitio exclusivo de la ciudad denominado Altos de Cabecera, entre las carreras 41 y 42 con calle 41, al cual le fue construida una vía privada desde la Carrera 42, para brindar seguridad y privacidad a los residentes y visitantes del sector.

## Parques

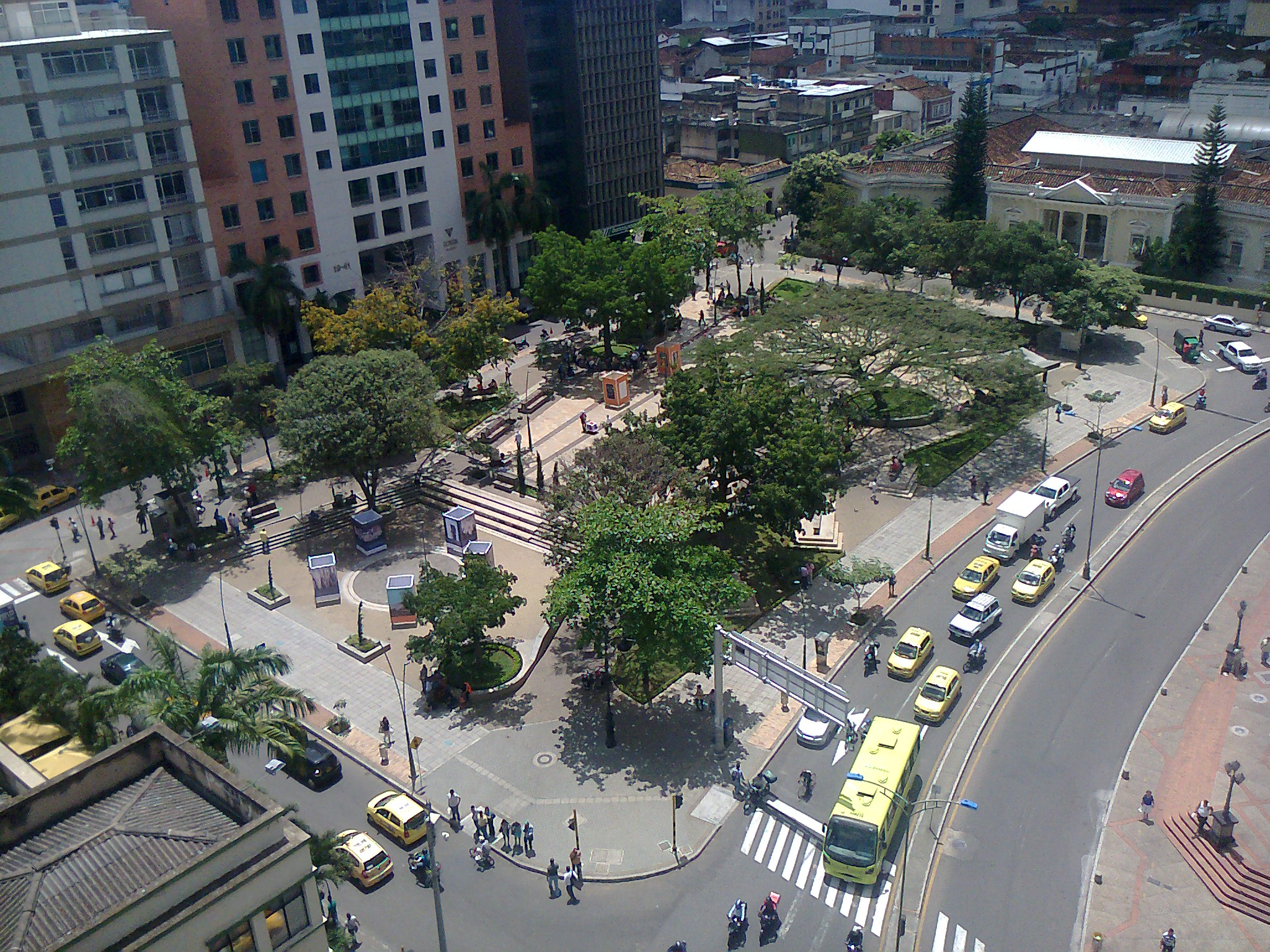
Parque Santander.

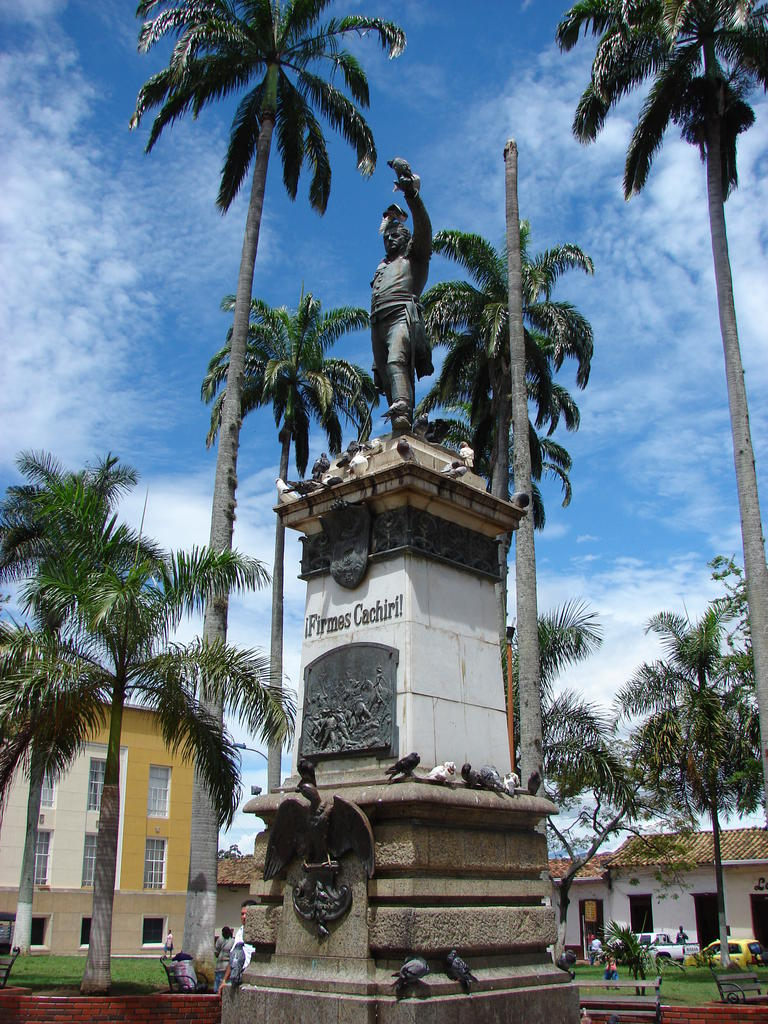
Parque Custodio García Rovira.

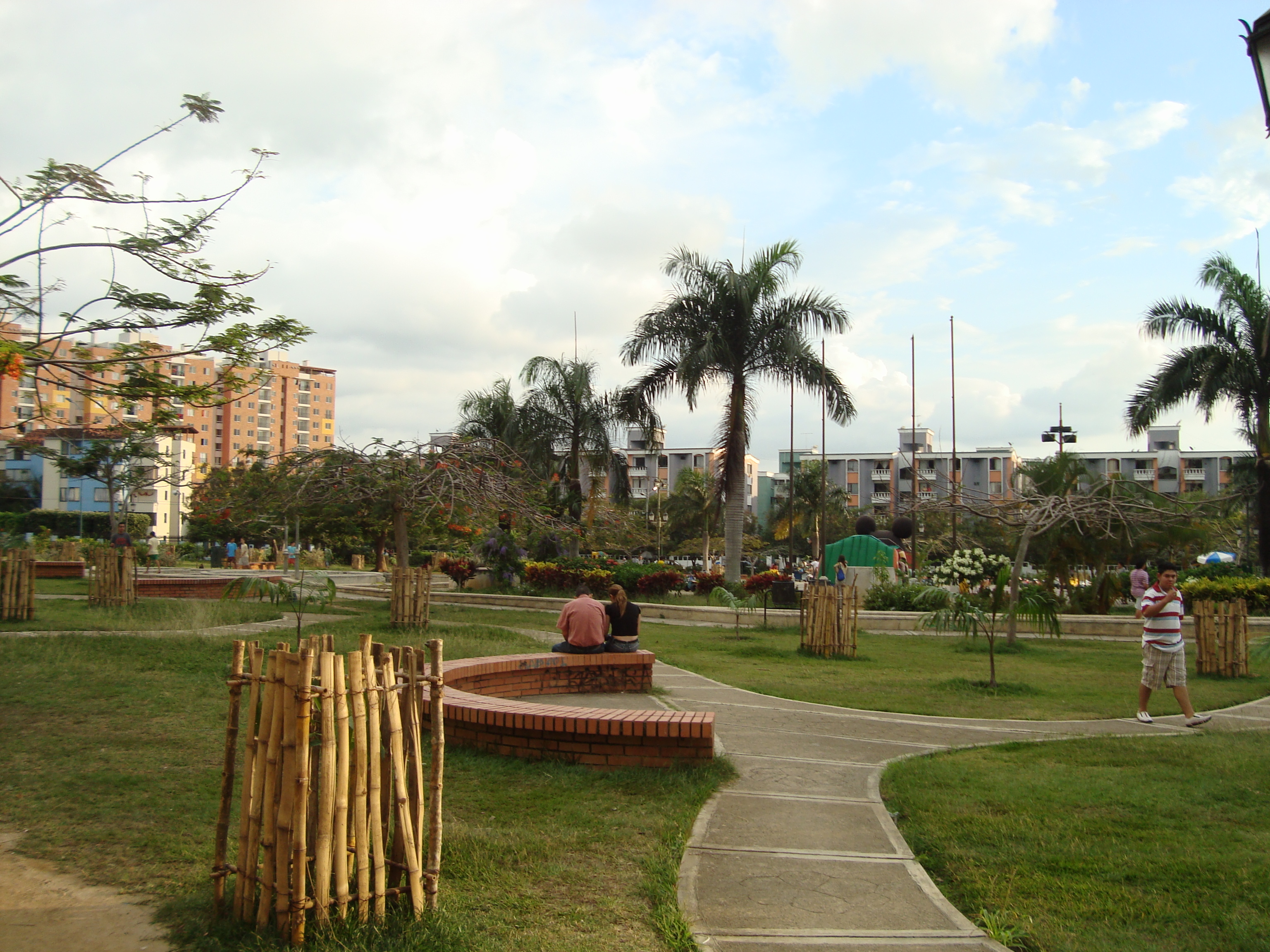
Parque de las Cigarras.

Bucaramanga, también llamada la Ciudad de los parques, cuenta en su área metropolitana con más de 72 parques.
En el sector del centro de la ciudad se encuentran los parques más antiguos con estilo colonial. En este sector destacan los parques:
- Parque Romero.
- Parque Antonia Santos.
- Parque Centenario.
- Parque Bolívar.
- Parque Santander.
- Parque Custodio García Rovira.

Entre los parques recientes se encuentra el Parque La Rosita, gestionado por el  Acueducto de Bucaramanga, en donde se localiza un tanque de almacenamiento de agua, con adecuaciones arquitectónicas en la parte superior; allí existe un mapa gigante de la ciudad dividido en comunas con sus calles y carreras especificadas para la orientación de la ciudadanía local, los turistas y visitantes; además, almacena en su interior una cantidad de 4500 metros cúbicos de agua que ayudan al suministro del líquido en el sector centro de la ciudad.
En el sector de cabecera del llano y sus alrededores podemos encontrar los siguientes parques:
- Parque del Agua. Inaugurado en el año 2003, este parque se ubica en las instalaciones del Acueducto Metropolitano de Bucaramanga. El parque combina las funciones didácticas y recreativas. Para su construcción se utilizaron los antiguos tanques del acueducto. En la temporada de Navidad el parque es iluminado con decoraciones alusivas a esta época. El diseño del parque ha recibido varios premios de arquitectura de nivel nacional e internacional.[143]
- Parque Morrorrico. Sitio escogido de peregrinaje en la ciudad para el Viacrucis cada Viernes Santo.
- Parque La Flora. EL parque se caracteriza por su abundante cantidad de árboles y ser un verdadero refugio verde en medio de la ciudad, alberga fauna y flora local que se puede apreciar con frecuencia, como ardillas, aves como el colibrí, mirlas, loros, pájaros carpintero, etc. Con senderos peatonales, juegos infantiles e instalaciones deportivas de baja intensidad, unidades sanitarias para uso de los caminantes.
- Parque Nacional del Oriente. Más conocido popularmente como la Concha Acústica por su escenario en forma de concha; ideal para conciertos, obras de teatro y similares. Tiene senderos ecológicos, una fuente de agua en forma vertical y un muestrario de orquídeas único en el país.
- Parque de Las Palmas. Zona clásica de encuentro de los jóvenes en Bucaramanga los fines de semana, se ha desarrollado alrededor de él una zona de restaurantes, bares y algunas discotecas.
- Parque San Pío. Parque referente en la ciudad ubicado entre la cra 33 y la cra 35a y la calle 45 y la calle 48. Célebre mucho antes que se instalara una escultura del Botero.
- Parque de Los Leones. Otro parque insigne, que sirve como gimnasio al aire libre a residentes del sector.

Sector sur occidental de la ciudad:
- Parque la Puerta del Sol. En el sector de la Puerta del Sol, tiene un área total de 3.800 m², cumple con dos importantes funciones sociales: primero, por medio de un tanque almacenar 5000 metros cúbicos de agua, que le permiten regular las presiones de 12 000 viviendas del sector de Ciudadela Real de Minas,y de los barrios Mutis, Monterredondo, Héroes, Prados del Mutis, Manzanares y Estoraques, e igualmente atender la demanda a los actuales y futuros desarrollos de vivienda del Municipio de Girón; segundo, es considerado desde el momento de su inauguración como un sitio de esparcimiento, de recreo gracias a su fuente de agua y también a sus jardines cuidadosamente decorados, para el disfrute gozo de los locales y turistas que visitan a la ciudad.
- Parque de las Cigarras. Ubicado en el sector de la Ciudadela Real de Minas.
- Parque Mejoras Públicas.
- Parque Las Américas.
- Parque Gabriel Turbay. Ubicado a un costado de la carrera 27.

Parques hacia el norte de la ciudad:
- Parque de las banderas. Ubicado en la glorieta en cercanías del estadio Américo Montanini.
- Parque de Los Niños. Está situado sobre la carrera 27. Su construcción se inició en 1909. Fue el primer parque con vocación infantil construido en Bucaramanga, en sus instalaciones cuenta con varias canchas de baloncesto y tenis, así como una gran cantidad de árboles de distintas variedades. Cuenta con dos monumentos: uno a José Antonio Galán, líder de la insurrección de los comuneros, y un clavijero de tiple como homenaje al compositor santandereano José Alejandro Morales. Cerca de él, se encuentra la sede del Instituto Municipal de Cultura.[144]

Parques en el área metropolitana:
- Parque de la Salud. Ubicado en el sur de la ciudad, en el sector conocido como El Bosque, cerca de la Clínica Carlos Ardila Lulle.
- Jardín Botánico Eloy Valenzuela. En homenaje a Juan Eloy Valenzuela y Mantilla.

## Religión
De total de habitantes, en Bucaramanga un 90 % de la población se considera católica, un 5 % de otros grupos cristianos, un 4 % agnósticos, ateos y gnósticos y un 1 % del islam y judíos.
Según datos de la arquidiócesis de Bucaramanga, los bautizados por la Iglesia Católica en el año 2018 son de un total de 1 440 000, representando un 96.1 % de la población.

## Deportes

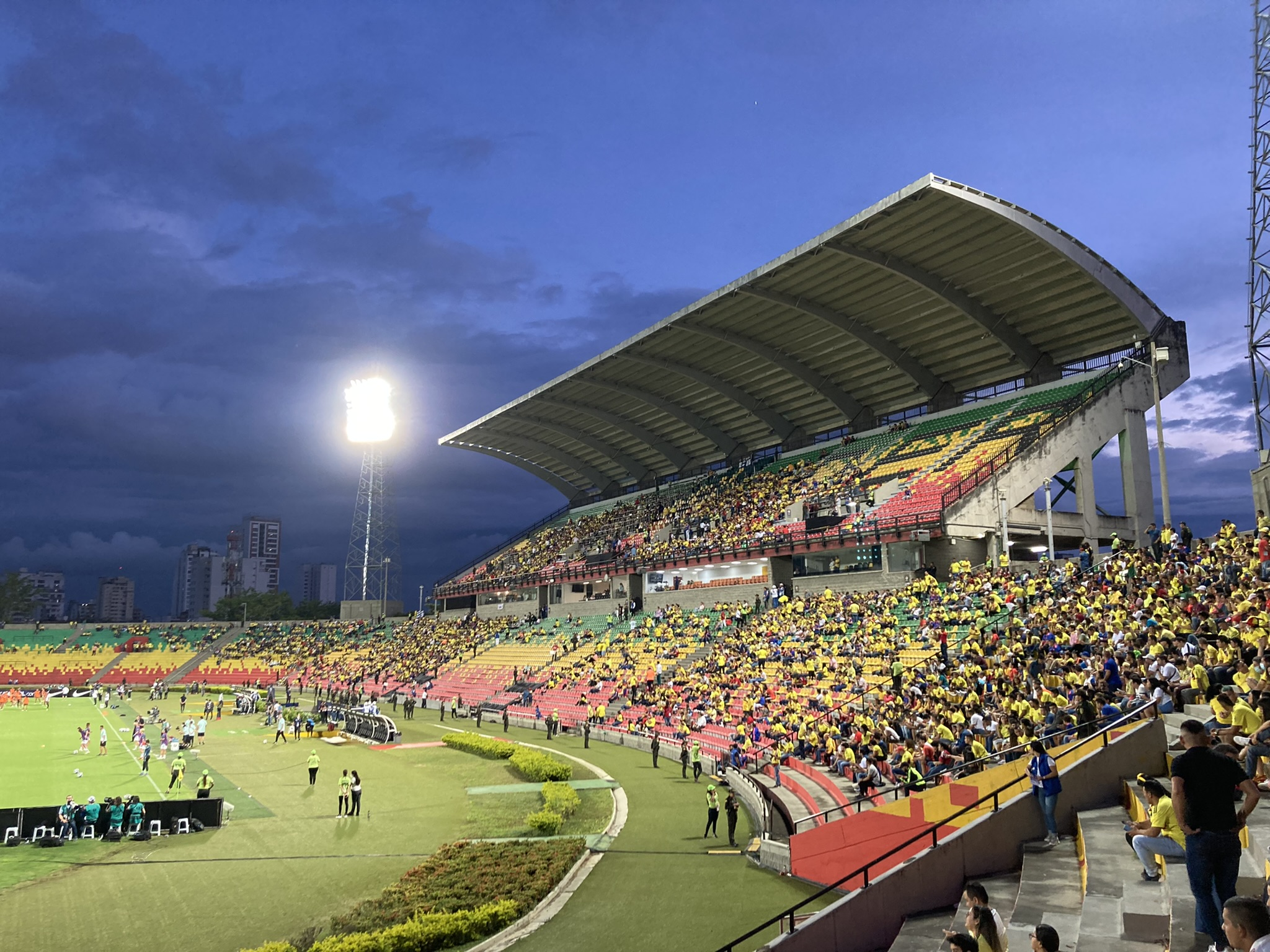
Estadio Américo Montanini, casa del Atlético Bucaramanga.

Bucaramanga se ha caracterizado por exponer en el concierto nacional las distintas modalidades deportivas que se practican en los juegos olímpicos, se puede encontrar fácilmente diversos escenarios deportivos de carácter público y privado en la ciudad. Sin embargo, el fútbol y el microfútbol son los deportes más practicados en la ciudad. Indersantander e Inderbu son las entidades encargadas de la administración y desarrollo del deporte local y departamental.

### Fútbol
Bucaramanga cuenta con el Estadio Américo Montanini, ubicado en la Villa Olímpica Hermán Aceros, tiene capacidad para 25 000 personas, el estadio posee grama natural Bermuda 419, que es la misma que usan los estadios que albergan juegos internacionales, esto después de 10 años de haber sido instalada la grama artificial, cumpliendo su ciclo de vida útil. Este escenario es la casa del Atlético Bucaramanga, equipo de fútbol que fue Campeón de la Liga colombiana en 2024. Es también el estadio alterno del Real Santander cuando este último lo requiere, ya que su escenario habitual es el estadio Álvaro Gómez Hurtado en Floridablanca; en la actualidad, este conjunto juega en la Primera División Nacional. En 2010, la ciudad fue sede del Campeonato Sudamericano Femenino Sub-20 de 2010 organizado por la Conmebol. En la Villa Olímpica se encuentra también la Cancha Marte en grama sintética, templo del fútbol aficionado en la región y donde cada año para el mes de diciembre se realiza el Torneo de la Cancha Marte, el torneo de fútbol aficionado más importante del departamento. También existe otra cancha de fútbol sintética llamada "La Juventud", ubicada en el sector oriental del estadio, abierta al público en el año 2015, en reemplazo de la antigua cancha ubicada donde está en la actualidad el Coliseo Bicentenario.

### Otros deportes

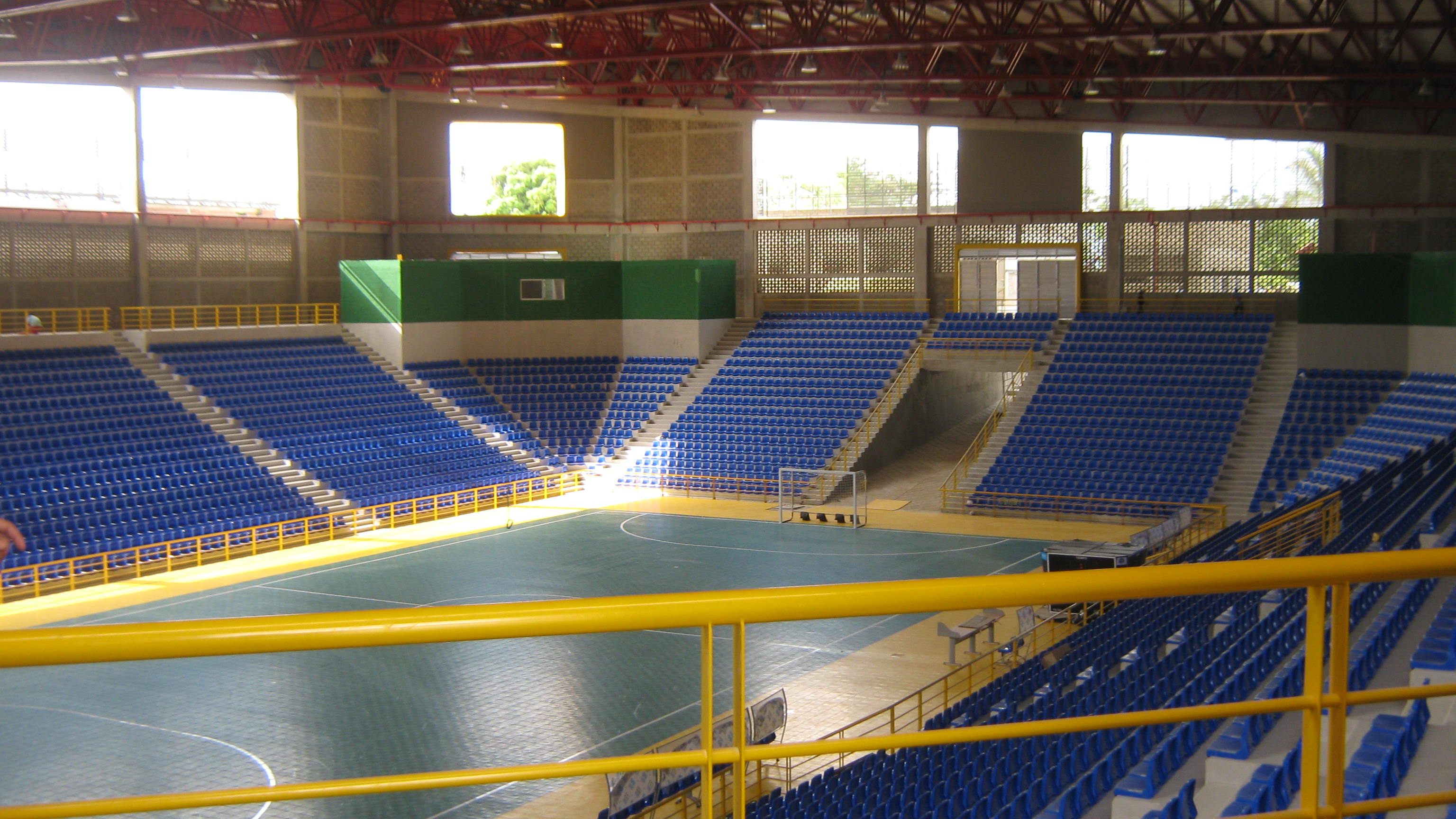
Coliseo Bicentenario Alejandro Galvis Ramírez construido en 2011.

Para otros deportes la ciudad cuenta con el Coliseo Vicente Díaz Romero que cuenta con capacidad para 8.000 personas. Este escenario, ubicado en la Villa Olímpica de la ciudad, es la casa del equipo de baloncesto Búcaros de Santander, en el año 2014 el equipo Caribbean Heat de San Andrés y Providencia jugó algunos partidos de local en este escenario; ambos conjuntos juegan en la Liga Profesional de Baloncesto colombiano. En la Villa Olímpica también se encuentran las Piscinas Olímpicas para la natación y clavados, recibiendo un proceso de remodelación en el año 2010. Para la práctica del ciclismo de pista se encuentra el Velódromo Alfonso Flórez Ortiz que fue inaugurado 12 de diciembre de 1992. Además de los escenarios mencionados, en la Villa Olímpica también existen coliseos o escenarios para la práctica de deportes como la gimnasia, lucha olímpica y grecorromana, ajedrez y tejo.
Otro escenario donde se practican diferentes deportes es el Coliseo Edmundo Luna Santos, hangar del antiguo aeropuerto Luis Francisco Gómez Niño, ubicado en el sector de la Ciudadela Real de Minas; en este escenario juegan sus partidos de local los equipos profesionales de fútbol de salón o microfutbol Independiente Santander en la rama masculina y Real Bumanguesas en la rama femenina, quienes juegan los respectivos torneos profesionales de microfútbol nacional; también suele usarse este escenario para la práctica del boxeo y anexo al mismo hay un pequeño coliseo para la práctica del tenis de mesa. Otro equipo de microfútbol que jugó en este escenario y que fue parte del torneo de microfútbol fue el TAZ Santander. 
En el año 2010 se inició la construcción, en la Villa Olímpica, del Coliseo Bicentenario Alejandro Galvis Ramírez, por la realización del Mundial de Fútbol de Salón 2011 en Colombia, y del cual Bucaramanga fue elegida subsede. El coliseo tuvo una inversión de $ 18.771 millones de pesos. Su capacidad es de 8.000 espectadores y su inauguración se realizó en marzo de 2011 con el primer partido de mundial entre las selecciones de Argentina y Brasil. El Coliseo Bicentenario fue escenario del Mundial de Hockey sobre patines en línea que se jugó en la ciudad del 29 de junio al 14 de julio del 2012 y que contó con la participación de los países potencia en este deporte, compitiendo en este escenario, el cual fue adaptado en su momento para esta disciplina; fue sede del equipo profesional de microfutbol Bucaramanga FSC hasta su disolución y en la actualidad es sede del equipo de fútbol sala o futsal Real Bucaramanga que juega en la Liga Colombiana de Fútbol Sala; este escenario además fue una de las sedes del Mundial de Fútsal 2016 que se realizó en Colombia.  De esta manera, se convirtió en el primer y único coliseo de Colombia en haber sido sede de los dos campeonatos mundiales de futsal existentes en la categoría mayores masculina (versiones AMF y FIFA)
Para la práctica del atletismo se encuentra el estadio de atletismo Luis Enrique Figueroa Rey, más conocido como Estadio La Flora, que se encuentra ubicado en el sector suroriental de la ciudad, al lado de Neomundo. Además, hay un escenario de softbol (que ocasionalmente se presta para jugar béisbol) y un escenario para el patinaje de velocidad (patinódromo) llamado Roberto García Peña, estos dos ubicados en el sector de la Ciudadela Real de Minas. Para la práctica de deportes extremos (patinaje agresivo, skateboarding y BMX) existe el Parque Extremo, ubicado en el sur de la ciudad (Barrios San Martín y San Pedro, debajo del Viaducto García Cadena).
Bucaramanga ha sido escenario en dos oportunidades de los Juegos Deportivos Nacionales en los años de 1941 y 1996, sede de los Campeonatos Panamericanos de Ciclismo en Pista y Ruta en el año 2000 y es sede actual del torneo ATP Challenger Series Bucaramanga Open de tenis que se juega cada año en las canchas del Club Campestre de Bucaramanga, aunque este escenario está ubicado en la ciudad vecina de Floridablanca, donde participan los tenistas más importantes de Colombia y algunos de los mejores clasificados en el mundo de acuerdo a la Asociación de Tenistas Profesionales.

## Ciudades hermanadas
- San José de Cúcuta, Colombia[159]
- Concepción, Chile
- San Luis Potosí, México
- Celaya, Guanajuato, México
- Fort Lauderdale, Estados Unidos
- Grenoble, Francia[12]
- Valencia, España
- Nuuk, Groenlandia
- Ribeirão Preto, Brasil